# Francisco de Goya y Lucientes
Francisco de Goya y Lucientes (Fuendetodos, Saragossa, 30 de març de 1746 - Bordeus, Gascunya, 16 d'abril de 1828) fou un pintor i gravador aragonès. La seva obra comprèn la pintura de cavallet i mural, el gravat i el dibuix. En totes aquestes facetes va desenvolupar un estil que inaugura el romanticisme. La seva contribució representa també el començament de la pintura contemporània, i se'l considera un precursor de les avantguardes pictòriques del segle xx.
Després de formar-se a la seva terra natal dins l'estil del barroc tardà, l'any 1770 va viatjar a Itàlia, on entrà en contacte amb un incipient neoclassicisme. Aquest estil és el que adoptà quan se n'anà a Madrid a mitjan dècada del 1770, al qual cal afegir un pintoresquisme costumista més rococó a conseqüència del seu nou treball com a pintor de cartons per als tapissos de la Reial Fàbrica de Tapissos de santa Bàrbara.
El 1793 va patir una greu malaltia que el feu evolucionar cap a una pintura més creativa i original, que fa servir temàtiques menys amables que les que havia pintat per a la decoració dels palaus reials. Una sèrie de petits quadres en llauna, als quals ell mateix denominava "de capritx i invenció", iniciaren la fase madura de l'obra de l'artista i la transició cap a l'estètica romàntica.
La seva obra reflecteix el convuls període històric en què va viure, particularment per les conseqüències de la Guerra de la Independència Espanyola (Guerra del Francès), de la qual han quedat la sèrie d'estampes Els estralls de la guerra que, fent un símil, és com un reportatge modern de les atrocitats comeses, i componen una visió exempta d'heroisme on les víctimes són sempre individus, sense diferència de classe i condició.
Dins la seva obra cal citar la famosa La maja nua, amb una popularitat en part aconseguida per la polèmica generada al voltant de la identitat de la dona retratada. De començaments del segle xix daten també diversos retrats que emprenen el camí cap al nou art burgès. Un cop acabada la Guerra del Francès pinta dos grans quadres a propòsit dels successos del 2 de maig de 1808, que senten un precedent tant estètic com temàtic pel que fa a la pintura històrica, ja que no només comenta successos propers a la realitat que viu l'artista, sinó que arriba a transmetre un missatge universal.
El seu art culmina en una sèrie de pintures que realitzà a l'oli sobre el mur sec, i amb les quals va decorar la seva casa de camp (la Quinta del Sordo); són les anomenades Pintures Negres. Goya hi anticipa la pintura contemporània i els diversos moviments d'avantguarda que ja al segle xx renovarien l'estil pictòric.

## Anys de formació (1746-1774)

### Naixement i joventut

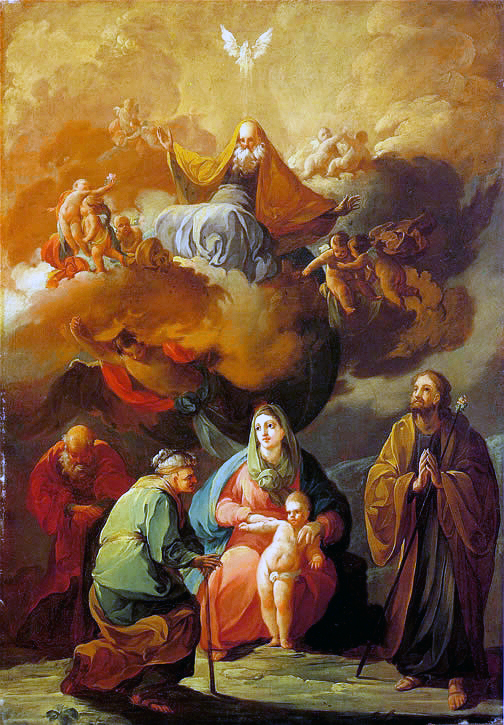
La triple generació, 1760? -1769 (Jerez de la Frontera, col·lecció particular)

Francisco de Goya va néixer el 1746 en el si d'una família de mitjana posició social de Saragossa. Goya podia relacionar-se fàcilment amb les diferents classes socials; la família del seu pare estava a cavall entre la gent de poble i la burgesia. El seu avi patern va ser notari, amb la categoria social que això implicava, però, el seu besavi –mestre d'obres–, i el seu pare –daurador–, no van tenir dret al distintiu Don. En seguir la carrera de pintor artista, Goya podia millorar les seves expectatives socials. A més, els Lucientes, per part de la seva mare, tenien antecedents de gentilhomes i tot millorà quan Goya es va casar amb Josefa Bayeu, filla i germana de pintors i d'orígens Infanzones. Aquell any s'havia traslladat al petit poble de Fuendetodos, situat a uns quaranta quilòmetres al sud de la capital, mentre es rehabilitava la casa on vivien. El seu pare era un artesà d'un cert prestigi, un mestre daurador; les relacions laborals, sens dubte, van contribuir a la formació artística de Francisco. L'any següent van tornar a Saragossa, si bé els Goya van mantenir sempre el contacte amb el poble natal, com revela el fet que el seu germà major, Tomás, que va seguir amb l'ofici del pare, el 1789 hi instal·lés el seu taller.
Quan Francisco tenia poc més de deu anys i ja havia iniciat els estudis primaris, probablement als escolapis de Saragossa, la família va patir dificultats econòmiques que van obligar el jove Francisco a posar-se a treballar. Potser aquest fet expliqui que el seu ingrés a l'Acadèmia de Dibuix de Saragossa, dirigida per José Luzán, no es produís fins al 1759, quan tenia tretze anys, una edat una mica tardana. De la seva activitat durant l'aprenentatge amb Luzán, que es prolongaria fins a 1763, se'n sap poca cosa i, en paraules de Bozal, «res [de la pintura de Goya] no es conserva d'aquells anys». Tanmateix, se li han atribuït alguns quadres de tema religiós que acusen la influència de l'estil barroc tardà napolità del seu primer mestre, que es pot percebre a La triple generació, datada, segons José Manuel Arnaiz, entre 1760 i 1763.
Goya, en tot cas, és un pintor que realitzà un aprenentatge constant i lent, i la seva obra de maduresa arribaria tard. No és estrany que no obtingués el primer premi en el concurs de pintura de tercera categoria convocat per la Reial Acadèmia de Belles Arts de San Fernando el 1763, en què competí amb Gregorio Ferro i el jurat no li va atorgar cap vot. Tres anys més tard, aquesta vegada en la convocatòria de primera classe, va tornar a intentar-ho per tal d'obtenir una beca de formació a Roma, de nou sense èxit.
Aquesta decepció va poder motivar el seu acostament al pintor Francisco Bayeu –de qui era família-, que havia estat cridat a Madrid el 1763 per Anton Raphael Mengs per tal de col·laborar en la decoració del Palau Reial de Madrid. El desembre de 1764 un cosí de Bayeu es va casar amb una tia de Goya. És molt probable que el pintor de Fuendetodos es traslladés a la capital d'Espanya en aquelles dates a la recerca de protecció i d'un nou mestre, com indica el fet que el 1770, en el seu viatge a Itàlia, es presentés com a deixeble de Francisco Bayeu.

### Viatge a Itàlia
Després dels dos intents frustrats d'obtenir suport material per dur a terme l'obligat viatge per estudiar als mestres italians in situ, Goya, amb els seus propis recursos, marxà cap a Roma, Venècia, Bolonya i altres ciutats italianes, on consta que conegué l'obra de Guido Reni, Rubens, El Veronès i Rafael, entre altres grans pintors.

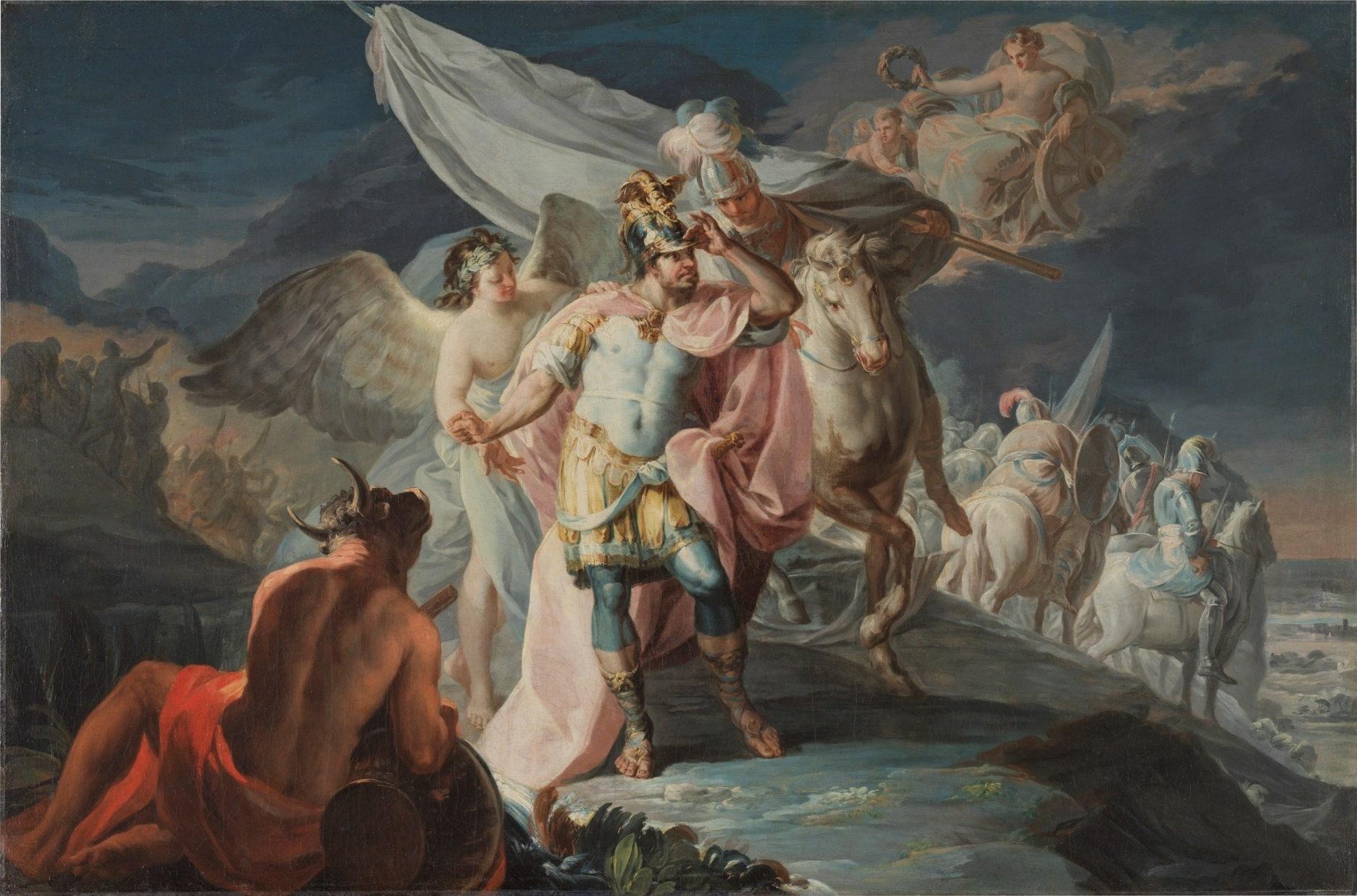
Anníbal vencedor contempla per primera vegada Itàlia des dels Alps, 1770 (Cudillero, Astúries, Fundació Selgas-Fagalde).

Sobre el seu recorregut i activitats durant aquest viatge d'estudis hi ha un valuós document, un àlbum d'apunts denominat Quadern italià, que inaugurà una sèrie de quaderns d'esbossos i anotacions, actualment conservats en la seva major part al Museu del Prado. Aquests àlbums es distingeixen amb una lletra que va de la A a la H, dada que marca un ordre cronològic. En aquests reculls es troba el gruix dels dibuixos de Goya, un conjunt molt valuós del seu art especialment per la llibertat i rapidesa amb què estan executats. En aquest terreny, però, és el Quadern italià el més convencional, ja que suposa un quadern de treball, d'exercicis, més que un corpus d'obra original.
A Parma concursà en una convocatòria pictòrica sobre un tema obligat de gènere històric, en la que no va obtenir el màxim guardó, però sí una menció especial del jurat. El seu Anníbal vencedor contempla per primera vegada Itàlia des dels Alps mostra com l'aragonès s'havia desposseït de les convencionals composicions d'estampa devota apreses de José Luzán i del cromatisme del barroc tardà (vermells, blaus foscos i intensos i glòries ataronjades com a representació del sobrenatural religiós) per adoptar una invenció més arriscada, inspirada en els models del classicisme, així com una paleta plena de tons blaus, rosats, suaus blaus i grisos perla. Goya assumí amb aquesta obra l'estètica neoclàssica, fent servir l'al·legoria mitològica en figures com el minotaure que representa les fonts del riu Po, o la Victòria llorejada baixant del cel en el carro de la Fortuna.
El 1771, Goya tornà a Espanya, potser urgit per la malaltia del seu pare o per haver rebut l'encàrrec de la Junta de Fàbrica del Pilar de Saragossa de realitzar una pintura mural per a la volta del Coret de la capella de la Mare de Déu.

### Pintura mural i religiosa a Saragossa

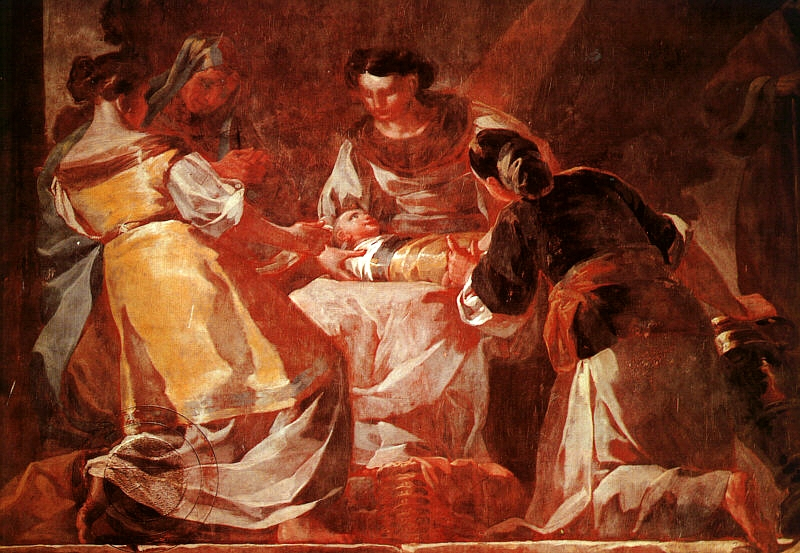
Detall del Naixement de la Mare de Déu, de la sèrie de pintures de la Cartoixa de l'Aula Dei, 1774.

En aquests anys l'activitat de Goya va ser intensa. Decorà la volta del Coret de la Basílica del Pilar amb un gran fresc que va acabar el 1772, L'adoració del nom de Déu, obra que va satisfer a la Junta de Fàbrica del temple. Molt poc després, emprengué la realització de les pintures murals de la capella del palau dels comtes de Sobradiel, conjunt de pintura religiosa que va ser arrencat el 1915 i dispersat en peces que es conserven en la seva major part en el Museu de Saragossa. Destaca el que va realitzar al sostre, L'enterrament de Crist, obra que es pot contemplar al Museu de la Fundació Lázaro Galdiano.
Però l'obra més imponent la constituí el conjunt de pintures de l'església de la Cartoixa de l'Aula Dei de Saragossa, un monestir situat a una desena de quilòmetres als afores de la ciutat. El forma un fris de grans pintures a l'oli sobre mur que relata la vida de la Mare de Deú tractant des dels seus antecedents familiars (Sant Joaquim i santa Anna) fins a la Presentació de Jesús al temple. L'esforç va culminar el 1774 i és una mostra de la capacitat de Goya per a aquest tipus de pintura de caràcter monumental, que va ser resolt amb formes rotundes i una pinzellada enèrgica.
Si els emoluments de l'encàrrec del Coret del Pilar havien estat inferiors als que cobraven els seus col·legues, només dos anys després l'impost d'indústria, pel que cotitzà 400 reals de plata, era més elevat del que va arribar a pagar el seu primer mestre, José Luzán. Goya ja era el pintor més valorat de tots els que treballaven a l'Aragó.
Pel que fa a la seva vida personal, el 25 de juliol de 1773 Goya s'havia casat amb la germana de Francisco Bayeu i va tenir el primer fill el 29 d'agost de 1774. A les últimes setmanes d'aquest any, possiblement gràcies a la influència del seu cunyat, Goya va ser cridat per Mengs per a treballar com a pintor de cartons per a tapissos al servei de la cort de Madrid. El 3 de gener de 1775 va emprendre el viatge a Madrid, on va començar una etapa que el portaria a un progressiu ascens social com a pintor real no exempt, però, de decepcions puntuals.

## Goya a Madrid (1775-1792)

### Cartons per a tapissos

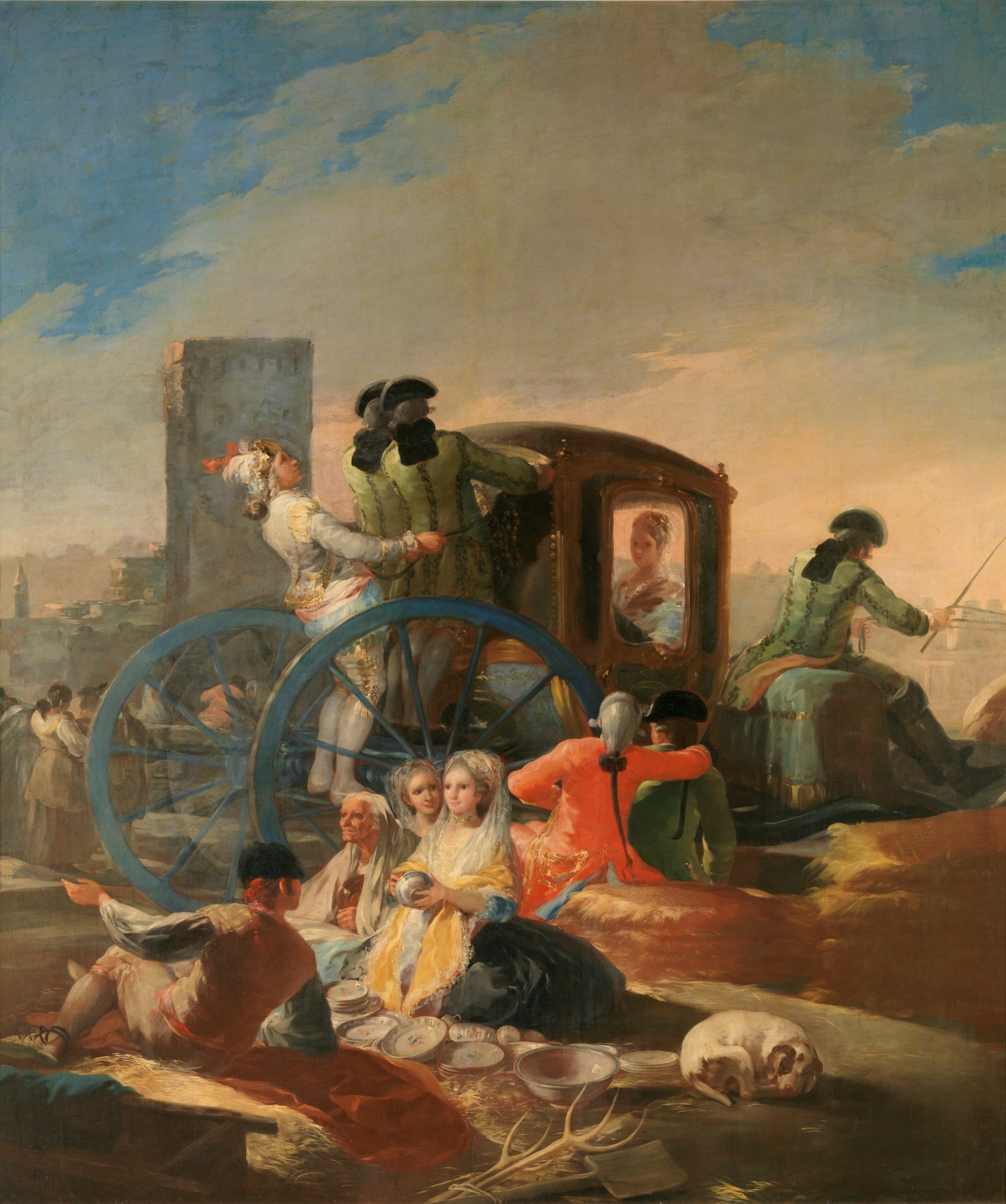
Plats-i-olles (El cacharrero) (1779)

Goya començà la seva tasca de realitzar cartons per a tapissos, tasca menor com a pintor però important per a introduir-se en els cercles aristocràtics. A més, hi havia la dificultat afegida de conjugar el rococó de Tiepolo i el neoclassicisme de Mengs per assolir l'estil apropiat per uns quadres destinats a la decoració de les estances reals, on primava el bon gust i l'observació dels costums espanyols; tot això, a més, dotant l'escena d'encant no exempt d'una varietat en la unitat. L'estil no era un veritable realisme, tot i que alguns dels seus olis destinats a ser cartons denoten verisme, com s'observa a La nevada (1786) o El paleta ferit (1787); però sí que va ser necessari allunyar-se tant de l'estil barroc tardà, propi de la pintura religiosa de províncies, com de l'il·lusionisme del rococó, inadequat per a obtenir una impressió de factura «del natural», característica que demanava sempre el pintoresquisme. L'activitat de Goya per la Reial Fàbrica de Tapissos de santa Bàrbara es va perllongar durant dotze anys, de 1775 a 1780 en un primer quinquenni de treball, i de 1786 fins a 1792; aquest any, una greu malaltia que li provocaria la seva sordesa, el va allunyar definitivament d'aquest tipus d'activitat. En total va fer quatre sèries de cartons distribuïts de la manera següent: 

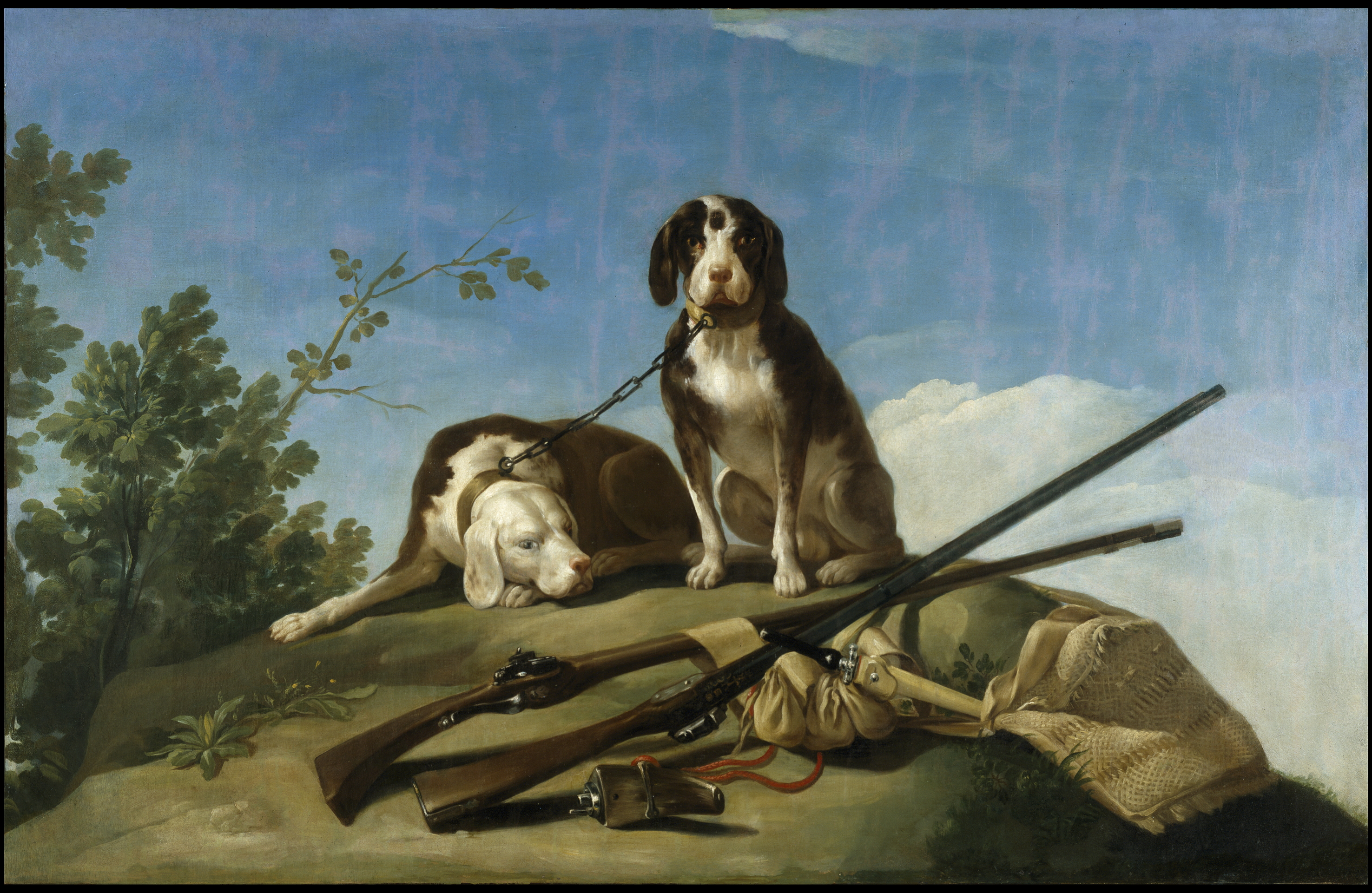
Coble de gossos (1775)

- Primera sèrie.[24] Realitzada el 1775, consta de nou quadres de tema cinegètic realitzats per a la decoració del menjador dels Prínceps d'Astúries -els futurs Carles IV i Maria Lluïsa de Borbó-Parma- a El Escorial. A la sèrie pertanyen La caça de la guatlla, quadre encara molt influït per les maneres dels germans Bayeu, Coble de gossos i Caça amb mussol i xarxa.

- Segona sèrie.[24] Es poden distingir dos grups d'encàrrecs; el tema és la representació de diversions populars, generalment d'oci campestre, com corresponia a la ubicació del Palau. És per això que s'insisteix a localitzar les escenes a la riba del Manzanares. Les obres executades entre 1776 i 1778, destinades al menjador dels prínceps del Palau Reial del Pardo, i els realitzats entre 1778 i 1780 per al dormitori de l'esmentat palau.

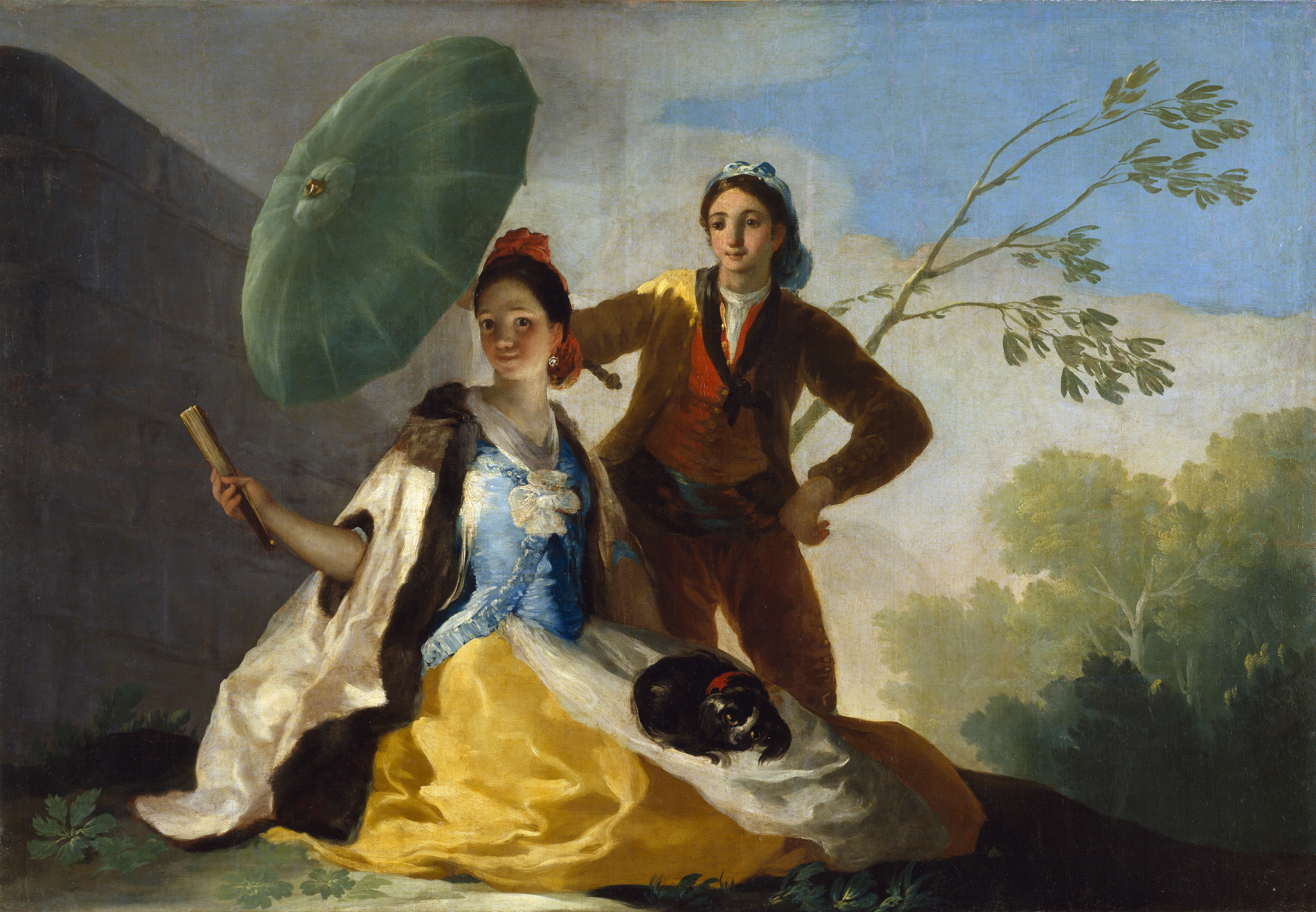
El para-sol (1777)

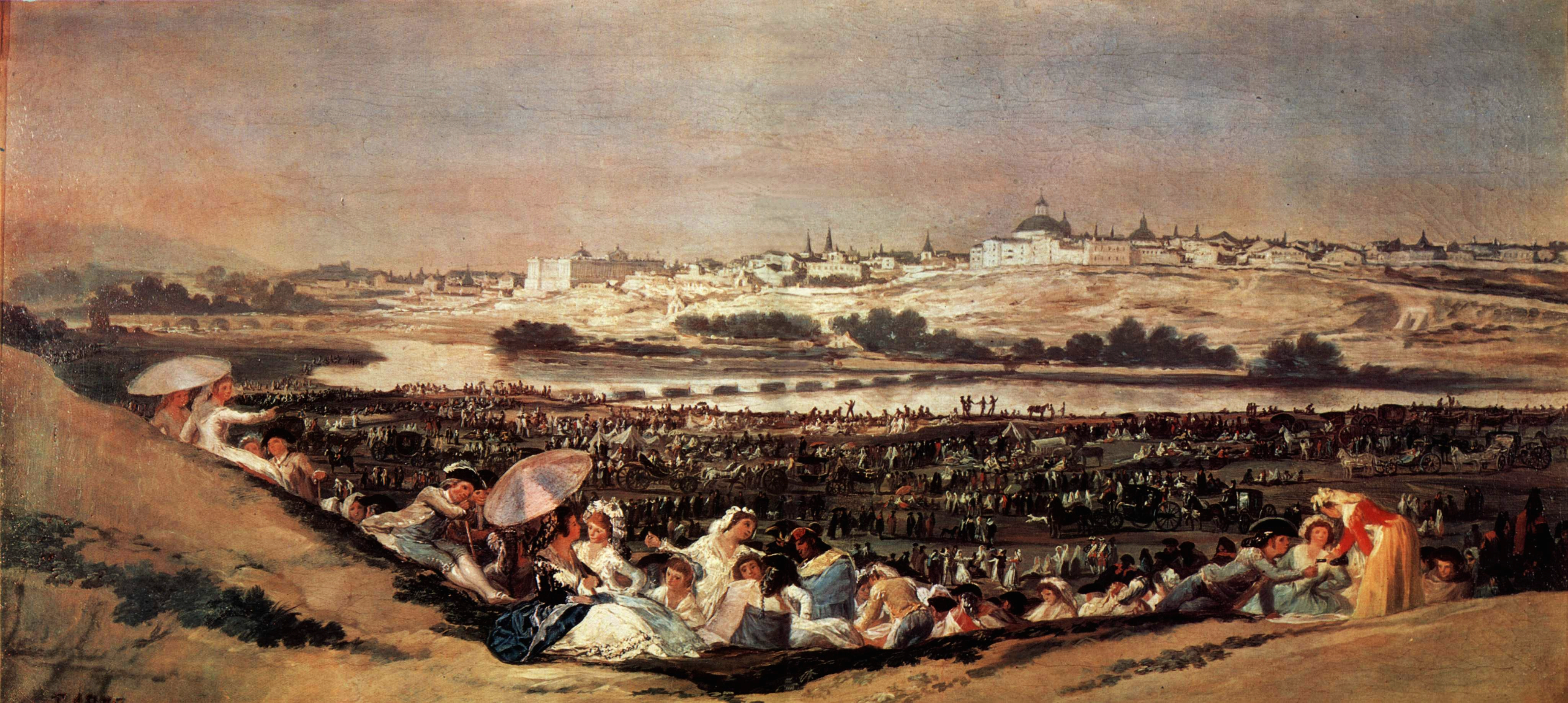
La pradera de sant Isidre (1788)

- Tercera sèrie.[24] Es va iniciar després d'un període (1780-1786) en què Goya, per una banda, va emprendre altres treballs en els quals exercí de retratista de moda de la classe acomodada madrilenya i, per l'altra, un encàrrec per a pintar un quadre per la Real Basílica de San Francisco el Grande i per a una de les cúpules de la basílica del Pilar. El 1786, reprengué el seu treball com a oficial de la fàbrica de tapissos amb una sèrie dedicada a l'ornamentació del menjador del Palau Reial del Pardo.[25] Entre totes, hi ha una obra mestra, La pradera de sant Isidre, que com és habitual en Goya és més audaç en els esbossos i més «modern» –pel seu ús d'una pinzellada enèrgica, ràpida i solta–, que en els llenços i els rematats. Aquest projecte va quedar interromput a causa de la inesperada mort del rei Carles III d'Espanya el 1788, si bé un altre dels esbossos va donar lloc a un dels seus cartons més coneguts: La gallina cega.

- Quarta sèrie.[24] Amb destinació al despatx del nou rei Carles IV a El Escorial, emprengué l'execució d'una altra sèrie de cartons entre 1788 i 1792. Els temes adquiriren matisos satírics, encara que seguien mostrant aspectes alegres de la societat espanyola del seu temps. Així apareixen jocs a l'aire lliure protagonitzats per joves, com a Les xanques, Gigantillas o El ninot; en aquest darrere quadre les dones semblen gaudir amb la revenja de la dominant posició social de l'home, tot jugant amb un ninot grotesc.

### Retrats i acadèmic

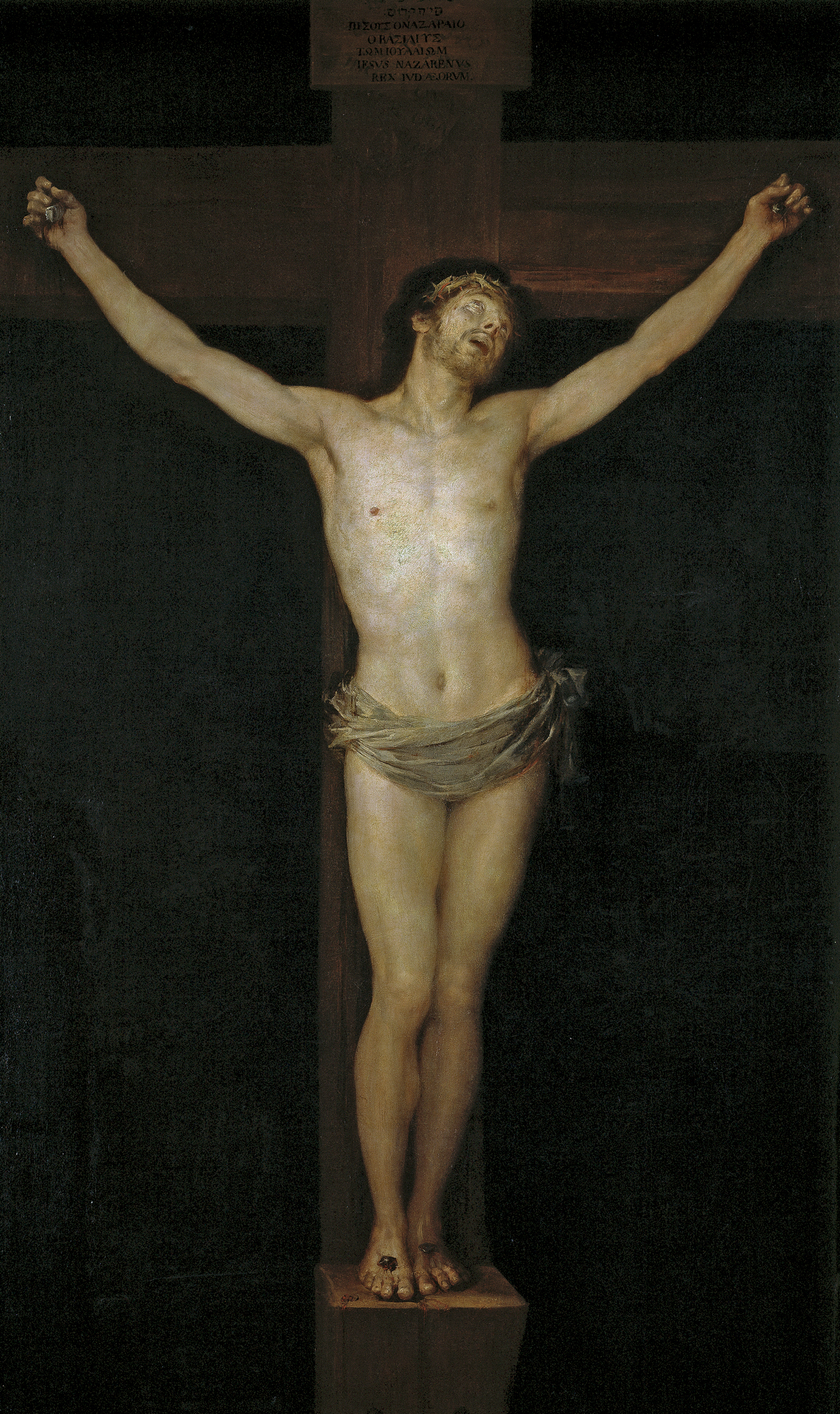
Crist crucificat (1780)

Des de la seva arribada a Madrid per treballar a la cort, Goya va tenir accés a les col·leccions de pintura dels reis, i durant la segona meitat de la dècada del 1770 el seu art tindrà un referent en Velázquez. La seva obra havia estat elogiada en un discurs pronunciat el 1780 per Jovellanos a la Reial Acadèmia de Belles Arts de San Fernando en el qual lloava el naturalisme del mestre sevillà davant l'excessiva idealització dels defensors d'una pretesa bellesa ideal per part dels neoclàssics. També en els seus quadres Goya aplica els enginyosos tocs de llum de Velázquez, la perspectiva aèria i un tipus de dibuix naturalista, visibles en el retrat Carles III caçador realitzat cap al 1788; el rostre arrugat del rei recorda el dels homes madurs del primer Velázquez.
En aquests anys Goya es guanyà l'admiració dels seus superiors, en especial la de Mengs «a qui havia sorprès la facilitat amb què feia [els cartons]». El seu ascens social i professional és notable i així, el 1780 finalment és nomenat acadèmic de mèrit de l'Acadèmia de San Fernando. Amb motiu d'aquest esdeveniment pintà un Crist crucificat de factura eclèctica, on mostra el seu domini de l'anatomia, la llum dramàtica i els tons mitjans, en un homenatge que recorda tant al Crist de Mengs, com al de Velázquez.

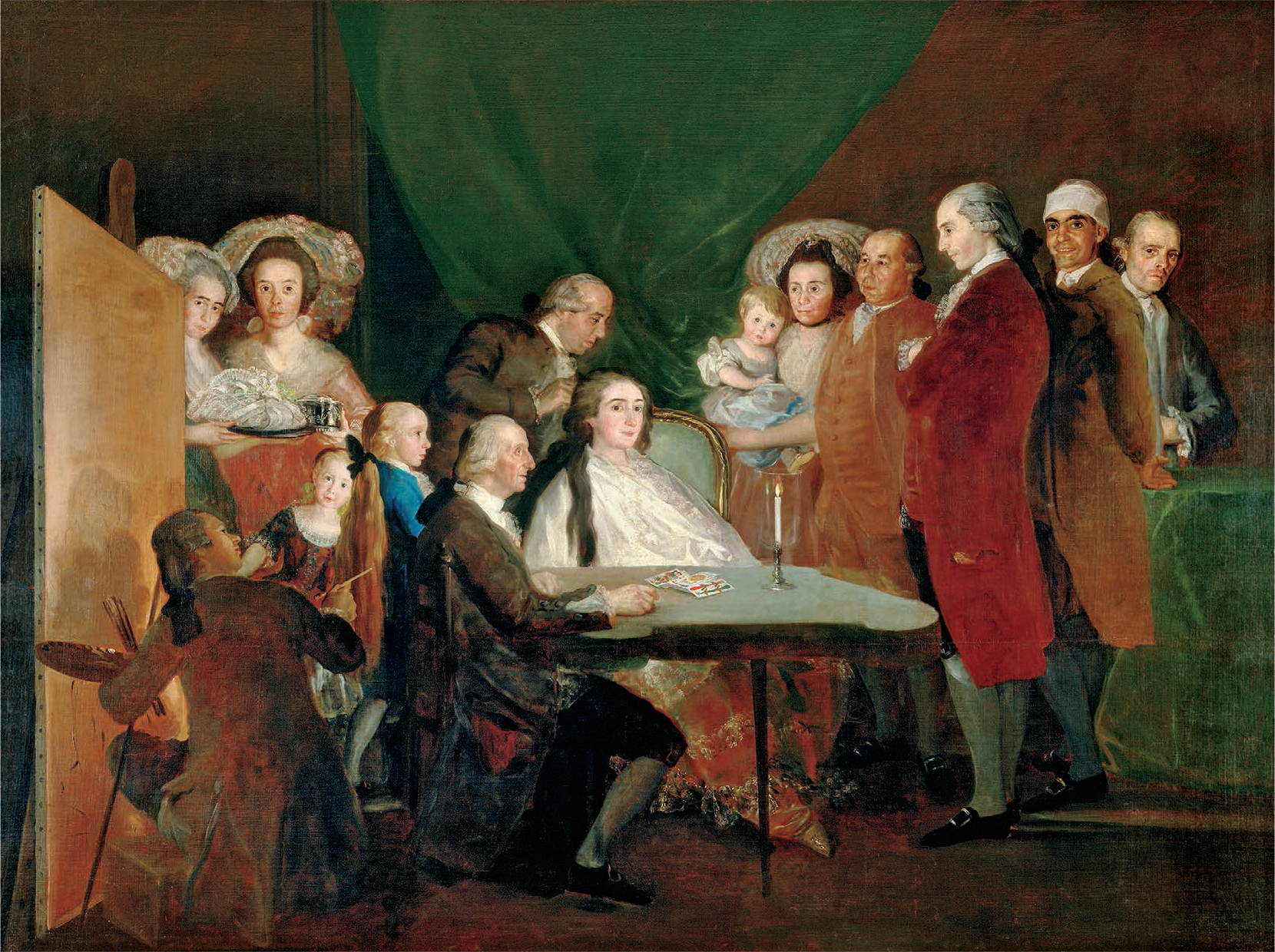
La família de l'infant Lluís de Borbó, 1784 (Fundació Magnani Rocca, Corte di Mamiano, Itàlia)

Al llarg de tota la dècada del 1780 entra en contacte amb l'alta societat madrilenya, que sol·licita ser immortalitzada pels seus pinzells, convertint-se en el retratista de moda. Per a poder formar part de l'elit cultural va ser decisiva la seva amistat amb Gaspar Melchor de Jovellanos i Juan Agustín Ceán Bermúdez, historiador de l'art. Així, rebé nombrosos encàrrecs, com els del recentment creat Banco de San Carlos (1782) i el Col·legi de Calatrava de Salamanca. D'una gran importància va ser també la seva relació amb la petita cort que l'infant Lluís Antoni d'Espanya havia creat a Arenas de San Pedro (Àvila), al costat del músic Luigi Boccherini i altres figures de la cultura espanyola. Lluís Antoni havia renunciat a tots els seus drets successoris en casar-se amb una dama aragonesa, María Teresa Vallabriga, i el secretari i gentilhome de cambra tenia llaços familiars amb la família Bayeu. Del seu coneixement informen diversos retrats de la infanta Maria Teresa, un d'ells eqüestre i, sobretot l'anomenat La família de l'infant Lluís de Borbó (1784), un dels quadres més complexos i aconseguits d'aquesta època.

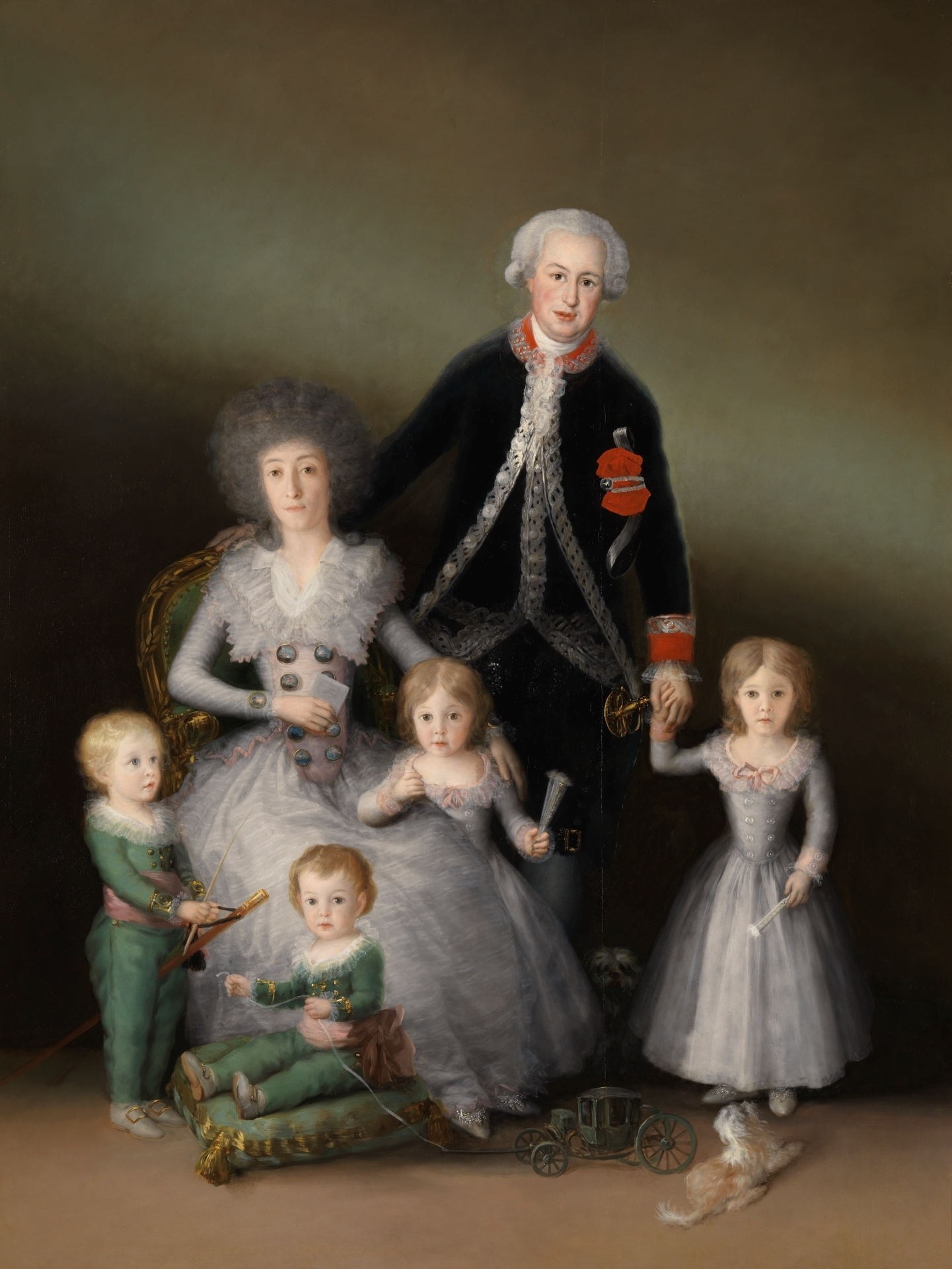
Els ducs d'Osuna i els seus fills, del 1788 (Museu del Prado)

D'altra banda, l'ascens del José Moñino y Redondo, comte de Floridablanca, a la cúspide de la governació d'Espanya i la bona opinió que tenia de la pintura del seu compatriota, li va proporcionar alguns dels encàrrecs més importants; foren dos retrats del Primer Ministre, entre els quals destaca el de 1783, El Comte de Floridablanca i Goya , que reflecteix l'acte in fieri del mateix Goya autoretrat com a pintor que mostra el quadre que està pintant al ministre, jugant amb la idea de la mise en abyme.
Tanmateix, potser el més decidit suport social que va rebre Goya va arribar dels ducs d'Osuna, família a la qual va retratar a Els ducs d'Osuna i els seus fills; i, en especial, el de Maria Josefa Pimentel, duquessa d'Osuna, una dona culta i activa dins els cercles il·lustrats madrilenys. Per aquesta època estaven decorant la seva quinta del Capricho i, per a tal fi, van sol·licitar a Goya que pintés una sèrie de quadres de costums. En aquestes obres, entre altres trets, s'aprecia l'aparició d'escenes de violència o de desgràcies, com s'observa a La caiguda, on una dona acaba de caure d'un arbre sense que coneguem la gravetat de les ferides, Assalt de la diligència , i La conducció d'una pedra. L'artista mostra una preocupació incipient per la classe obrera; parla, no només de la influència dels interessos propis del preromanticisme, sinó també del grau d'assimilació que havia fet de l'ideari dels il·lustrats, als que freqüentà.
D'aquesta manera Goya va anar guanyant prestigi, i els ascensos se succeïren. El 1785 va ser nomenat Tinent Director de Pintura de l'Acadèmia de San Fernando, càrrec semblant al lloc de subdirector. El 1789, als seus quaranta-tres anys i després de la pujada al tron del nou rei Carles IV i realitzar el seu retrat, fou Pintor de Cambra del Rei, posició que el capacità per a realitzar els retrats oficials de la família reial al mateix temps que obtenia unes rendes que li permetien donar-se el luxe de comprar cotxe i els seus tan desitjats campicos, com reiteradament li comentava per carta a Martín Zapater, l'amic de tota la vida.

### Pintura religiosa

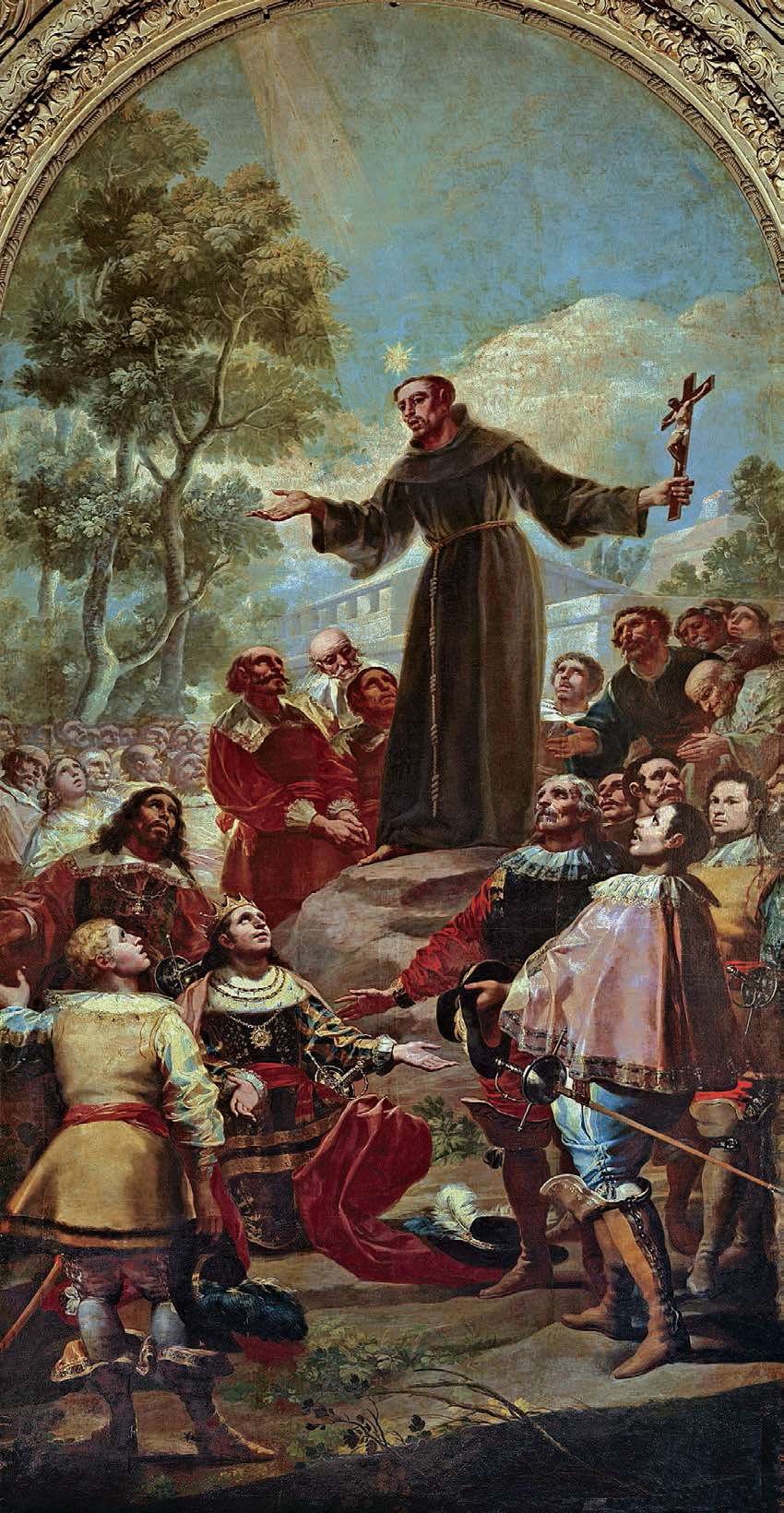
Sant Bernardino de Siena predicant davant Alfons V d'Aragó (1783). Forma part de la decoració de la Real Basílica de San Francisco el Grande de Madrid. Es creu que Goya apareix autoretratat en el jove de la dreta.

Des de començaments de 1778 Goya esperava rebre la confirmació d'un important encàrrec per a pintar una cúpula de la Basílica del Pilar. La Junta de Fàbrica d'aquest temple va voler encomanar-la la feina a Francisco Bayeu, que al seu torn va proposar que ho fessin Goya i el seu germà Ramón Bayeu. L'artista diposità grans esperances en la decoració de la cúpula Regina Martirum i les seves petxines, car la seva feina com a pintor de cartons no podia satisfer les seves aspiracions com a gran pintor.
El 1780, any en el qual va ser nomenat acadèmic, emprengué el viatge cap a Saragossa per a realitzar el fresc sota la direcció del seu cunyat, F. Bayeu. Tanmateix, al cap d'un any, el resultat no va satisfer la Junta del Pilar i es va proposar que F. Bayeu corregís els frescos abans de donar la seva aprovació per continuar amb les petxines. Goya no va acceptar les crítiques i es va oposar al fet que s'intervingués just acabada obra. Finalment, a mitjan 1781, l'artista quedà molt dolgut, i va tornar a Madrid. El ressentiment va durar fins que el 1789 va saber de la intercessió realitzada per Bayeu en el seu nomenament com a pintor de cambra del rei.
Poc després Goya, juntament amb els millors pintors del moment, va ser requerit per a pintar un dels quadres que anaven a decorar la Real Basílica de San Francisco el Grande de Madrid. Aquest oferiment representà per a ell una oportunitat de poder competir amb els millors artistes contemporanis. Després dels frecs haguts amb Bayeu, Goya prestà un detallat seguiment d'aquest treball a l'epistolari adreçat a Martín Zapater i intentarà mostrar com la seva obra val més que la del respectat Francisco Bayeu, a qui es va encarregar la pintura de l'altar major. Tot això es reflecteix en la carta datada a Madrid l'11 de gener de 1783, en la qual explica com té notícia que Carles IV, llavors encara Príncep d'Astúries, havia injuriat el llenç del seu cunyat.
L'obra al·ludida és Sant Bernardino de Siena predicant davant Alfons V d'Aragó, acabada el 1783 quan també treballava en el retrat de la família de l'infant Lluís Antoni, i el mateix any que El comte de Floridablanca i Goya, obres que suposen tres fites que el situen al cim de la pintura del moment. Ja no és només un pintor de cartons sinó que domina tots els gèneres pictòrics: el religiós, amb el Crist crucificat i el San Bernardino predicant, i el cortesà, gràcies els retrats de l'aristocràcia madrilenya i de la família reial.
Fins a 1787 no tornà a abordar la pintura religiosa, i ho feu amb tres llenços que el rei Carles III li encarregà per al Monestir de santa Anna i sant Joaquim de Valladolid: La mort de sant Josep (o El trànsit de sant Josep), Santa Ludgarda i Sant Bernat socorra un pobre (o Els sants Bernat i Robert). En ells la rotunditat dels volums i la qualitat dels plecs dels hàbits blancs, d'una austeritat sòbria, reten un homenatge a la pintura de Zurbarán.
L'any següent, per encàrrec dels ducs d'Osuna, els seus grans protectors i mecenes en aquesta dècada juntament amb l'infant Lluís Antoni, pinta per a la seva capella de la Catedral de València, on actualment encara estan exposats, el Sant Francesc de Borja i el moribund impenitent i Comiat de sant Francesc de Borja de la seva família.

## La dècada dels noranta (1793-1799)

### El capritx i la invenció
El 1792, presentà un discurs a l'Acadèmia on expressà les seves idees respecte a la creació artística, que s'allunyaven dels supòsits idealistes i de les preceptives neoclàssiques vigents a l'època de Mengs. Defensava la necessitat de més llibertat per al pintor, que no ha d'estar subjecta a estretes regles. Segons les seves idees «l'opressió, l'obligació servil de fer estudiar i seguir a tots el mateix camí és un obstacle per als joves que professen un art tan difícil». Era tota una declaració de principis a favor de l'originalitat, de donar curs lliure a la invenció i un al·legat de caràcter decididament preromàntic.

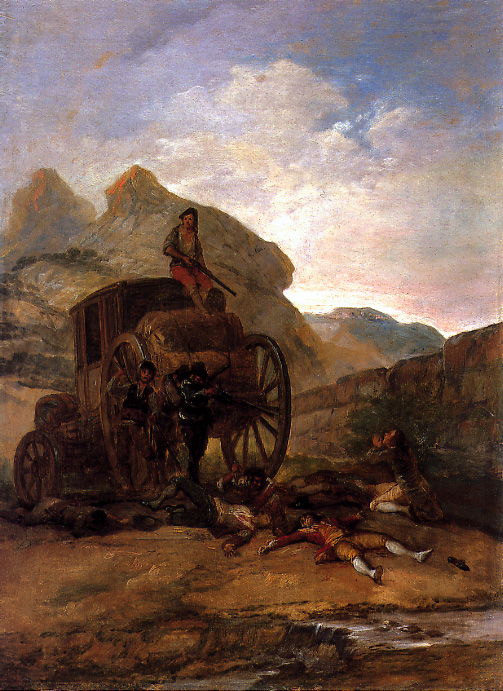
Assalt de lladres, 1794.
Oli sobre llauna, 42 x 31 cm. (Col·lecció Castro Serna) (Pamplona).

És en aquesta etapa, i sobretot després de la seva malaltia de 1793, quan Goya fa el possible per crear obres alienes a les obligacions adquirides pels seus càrrecs a la cort. Progressivament pinta més obres de petit format, amb una total llibertat, i s'allunya tant com pot dels seus compromisos, adduint per això dificultats degudes a la seva delicada salut. Ja no tornà a pintar cartons per a tapissos, i el 1797 dimití de les seves obligacions acadèmiques com a mestre de pintura a la Reial de Belles Arts al·legant problemes físics; a canvi, va aconseguir ser nomenat Acadèmic d'Honor. Bozal analitza la condició física de Goya a partir de 1794 en virtut de l'anàlisi dels seus retrats i recolzant-se en arguments i documentació adduïda per Glendinning, indica que la frenètica activitat desplegada pel pintor en els anys noranta no és compatible amb les xacres que al·lega per ser eximit de certes obligacions docents i d'encàrrecs de quadres per a la cort: 
| «                                 | […] el director de la Reial Fàbrica [de Tapissos], Livinio Stuyck, creia el març de 1794 que Goya «es troba absolutament impossibilitat de pintar, de resultes d'una greu malaltia que li va sobrevenir» [però tant el 1793 com el 1794 Goya pinta diverses obres]; el març de 1796 no va poder dirigir la sala del model [com a supervisor dels alumnes de l'Acadèmia de San Fernando a la que estava obligat a comparèixer un mes a l'any], tal com li corresponia, «a causa d'estar malalt», i l'abril de 1797 dimiteix de la seva feina de director de pintura a l'Acadèmia, desenganyat per la convalescència per les seves malalties habituals. El 1798, el propi Goya «confessa que no s'ha pogut ocupar en coses de la seva professió, en relació amb la fàbrica de tapissos, per trobar-se tan sord" que si no és usant els signes de la mà [el llenguatge de signes dels sords] no pot entendre cosa alguna "(Glendinning, 1992, 25). Però no exclou Glendinning que Goya exagerés els seus mals, no només per l'àmplia producció pictòrica d'aquests anys, també per l'interès que posa en els assumptes econòmics. | » |
| — Bozal (2005), vol. 1, pàg. 120. | |   |

Cap a la fi de 1792 Goya es troba a Cadis hostatjat per l'industrial Sebastián Martínez i Pérez, de qui fa un excel·lent retrat, per a recuperar-se d'una malaltia, possiblement saturnisme, una progressiva intoxicació per plom que era habitual en els pintors. El gener de 1793 Goya es troba al llit i el seu estat és greu; el març comença la millora, però li va deixar com a seqüela una sordesa de la qual ja no es recuperà. No tenim més notícies seves fins al 1794, any en què el pintor envià a l'Acadèmia de San Fernando una sèrie de quadres «de gabinet»:
| « | Per ocupar la imaginació mortificat en la consideració dels meus mals, i per a rescabalar en part els grans dispendi que m'han ocasionat, em vaig dedicar a pintar un joc de quadres de gabinet, en què he aconseguit fer observacions a què regularment no donen lloc les obres encarregades, i en què el capritx i la invenció no tenen eixamples. | » |
| — Carta de Goya a Bernardo de Iriarte (vice-protector de la Reial Acadèmia de Belles Arts de San Fernando), 4 de gener de 1794. Apud Bozal (2005), vol. 1, pàg. 112. | |   |

Els quadres a què fa referència són un conjunt d'obres de petit format entre els quals es troben Corral de bojos, El naufragi, L'incendi (Foc de nit), Assalt de lladres i Interior de presó. Els seus temes són ja truculentes i la tècnica pictòrica és esbossada i plena de contrastos lumínics i molt de dinamisme. Aquestes obres poden considerar-se un inici de la pintura romàntica.

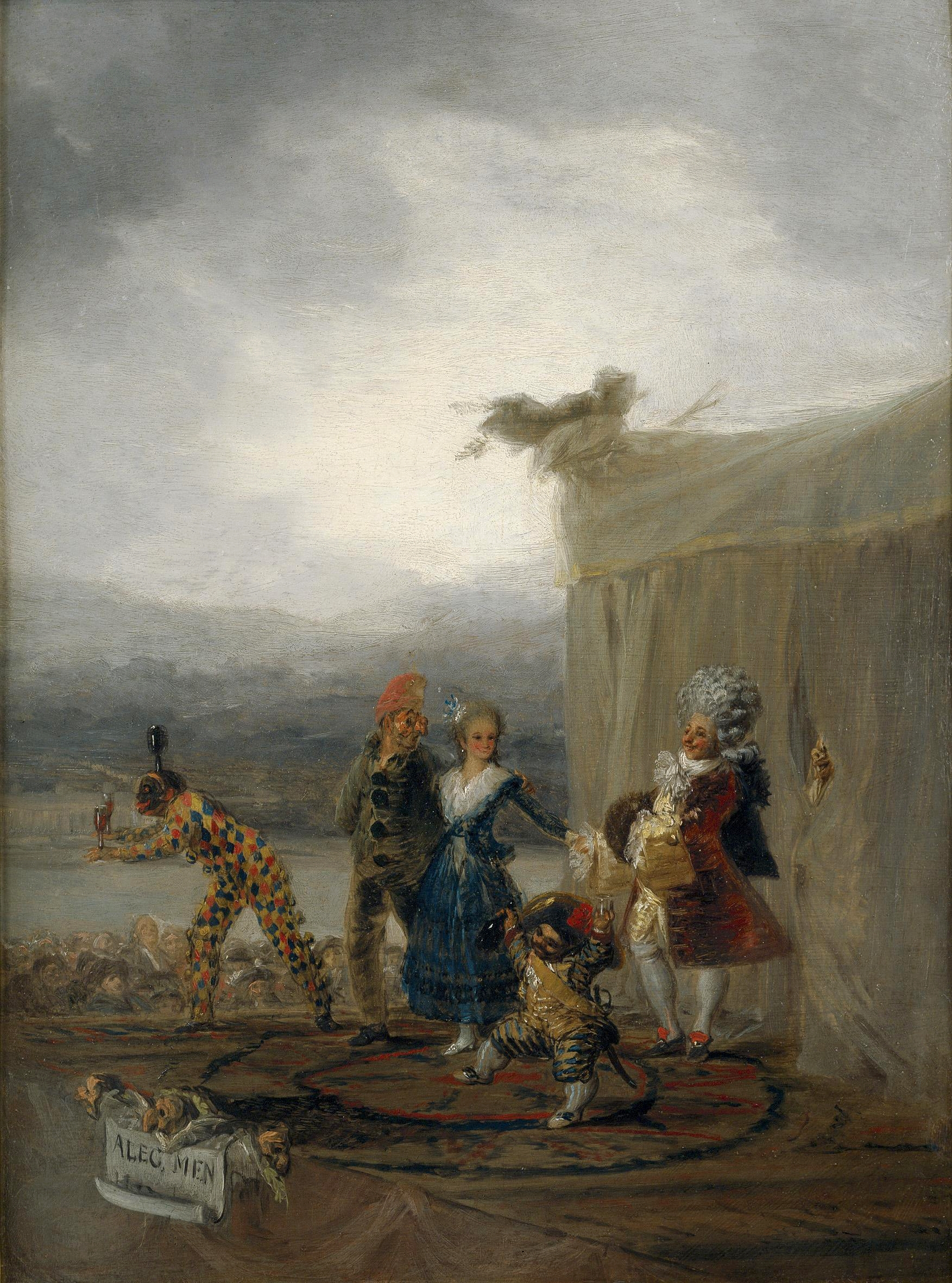
Còmics ambulants (1793, Museu del Prado)

Malgrat que s'ha insistit en la repercussió que dins l'estil de Goya va tenir la seva malaltia, cal tenir en compte que ja havia pintat motius similars a Assalt de la diligència de 1787. Tanmateix, fins i tot en aquest quadre, de temàtica similar, hi ha notables diferències; en el que pintà per a la quinta d'esbarjo de l'Alameda d'Osuna, el paisatge era amable i lluminós, d'estil rococó, i les figures eren petites, per la qual cosa l'atenció de l'espectador no reparava en la tragèdia representada fins al punt en què ho fa a Assalt de lladres de 1794, on el paisatge és ara àrid, la víctima mortal apareix en escorç en un primer terme i les línies convergents de les escopetes fan dirigir la mirada cap a l'home que suplica, que se sent amenaçat de mort.
A aquesta sèrie de quadres pertany també un conjunt de motius taurins en els quals es dona més importància a les tasques prèvies a la cursa de braus que en les il·lustracions contemporànies d'aquesta temàtica d'autors com Antonio Carnicero. En les seves accions, Goya subratllà els moments de perill i valentia, i realçà la representació del públic com una massa anònima, característica de la recepció dels espectacles d'entreteniment de la societat actual. Destaca en aquestes obres de 1793 la presència de la mort, en la de les cavalleries de Sort de matar i en l'agafada d'un cavall a La mort del picador que, definitivament, allunyen aquests motius de l'estil pintoresc i rococó.
Aquest conjunt d'obres en planxes de llauna es completà ambCòmics ambulants, una representació d'una companyia d'actors de la Comèdia de l'art. Un rètol amb la inscripció «ALEG. MEN.» al peu de l'escenari relaciona l'escena amb la sàtira clàssica. En aquests personatges ridículs apareix la caricatura i la representació del que és grotesc, en un dels precedents més clars del que serà habitual en les seves estampes satíriques posteriors: rostres deformats, personatges fatxendes i l'exageració dels trets físics. En un alt escenari i envoltats d'un públic anònim, actuen Colombina, un Arlequí i un Pierrot de caracterització bufa que contemplen, juntament amb un aristòcrata d'opereta, a un senyor Putxinel·li nan i borratxo, mentre que uns nassos (possiblement de Pantaleó) apareixen per entre el cortinatge que serveix de teló de fons.
El 1795 obtingué de l'Acadèmia de Belles Arts la plaça de Director de Pintura, vacant després de la mort recent de Bayeu. A més, sol·licità a Manuel Godoy el càrrec vacant de Primer Pintor de Cambra del Rei amb el sou del seu sogre, encara que no li va ser concedida fins al 30 d'abril de 1799.

### Retrats

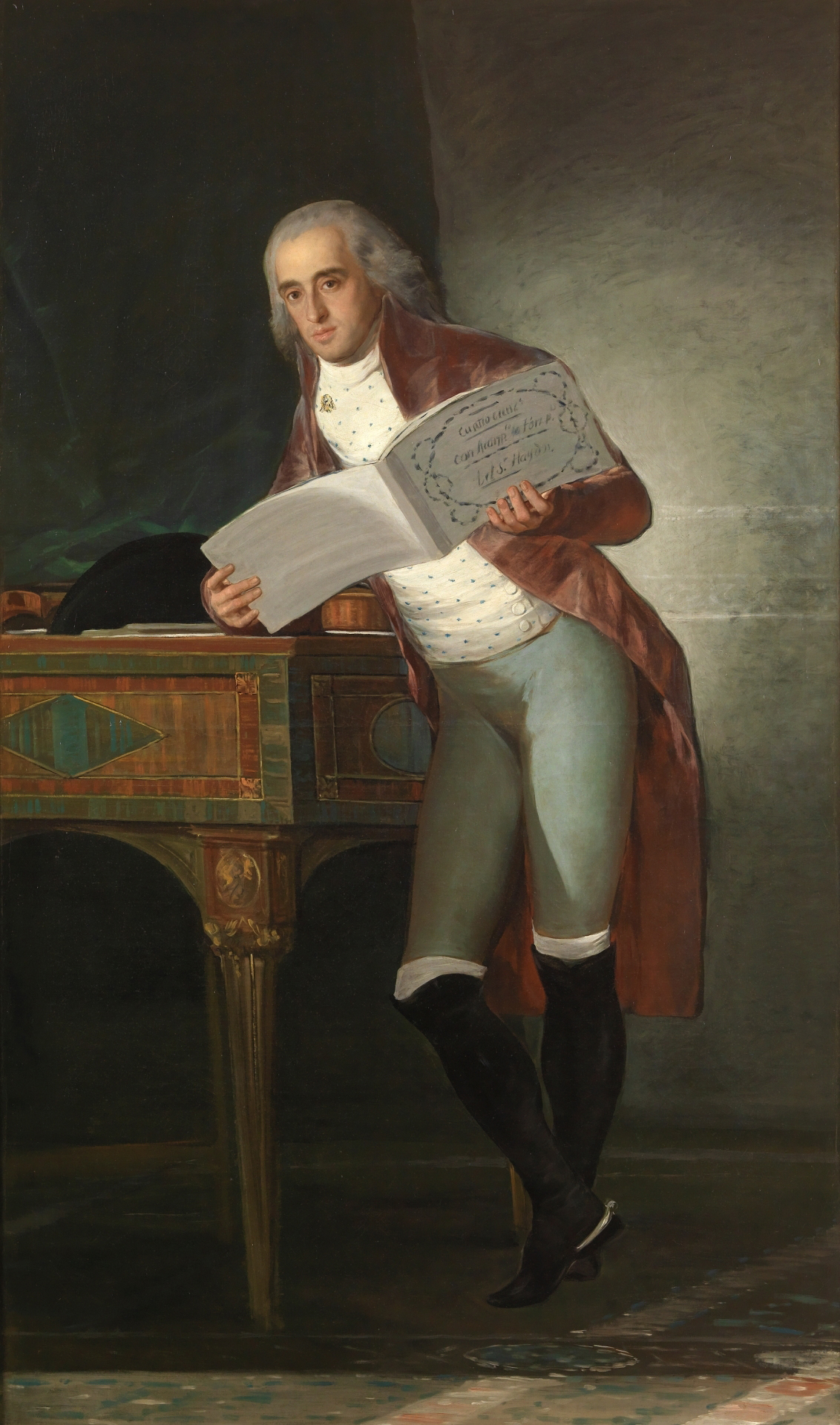
Retrat del duc de Alba, 1795 (Museu del Prado). Gran aficionat a la música de cambra, apareix recolzat en un clave, on reposa una viola, el seu instrument favorit. Té a les seves mans una partitura de Haydn.

A partir de 1794 Goya reprengué els retrats de la noblesa madrilenya i altres destacats personatges de la societat de la seva època que incloïen, com a Primer Pintor de Cambra, representacions de la família reial, de la qual, el 1789, ja havia fet els primers retrats. Carles IV de vermell, un altre retrat de Carles IV de cos sencer del mateix any, o el de la seva esposa Maria Lluisa de Parma. La seva tècnica va evolucionar i el pintor aragonès precisa molt més els trets psicològics del rostre dels personatges i utilitza per als teixits una tècnica il·lusionista a partir de taques de pintura que li permeten reproduir a certa distància brodats en or i plata i teixits de diversos tipus.

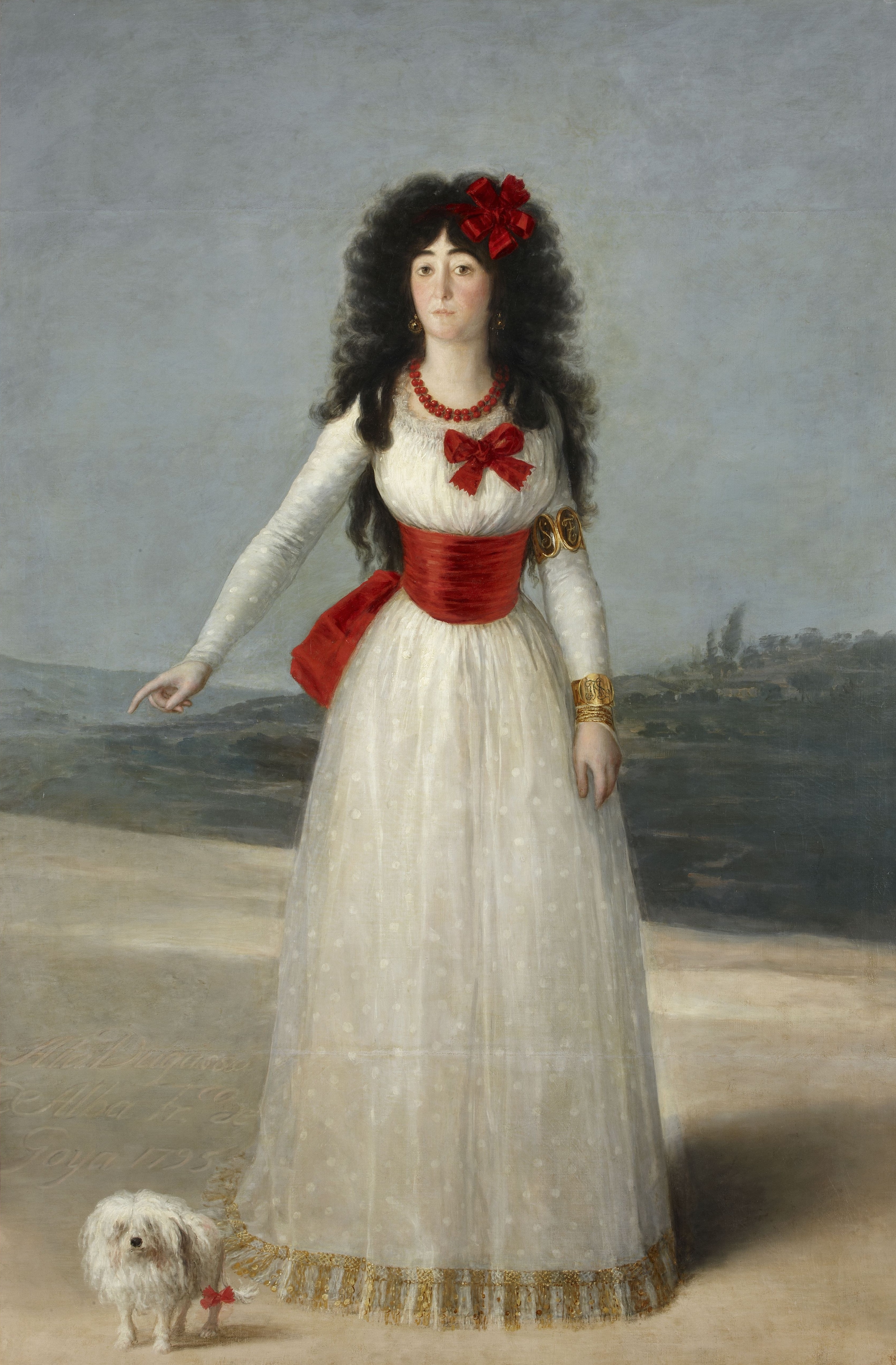
La Duquessa d'Alba, 1795 (Col·lecció Casa d'Alba, Palau de Liria, Madrid).

Són nombrosos els excel·lents retrats d'aquesta època: La marquesa de la Solana (1795), els dos de María del Pilar Teresa Cayetana de Silva y Álvarez de Toledo (la duquessa d'Alba), en blanc (1795) i en negre (1797), i el del seu marit José Álvarez de Toledo y Gonzaga (1795), el de la Comtessa de Chinchón (1795-1800), efígies de toreros com Pedro Romero (1795-1798), o actrius com María del Rosario Fernández, la Tirana (1799), polítics (Francisco de Saavedra) i literats, entre els quals destaquen els retrats de Juan Meléndez Valdés (1797), Gaspar Melchor de Jovellanos (1798) o Leandro Fernández de Moratín (1799). En aquestes obres s'observen influències del retrat anglès, que atenia especialment a subratllar la profunditat psicològica i la naturalitat en l'actitud. Progressivament, va disminuint la importància de mostrar medalles, objectes o símbols dels atributs de rang o de poder dels retratats, a favor de la representació de les seves qualitats humanes.
Pel que fa als retrats femenins, convé destacar els relacionats amb la duquessa d'Alba. Des de 1794 anava al palau dels ducs d'Alba a Madrid per fer el seu retrat. Pintà també alguns quadres de gabinet amb escenes de la seva vida quotidiana, com La Duquessa d'Alba i la Beata i, després de la mort del duc el 1795, va visitar la duquessa a la seva finca de Sanlúcar de Barrameda durant els anys 1796 i 1797. S'ha debatut extensament el sentit d'un fragment d'una de les cartes de Goya a Martín Zapater, datada el 2 d'agost de 1794, en la qual amb la seva peculiar grafia escriu: «Més et balia benir a ajudar a pintar a la d'Alba, que ahir se'm va ficar dins l'estudi perquè li pintés la cara, i se'n sortí amb això; per cert que m'agrada més de pintar en llenç, que també l'he de retratar de cos sencer [...]». A això caldria afegir els dibuixos de l'Àlbum de Sanlúcar (Àlbum A) en què s'ha especulat que podia aparèixer la duquessa en actituds privades, i el retrat de 1797 on la duquessa –que llueix dos anells amb sengles inscripcions «Goya» i «Alba»– assenyala una inscripció que diu «Només Goya». Tot i això, la suposada relació amorosa de Goya amb la duquessa d'Alba, que ha generat una abundant literatura recolzada en indicis no concloents, no és sinó part de la llegenda romàntica creada durant el segle XIX i perpetuada fins als nostres dies.

### Capritxos

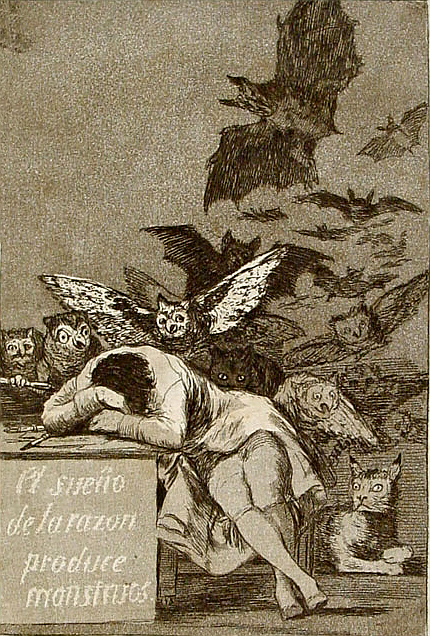
Capritx núm. 43, «El somni de la raó produeix monstres».

Tot i que a partir del 1771 Goya ja havia publicat alguns gravats, com Fugida a Egipte (1771) –que signa com a creador i gravador–, una sèrie d'estampes sobre quadres de Velázquez publicades el 1788, i alguns d'altres, solts, entre els quals cal esmentar L'encarcarat, cap al 1778-1780, per l'impacte de la imatge i l'efecte de clarobscur. És amb els Capritxos –dels que el febrer de 1799 s'anuncià la venda a la Gaceta de Madrid–, que Goya inicià el gravat romàntic i contemporani amb una sèrie de caràcter satíric. La tècnica habitual dels pintors-gravadors del segle xviii era l'aiguafort, però la combinació amb l'aiguatinta li permeté crear superfícies d'ombres matisades gràcies a l'ús de resines de diferent textura. D'aquesta manera l'artista podia obtenir una gradació en l'escala de grisos que feien possible crear una il·luminació dramàtica i inquietant heretada de l'obra de Rembrandt, artista que el mateix Goya considerava com el seu gran mestre, al costat de Velázquez.
Amb aquests «assumptes capritxosos» –com els anomena Leandro Fernández de Moratín, que amb tota probabilitat va redactar el prefaci a l'edició–, obres innovadores, es tractava de difondre la ideologia de la minoria intel·lectual d'il·lustrats. Cal tenir en compte que les idees pictòriques d'aquestes estampes es gesten almenys a partir del 1796, car apareixen antecedents als àlbums de Sanlúcar (o Àlbum A) i al de Madrid (o Àlbum B).
En el període en què Goya creà els Capritxos, els il·lustrats ocupen finalment llocs en el poder. Jovellanos és des del novembre de 1797 fins a l'agost de 1798 el màxim mandatari a Espanya. Francisco de Saavedra, amic del ministre i amb idees avançades, el 1797 va ocupar la Secretaria d'Hisenda, i la de l'Estat des del 30 de març al 22 d'octubre de 1798. El període en el qual es gesten aquestes imatges es permet criticar els defectes de l'Espanya del moment, encara que el 1799 arribaria la reacció que va obligar Goya a retirar de la venda les estampes. El 1803 les va regalar al rei, per a evitar problemes.
El gravat més emblemàtic dels Capritxos –i possiblement de tota l'obra gràfica de Goya– és el que inicialment havia de ser el frontispici de l'obra, i la seva publicació definitiva va servir de frontissa entre una primera part dedicada a la crítica de costums i una segona més inclinada a explorar la bruixeria i la nit a què dona inici el capritx núm. 43, «El somni de la raó produeix monstres». Des del seu primer dibuix preparatori, de 1797, titulat en el marge superior com a «somni 1r", apareixia el mateix autor somiant un malson, amb la seva pròpia cara repetida al costat de cascs de cavalls, caps fantasmals i ratpenats. En l'estampa definitiva hi ha un comentari escrit a la part frontal de la taula sobre la qual es recolza l'home vençut pel somni, i que s'endinsa en el món dels monstres una vegada apagat el món de les llums.
Una col·lecció raríssima de proves d'estat dels Caprichos, procedent de la col·lecció de Santiago Espona, es conserva a la Biblioteca de Catalunya de Barcelona. Biblioteca de Catalunya

### El misteri, la bruixeria, la nit

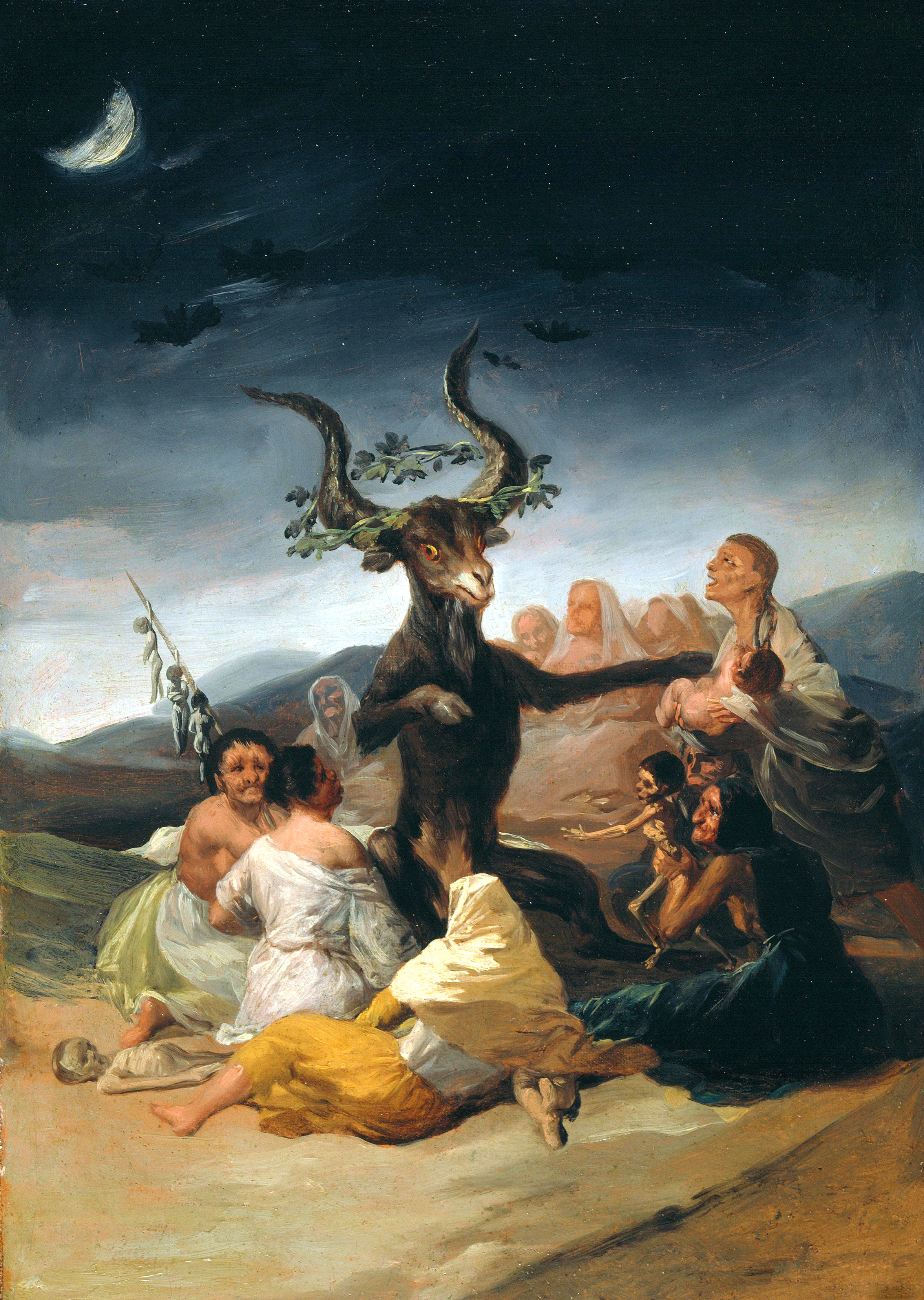
L'aquelarre, 1797-1798 (Museu Lázaro Galdiano, Madrid).

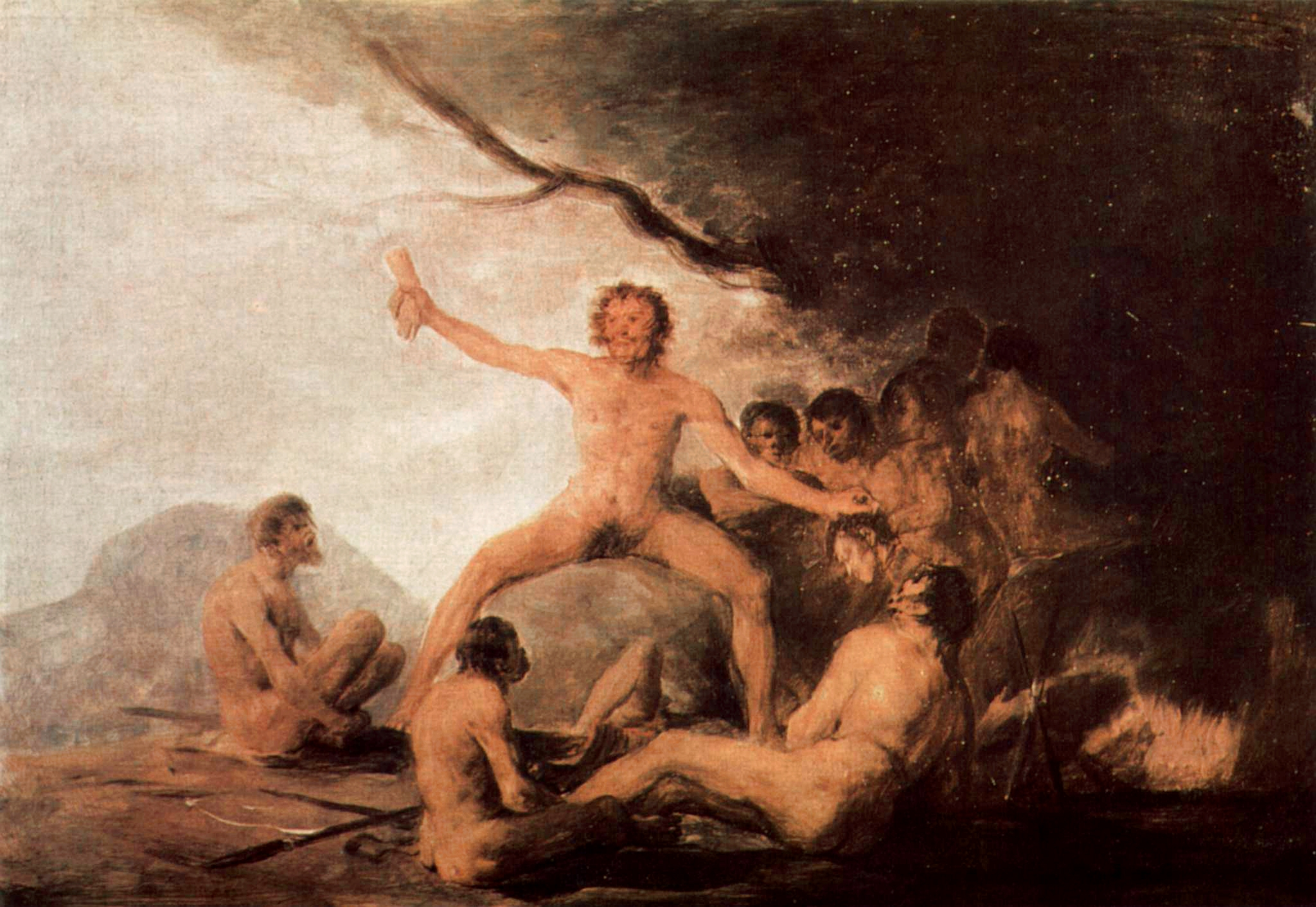
Escena de canibalisme o Caníbal contemplant restes humanes, 1800-1808 (Museu de Belles Arts de Besançon).

Abans del canvi de segle Goya encara va pintar tres sèries de quadres de petit format que insisteixen en el tema del misteri, la bruixeria, la nit i, fins i tot, la crueltat. Les obres estan relacionades temàticament amb els primers quadres de capritxos i invencions que va pintar després de la malaltia del 1793. Amb relació a aquests temes es podrien situar diverses escenes de violència extrema; en l'exposició organitzada pel Museu del Prado el 1993-1994, van ser datades entre 1798 i 1800, si bé Glendinning i Bozal s'inclinen per retardar les dates fins a un període comprès entre 1800 i 1814. Tradicionalment ja s'havia fet, tant per motius estilístics, com temàtics, fonamentalment per la seva relació amb Els estralls de la guerra. Així, cal destacar:
- En primer lloc, dos llenços encarregats pels ducs d'Osuna per a la seva finca de l'Alameda que s'inspiren en el teatre de l'època. Un és El convidat de pedra, actualment en lloc desconegut, i inspirat en una escena d'una versió del Don Joan d'Antonio de Zamora: No hi ha termini que no es compleixi ni deute que no es pagui. L'altra, Embruixat per força s'inspira en una escena del drama homònim de l'esmentat dramaturg en què un pusil·lànime supersticiós intenta que no se li apagui un llum convençut que si passa, morirà. Ambdues obres foren realitzades entre 1797 i 1798, i representen escenes teatrals caracteritzades per la presència del temor davant la mort apareguda com una personificació terrorífica i sobrenatural.
- Uns altres quadres amb temes de bruixeria completaven la decoració de la quinta del Capricho: La cuina dels bruixots, vol de les bruixes, El conjur i L'aquelarre. En aquest darrer unes dones de rostres envellits i deformes situades al voltant d'un gran boc, la representació del dimoni, li lliuren nens vius perquè els devori. Un cel malenconiós il·lumina l'escena.

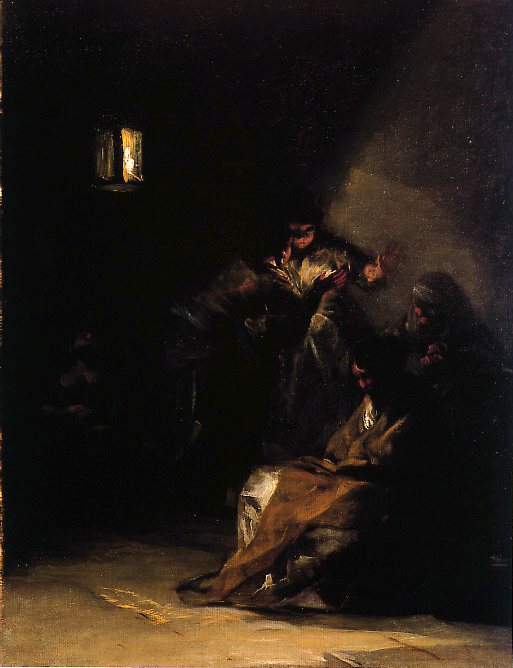
Interior de presó o Crim del castell II, 1798-1800. María Vicenta, a la presó, espera ser executada després d'haver assassinat al seu espòs. (Col·lecció Marquès de la Romana)

- Una sèrie de pintures, amb contrastos de llums i ombres més importants, relaten un succés contemporani: l'anomenat «crim del castell».[50] L'artista, a la manera que ho feien les auques que solien relatar els cecs, que s'acompanyaven de vinyetes, recrea l'homicidi en dues pintures titulades La visita del frare (o Crim del castell I) i Interior de presó (Crim del castell II), pintades abans de 1800. En ella hi apareix el tema de la presó que, com el del manicomi, va ser un motiu constant de l'art de Goya, i que li permetia donar expressió als aspectes més sòrdids i irracionals de l'ésser humà, emprenent un camí que culminaria en les Pintures Negres.

Cap al 1807 tornarà a aquesta manera d'historiar successos a tall d'auques, en sis quadres o vinyetes, en la recreació de la història de Fra Pedro de Zaldivia i el bandit Maragato. El bandit Maragato, va ser un assassí molt conegut a partir de 1800; va ser detingut el 1806 per un franciscà, Pedro de Zaldivia, i va ser penjat i esquarterat per la justícia de l'època.
En relació als temes sobre violència, apareixen escenes en les quals es presencien violacions, assassinats a sang freda i a boca de canó, o escenes de canibalisme: Bandits afusellant a les seves presoneres (o Assalt de bandits I), Bandit despullant una dona (Assalt de bandits II), Bandit assassinant una dona (Assalt de bandits III), Caníbal preparant les seves víctimes i Caníbal contemplant restes humanes.

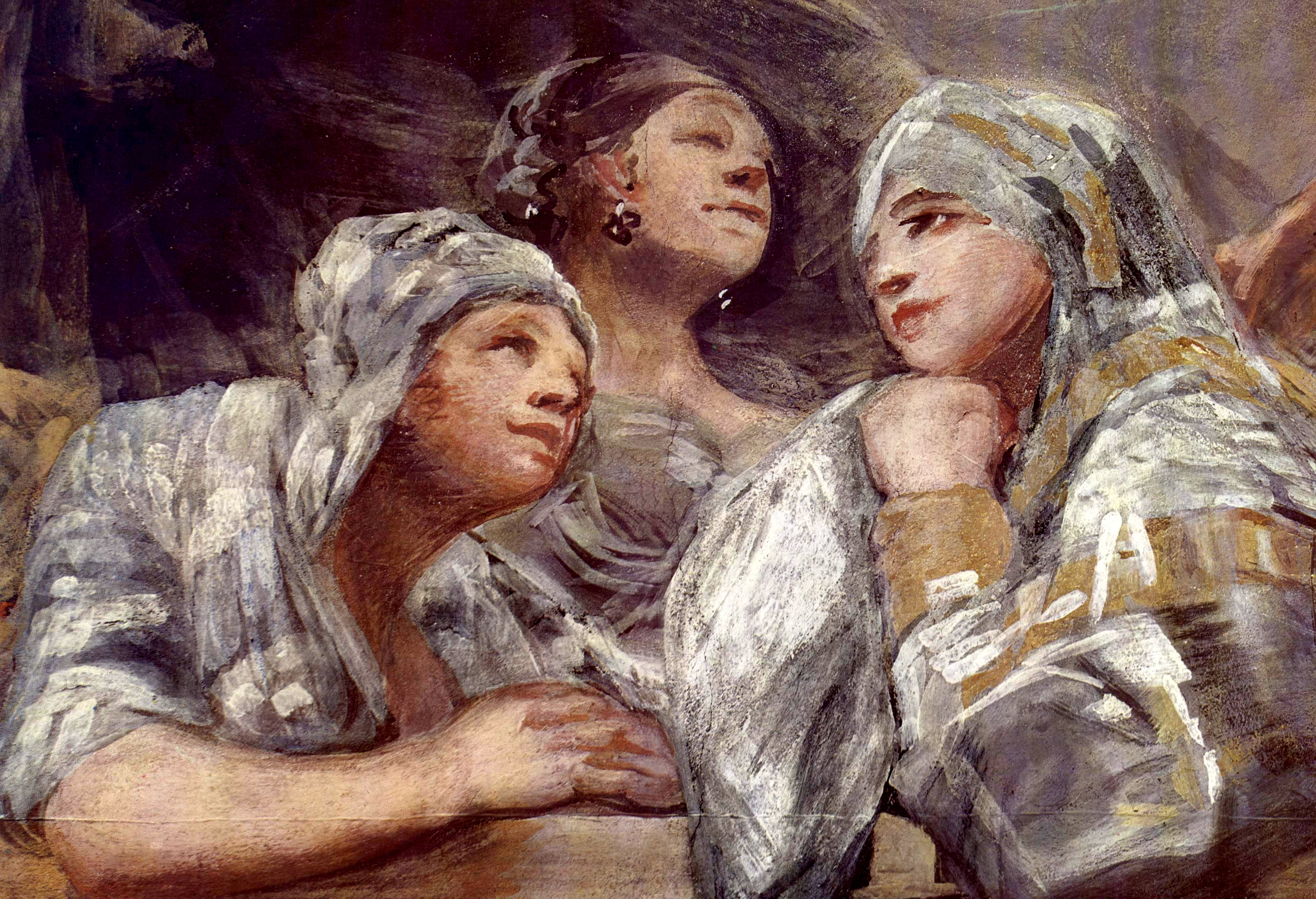
Detall dels frescos de l'ermita de sant Antoni de la Florida

Cap al 1797 Goya treballà en la decoració mural realitzant pintures sobre la vida de Crist per a l'Oratori de la santa Cova de Cadis. En elles, s'allunya de la iconografia habitual per a presentar passatges com Multiplicació dels pans i els peixos i Última Cena des d'una perspectiva més humana. El 1798, li arribà un altre encàrrec, Captura de Crist, aquesta vegada de la Catedral de Toledo i anava destinat a la sagristia; és un homenatge a L'espoli d'El Greco pel que fa a la composició, i a la il·luminació focalitzada de Rembrandt.
Els frescos de l'Ermita de sant Antoni de la Florida són l'obra que culmina l'evolució de la seva pintura mural. Probablement va ser un encàrrec dels seus amics Jovellanos, Saavedra i Ceán Bermúdez. En aquest fresc, al revés del succeït en l'amarga experiència del Pilar, va poder sentir-se acompanyat, i va poder desenvolupar amb més llibertat la seva tècnica i les seves idees. Són moltes les innovacions que introdueix. Des del punt de vista temàtic, situa la representació de la Glòria a la semicúpula del absis d'aquesta petita església, i reserva per a la cúpula el Miracle de sant Antoni de Pàdua; els personatges procedeixen de les capes més humils de la societat. És innovador el fet de situar les figures de la divinitat en un espai més baix que el reservat al miracle, que a més el protagonitza un frare vestit amb robes humils; a l'entorn hi ha captaires, cecs, treballadors i murris. L'intent d'apropar el món celestial a la mirada del poble probablement és una conseqüència de les idees renovadores que els il·lustrats tenien amb relació a la religió.

## L'inici del (1800-1807)

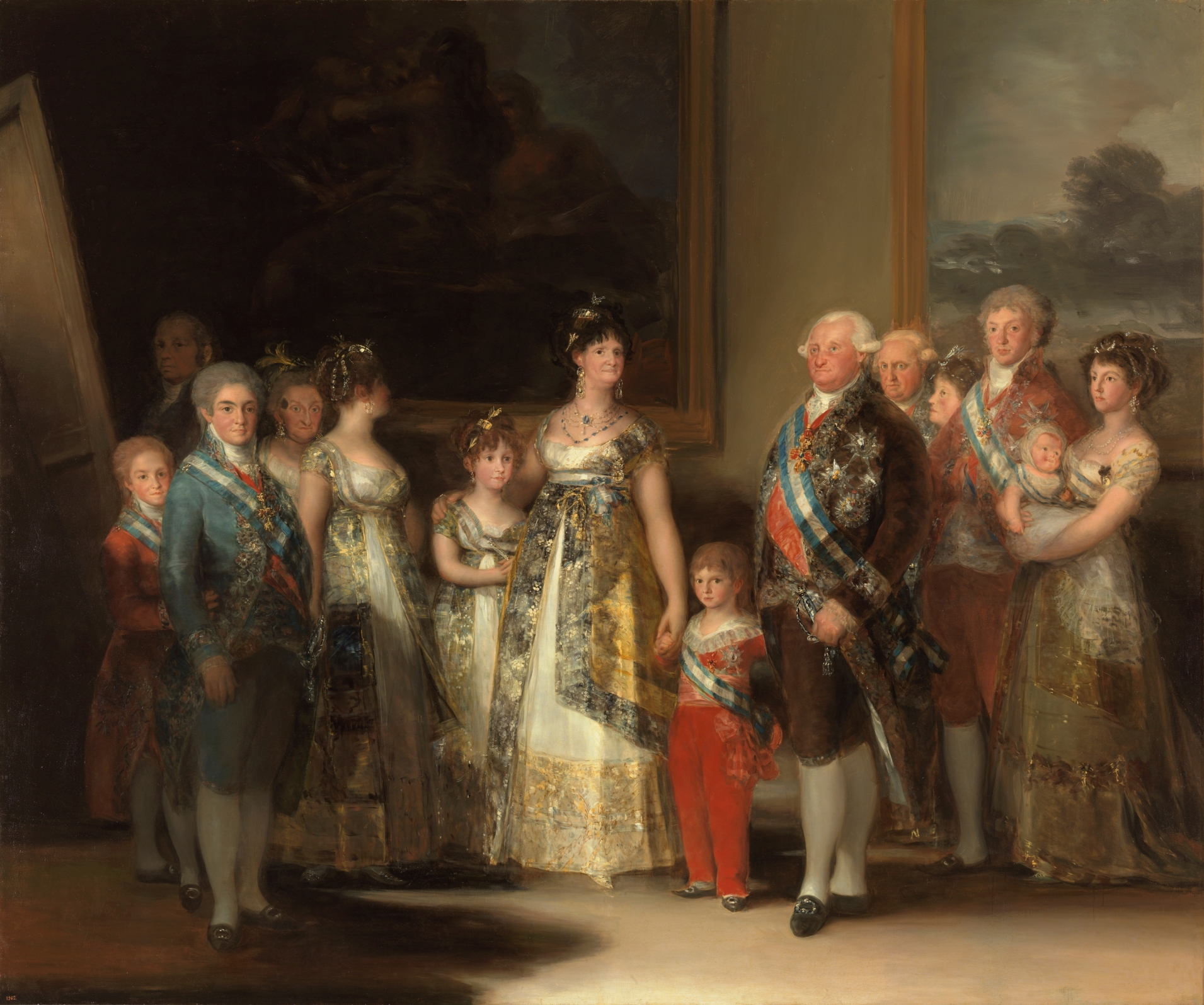
La família de Carles IV, 1800.

## L'inici delseglexix(1800-1807)

### La família de Carles IV i altres retrats
El 1800 Goya rep l'encàrrec de pintar un gran quadre de grup de la família reial, que es va materialitzar en La família de Carles IV. Seguint l'antecedent de Las Meninas de Velázquez, disposa a la reialesa en una estança del palau situant el pintor a l'esquerra, que està pintant un gran llenç en un espai en penombra.

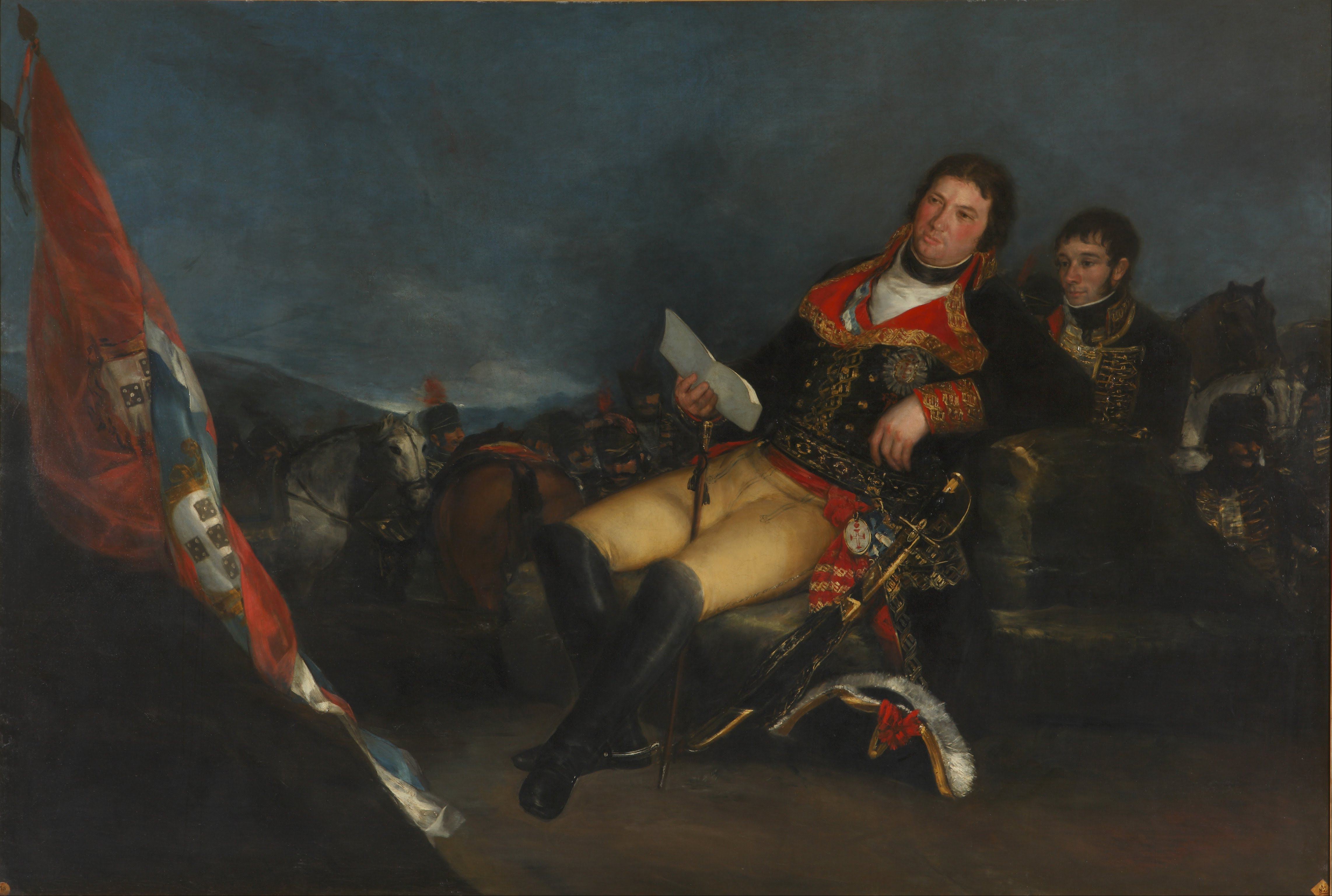
Retrat de Manuel Godoy, 1801 (Reial Acadèmia de Belles Arts de San Fernando, Madrid)

També va retratar Manuel de Godoy, en aquell temps l'home més poderós d'Espanya després del rei. En 1794, quan era duc d'Alcúdia, hi havia pintat un petit esbós eqüestre d'ell. El 1801 apareix representat en la cimera del seu poder, després d'haver vençut en la Guerra de les Taronges-la bandera portuguesa testimonia la seva victòria-, i ho pinta en campanya com «Generalíssim» de l'exèrcit i «Príncep de la pau», pomposos títols atorgats de resultes de la seva actuació a la guerra contra França. El retrat de Manuel Godoy mostra una caracterització psicològica incisiva. Apareix representat com un arrogant militar que descansa de la batalla en posició relaxada, envoltat de cavalls i amb un bastó de comandament fàl·lic entre les seves cames. No sembla destil·lar molta simpatia pel personatge; cal tenir present que Goya, en aquesta època, probablement era partidari del Príncep d'Astúries, enfrontat al favorit del rei, i que després regnarà com a Ferran VII.

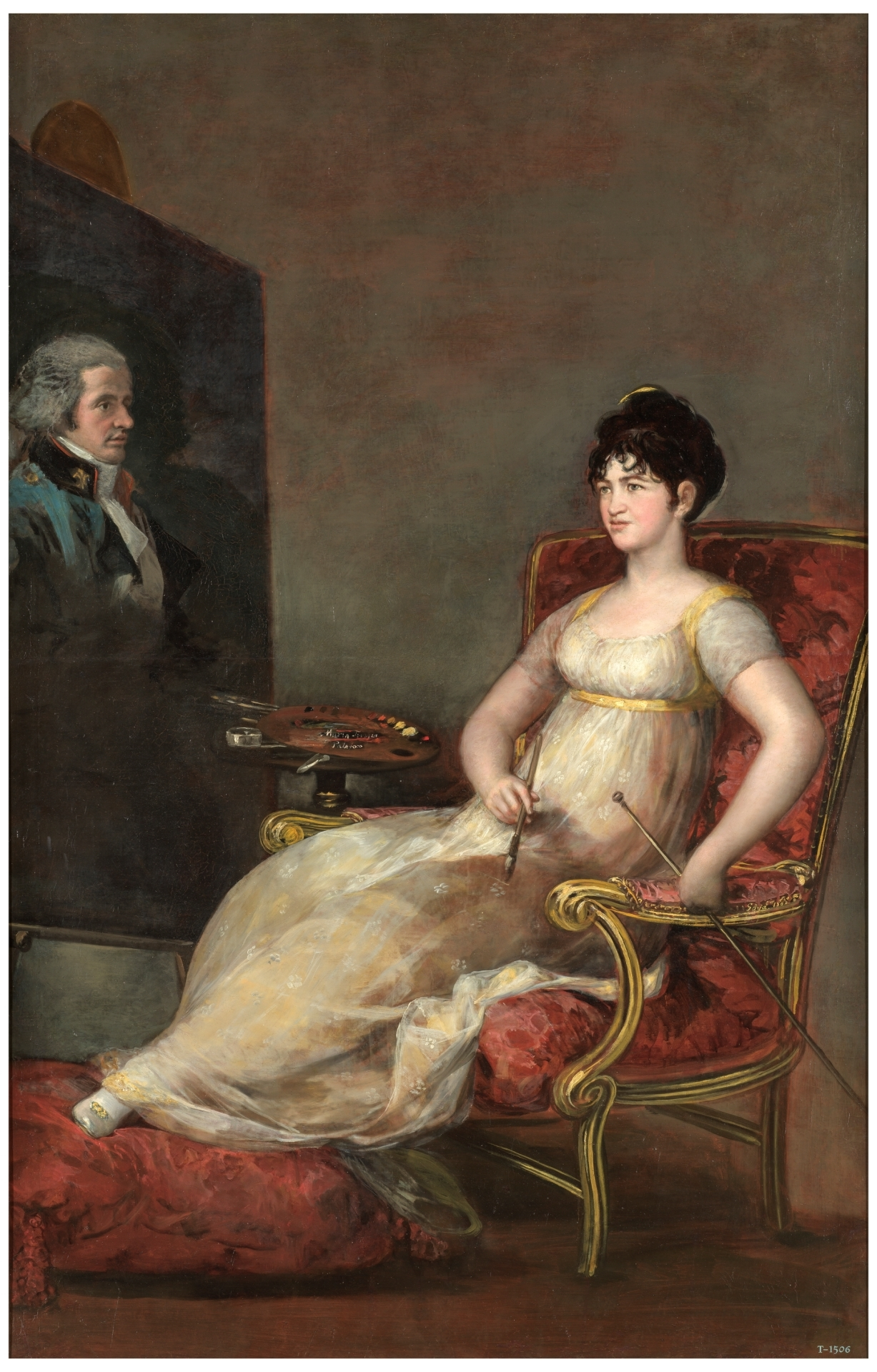
La marquesa de Villafranca (Museu del Prado)

És habitual pensar que Goya, de manera conscient, degrada als representants del conservadorisme polític que retratava; però tant Glendinning com Bozal matisen aquest extrem. Sens dubte els seus millors clients es veien afavorits en els seus quadres i això era la causa, en gran part, del seu èxit com a retratista. Sempre va aconseguir dotar els seus retratats de realisme i un semblant que era molt apreciat en la seva època. I és precisament en els retrats reals on estava més obligat a procurar el decòrum adequat i representar amb dignitat als seus protectors.
En aquells anys produeix els que potser siguin els seus millors retrats. No només s'ocupa de l'aristocràcia i els alts càrrecs, sinó que aborda tota una galeria de personatges rellevants de les finances i la indústria. Sobretot, destaca la qualitat dels seus retrats de dones, que apareixen amb una personalitat decidida, allunyades de la tòpica imatge d'una figura de cos sencer en un paisatge rococó d'artificiosa bellesa.
Diversos exemples de la presència dels incipients valors burgesos són els retrats de Tomás Pérez de Estala (un empresari tèxtil), de Bartolomé Sureda (un industrial de la ceràmica) i la seva dona, Teresa de Sureda, el de Francisca Sabas García, el de la marquesa de Villafranca, o el de la marquesa de santa Cruz; aquest darrer, dins l'estil neoclàssic dels anys de l'estil imperi d'una dona coneguda per les seves aficions literàries. El Retrat d'Isabel Porcel és un bellíssim bust que prefigura tot el retrat vuitcentista, romàntic o burgès. Pintats al voltant de 1805, els elements de poder associats als personatges es redueixen al mínim, en favor d'una prestància més humana i propera, que destaca les qualitats naturals dels retratats. Fins i tot en els retrats aristocràtics desapareixen les faixes, bandes i medalles amb les quals habitualment es veien representats. En el retrat de la marquesa de Villafranca la protagonista apareix pintant un quadre del seu marit, i l'actitud amb què els representa Goya és tota una declaració de principis en favor de la capacitat intel·lectual i creativa de la dona.

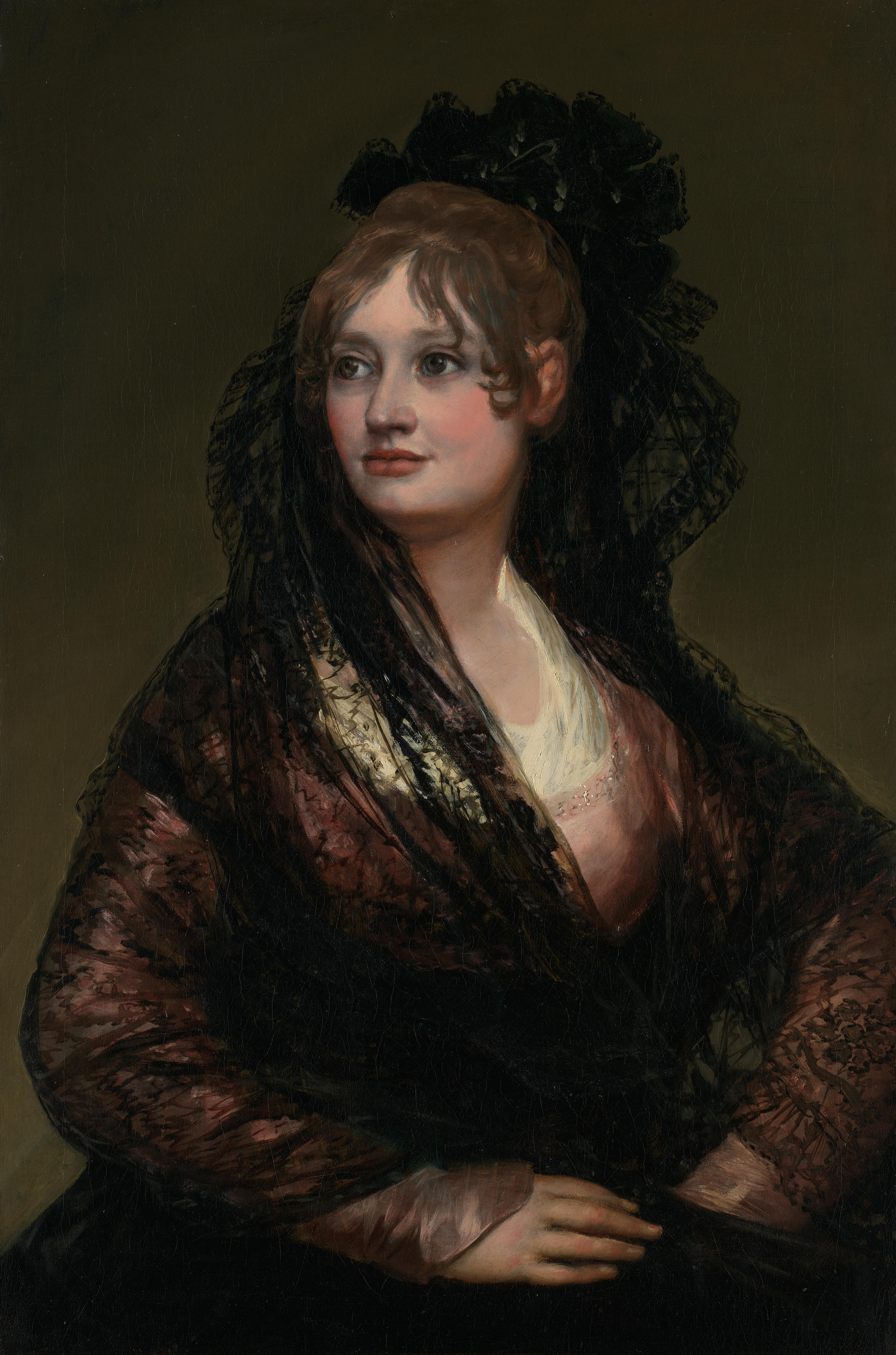
Retrat d'Isabel Porcel (National Gallery de Londres) (atribució dubtosa).

Del retrat d'Isabel Porcel sorprèn el gest propi d'un caràcter fort, que fins aleshores no havia aparegut en la pintura de gènere de retrat femení amb l'excepció, potser, del de la duquessa d'Alba. Però en aquest exemple la dama no pertany a la grandesa d'Espanya, ni tan sols a la noblesa. El dinamisme, malgrat la dificultat que comporta un retrat de mig cos, està plenament aconseguit gràcies al gir del tronc i les espatlles, a la del rostre orientat en sentit contrari al del cos, a la mirada dirigida cap al lateral del quadre, i a la posició dels braços, ferms i en gerres. Amb només tons negres i algun ocre i rosat, aconsegueix matisos i veladures d'un gran efecte. La bellesa i aplom amb què retrata aquest nou model de dona ha superat amb molt els estereotips femenins del segle anterior. D'aquest quadre, però, hi ha dubtes d'atribució seriosos.
Cal esmentar altres retrats notables d'aquests anys:
- el Retrat de Maria de la Soledat Vicenta Solís, comtessa de Fernán Núñez i el del seu marit, de noble positura (ambdós del 1803);
- el de María Gabriela Palafox i Portocarrero, marquesa de Lazán (cap al 1804, col·lecció dels ducs d'Alba), vestida a la moda napoleònica i pintada amb una gran càrrega de sensualitat;
- el retrat del marquès de San Adrián, intel·lectual aficionat al teatre i amic de Leandro Fernández de Moratín, que posa amb un aire romàntic, i el de la seva dona, l'actriu Maria de la Soledat, marquesa de Santiago.
- També va retratar arquitectes (ja va fer un retrat el 1786 de Ventura Rodríguez), com Isidro González Velázquez (1801) i, sobretot, destaca el magnífic que pintà de Juan de Villanueva (1800-1805) en el qual l'artista capta un instant de temps i dona al gest una versemblança d'una precisió realista.

### Las majas
La maja nua, obra d'encàrrec pintada entre 1790 i 1800, que amb el temps formà parella amb el quadre La maja vestida, datat entre 1802 i 1805, probablement a requeriment de Manuel de Godoy, ja que consta que van formar part d'un gabinet de casa seva. La primacia temporal de La maja nua indica que en el moment de ser pintat, el quadre no estava pensat per formar parella amb cap altre.
En ambdues pintures es retrata una mateixa dona de cos sencer, bella, reclinada plàcidament en un llit i mirant directament l'observador. No es tracta d'un nu mitològic, sinó d'una dona real, contemporània a Goya, i fins i tot en la seva època se la va anomenar «la Gitana». La maja nua representa un cos concret. Tanmateix el rostre és una idealització, gairebé un esbós -s'incorpora gairebé com un fals afegit- que no representa el rostre de cap dona coneguda de l'època. En tot cas, s'ha suggerit que aquest retrat podria haver estat el de l'amant de Godoy, Pepita Tudó.
|  |  |

Potser està inspirat en la duquessa d'Alba; és sabut que l'aragonès va pintar diversos nus femenins als àlbums de Sanlúcar i Madrid, a l'empara de la intimitat amb Cayetana, on reflecteix la seva anatomia. Trets com l'esvelta cintura i els pits separats coincideixen amb la seva aparença física. A la mort de Cayetana, el 1802, tots els seus quadres van passar a propietat de Godoy, i se sap que va ser propietari de les dues majes. Tanmateix no hi ha proves definitives, ni que aquest rostre pertanyi al de la duquessa ni que La maja nua hagués arribat a Godoy per altres vies; fins i tot, la de l'encàrrec directe al pintor.

## Els estralls de la guerra (1808-1814)

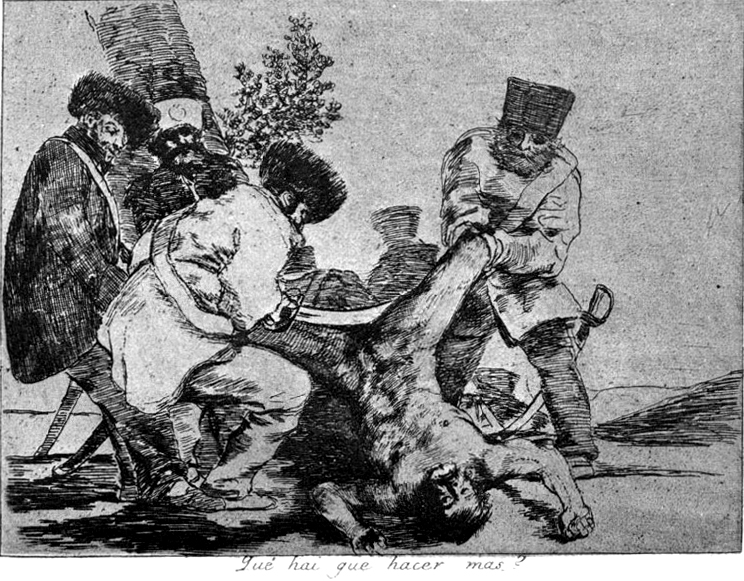
Els estralls de la guerra.
núm. 33, «Què més cal fer?»

El període entre 1808 i 1814 està presidit pels esdeveniments turbulents a la península, ja que a partir del motí d'Aranjuez Carles IV es va veure obligat a abdicar i Godoy abandonà el poder. Després de l'aixecament del 2 de maig de 1808 començà la guerra del Francès.
Goya, pintor de la cort, no va perdre mai el seu càrrec, però no per això va deixar de tenir preocupacions a causa de les seves relacions amb els il·lustrats afrancesats. Tanmateix, la seva adscripció política no pot ser aclarida amb les dades que actualment es disposen. Pel que sembla no va destacar per les seves idees, almenys públicament, i tot i que molts dels seus amics van prendre partit per Josep I Bonaparte, també és cert que després de la tornada de Ferran VII va seguir pintant nombrosos retrats reals.
La seva gran aportació en el terreny de les idees queda expressada a Els estralls de la guerra. En aquesta obra denuncia les terribles conseqüències socials de qualsevol enfrontament armat, dels horrors i sofriments que es pateixen en qualsevol guerra, independentment del resultat i del bàndol en el qual es produeixin.
És també el temps de l'aparició de la primera Constitució espanyola i, per tant, del primer govern liberal, que va significar la fi de la Inquisició i de les estructures de l'Antic Règim.
Poc se sap de la vida personal de Goya durant aquests anys. L'any 1812 va morir de la seva esposa, Josefa Bayeu. Després d'enviudar, Goya va establir una relació amb Leocadia Weiss, separada del seu marit, Isidoro Weiss, el 1811, amb la qual va conviure fins a la seva mort. Sovint es dona per suposat que Goya tenia una estreta relació sentimental amb Leocadia Weiss. El 1814 va néixer Rosario Weiss, per qui Goya va sentir un gran afecte, tot i que la possible paternitat de Goya no ha estat aclarida. Tanmateix, J.M. Cruz Valdovinos, assenyala que no hi ha cap prova que aquestes relacions fossin amoroses; a més, l'amor de Goya per Rosarito Weiss és plenament comprensible considerant la seva condició de fillola. A més, Isidoro Weiss va reconèixer la paternitat de Rosario el 2 d'octubre de 1814 i si aquest no fos el pare biològic, després de la ruptura amb la seva esposa, no tenia per què accedir a donar-li el seu cognom.

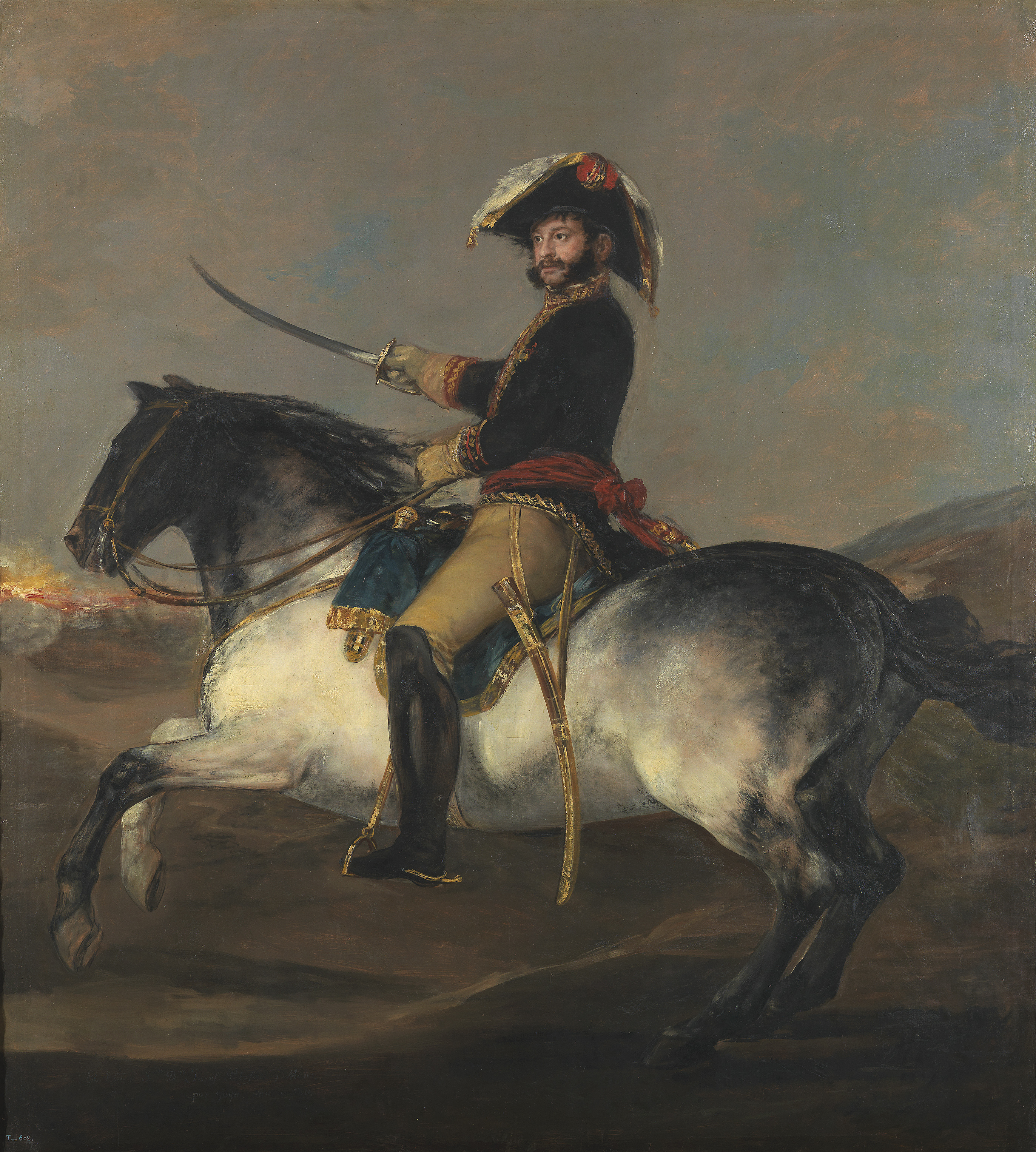
Retrat eqüestre de Palafox (Museu del Prado)

L'altra dada segura és el viatge de Goya a Saragossa l'octubre de 1808, després del primer setge de Saragossa, a requeriment de José Palafox y Melci, general del contingent armat que va resistir el setge francès. La derrota en la batalla de Tudela de les tropes espanyoles als darreres dies de novembre de 1808 obligà Goya a marxar, primer a Fuendetodos, més tard a Renales, municipi de Torremocha del Campo (Guadalajara), per passar el cap d'any i els primers mesos de 1809 a Piedrahíta (Àvila). És allí (o en la seva rodalia) on amb probabilitat va pintar el retrat de Juan Martín, l'obstinació, que es trobava a Alcántara (Càceres). El maig d'aquell any Goya tornà a Madrid, després del decret de José Bonaparte pel qual s'instava als funcionaris de la cort a tornar als seus llocs sota pena de perdre'ls. José Camón Aznar assenyala que l'arquitectura i paisatges d'algunes de les estampes dels Estralls de la guerra remeten a successos que va contemplar a Saragossa i altres zones d'Aragó durant aquest viatge.
La situació de Goya després de la Restauració absolutista a Espanya era delicada. Hi havia pintat retrats de generals i polítics francesos revolucionaris, i també del rei José I. Malgrat que podia adduir que Bonaparte havia ordenat que tots els funcionaris reials es posessin a la seva disposició, a partir de 1814, per congraciar-se amb el règim de Ferran, pintarà quadres que s'han de considerar patriòtics, com el citat Retrat eqüestre del general Palafox (1814, Madrid, Prado) –els apunts els hauria pres en el seu viatge a la capital aragonesa–, o els retrats del mateix Ferran VII. Encara que aquest període no va ser tan prolífic com el de la darrera dècada del segle xviii, la seva producció no va deixar de ser abundant tant en pintures, com en dibuixos i estampes. La sèrie central van ser Els estralls de la guerra , encara que es publicarien molt més tard. De 1814 daten també les seves obres més ambicioses sobre els esdeveniments que van desencadenar la guerra: El dos de maig de 1808 i El tres de maig de 1808; o La càrrega dels mamelucs i Els afusellaments del tres de maig, noms amb els quals respectivament són també coneguts.

### Pintures de costums i al·legories

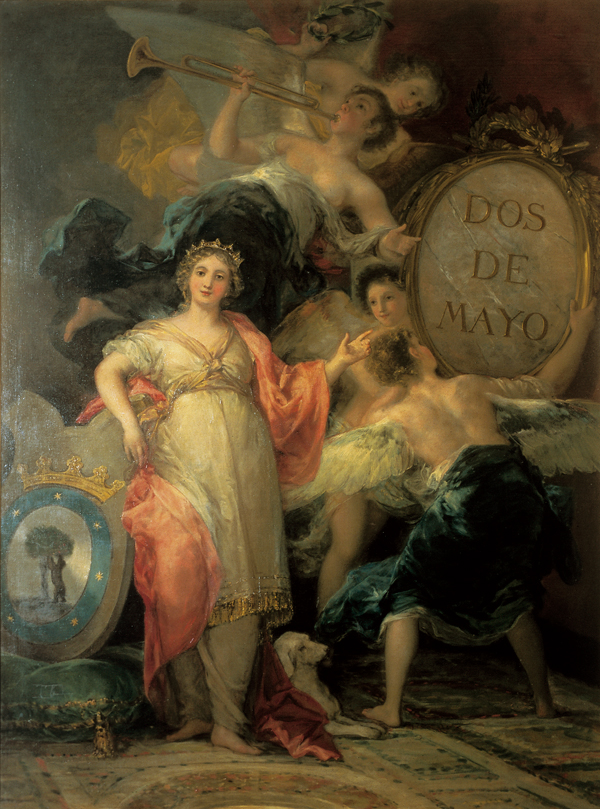
Al·legoria de la vila de Madrid (Museu Municipal de Madrid)

El programa de Godoy per a la primera dècada del segle xix no va deixar de ser reformista i il·lustrat, com mostren quatre tondos encarregats a Goya com a representació al·legòrica del progrés (Al·legoria de la Indústria, Al·legoria de l'Agricultura, Al·legoria del Comerç i el desaparegut Al·legoria de la Ciència, 1804-1806) i que decoraven una sala d'espera de la residència del primer ministre. El primer és un exemple de l'endarreriment en la concepció de la producció industrial que es tenia encara a Espanya. Més que a la classe obrera, remet a Les filadores de Velázquez i les dues filoses que apareixen evoquen un model de producció artesanal. Per a aquest palau també va poder pintar dues altres al·legories: La Poesia i La Veritat, el Temps i la Història, que al·ludeixen a la idea il·lustrada de la posada en valor de la cultura escrita com a font de tot progrés. Cal destacar l'Al·legoria de la vila de Madrid (1810), un exemple de les transformacions que van patir les obres d'aquest gènere com a conseqüència dels successius canvis polítics d'aquest període.
El 1812, amb la primera fugida dels francesos de Madrid davant l'avanç de l'exèrcit anglès, l'oval va quedar cobert per la paraula «Constitució», al·lusiva a la de 1812, però el retorn de José Bonaparte pel novembre va obligar de nou a pintar el seu retrat. Amb la seva marxa definitiva tornà el lema de la constitució i el 1823, amb la fi del Trienni Liberal, Vicente López va pintar el retrat del rei Ferran VII. El 1843, finalment, tornà a desaparèixer per substituir-lo pel lema «El llibre de la Constitució» i posteriorment pel que es contempla actualment de «Dos de maig».

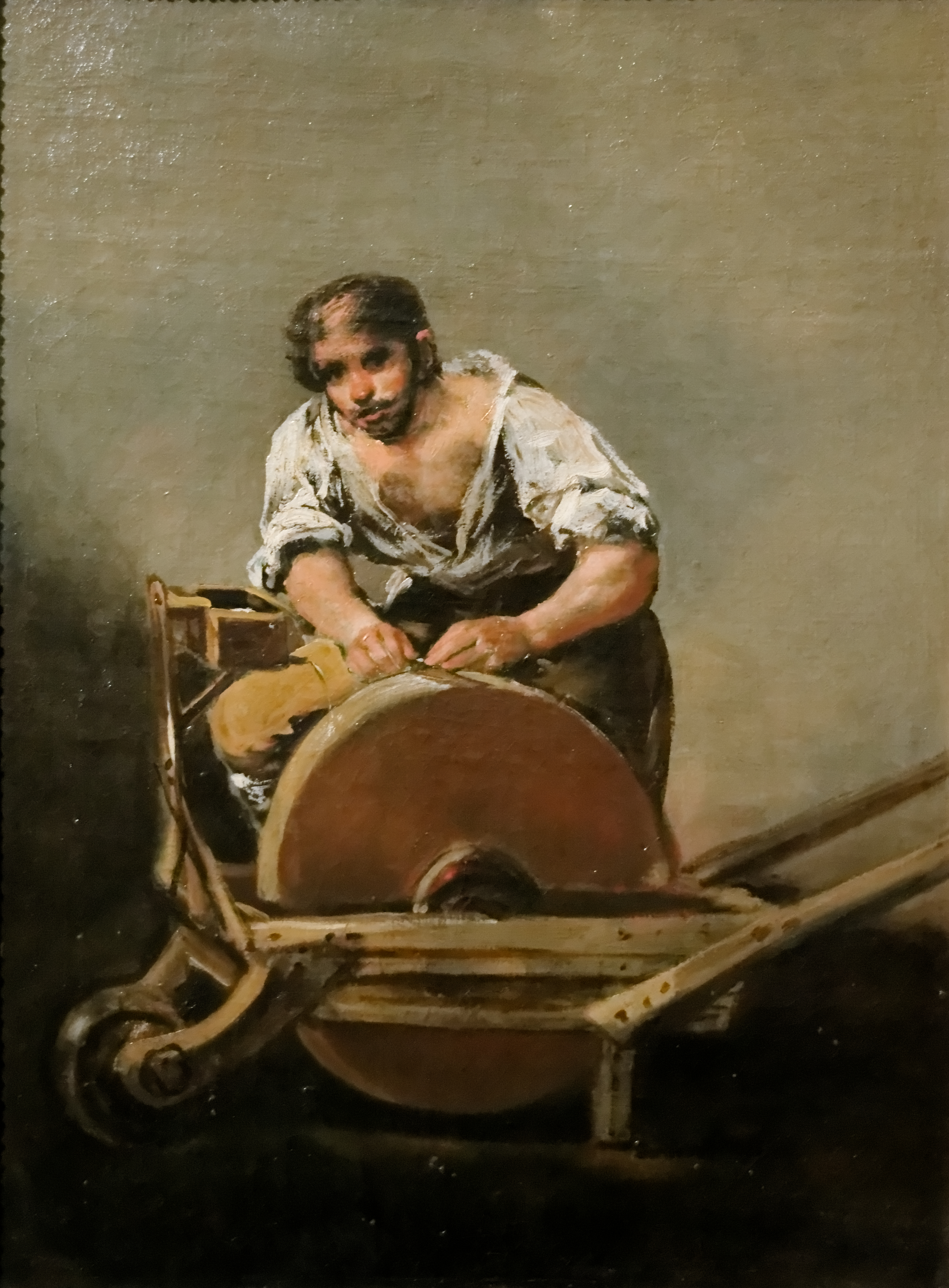
L'esmolet, 1808-1812 (Museu de Belles Arts de Budapest).

Dos quadres d'arrel costumista, que es conserven al Museu de Belles Arts de Budapest, representen el poble treballador. Són L'aiguadera i L'esmolet, i es poden datar entre 1808 i 1812. Relacionada amb aquestes obres hi ha La farga (Col·lecció Frick, Nova York, 1812-1816), pintat principalment amb espàtula.

Fra Pedro de Zaldivia i el bandit Maragato, sèrie de sis quadres que narren gràficament la història de la detenció d'un conegut malfactor de principi del (Museu de Belles Arts de Boston).

En la línia d'aquesta pintura feta, segons sembla, per a si mateix –uns quadres de gabinet amb els que satisfeia les seves inquietuds personals–, hi ha diversos quadres de temes literaris, com el Lazarillo de Tormes, de costums, com Maja i Celestina al balcó, i Majas al balcói decididament satírics com Les velles –una al·legoria sobre la hipocresia en la vellesa–, o Les joves, conegut també com a Lectura d'una carta. En aquests dos darrers quadres apareix el gust, en aquell temps d'actualitat, per un nou verisme naturalista en la línia de Murillo, que s'allunyava definitivament de les prescripcions idealistes de Mengs. Se sap que, el 1796, en un viatge que els reis varen fer a Andalusia adquiriren per a les col·leccions reals un oli del sevillà, El piojoso, on un murri s'espluga.

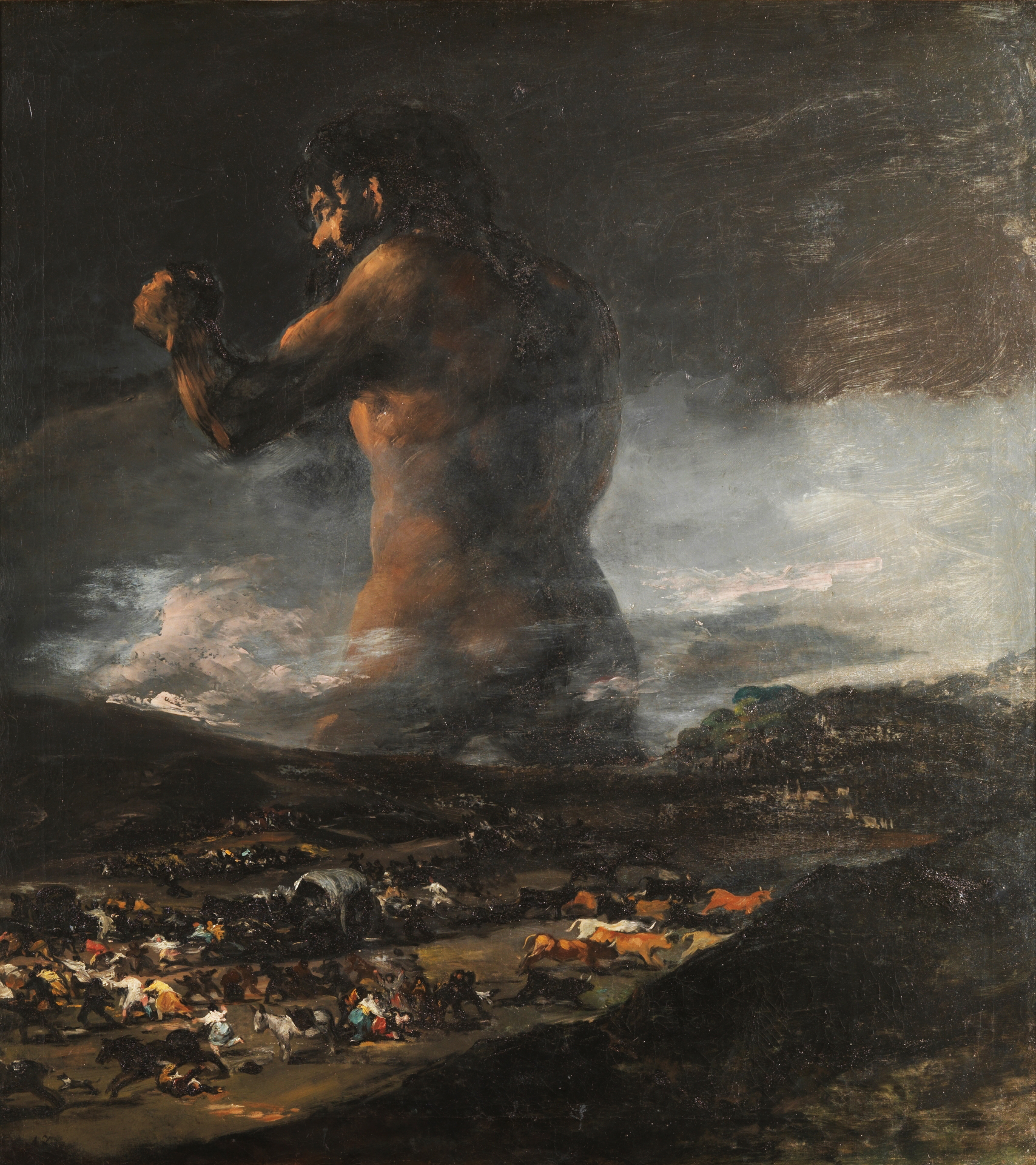
El colós, 1808-1812 (Museu del Prado).

El colós va ser un quadre atribuït a Goya fins al juny del 2008, en què el Museu del Prado va emetre un informe que afirmava que el quadre era obra del seu deixeble Asensio Juliá, tot i que el gener de 2009, finalment, van concloure que la seva autoria era d'un deixeble de Goya desconegut, sense poder dilucidar que fos Juliá. Un gegant s'alça darrere d'unes muntanyes, en una al·legoria ja decididament romàntica.

### Bodegons

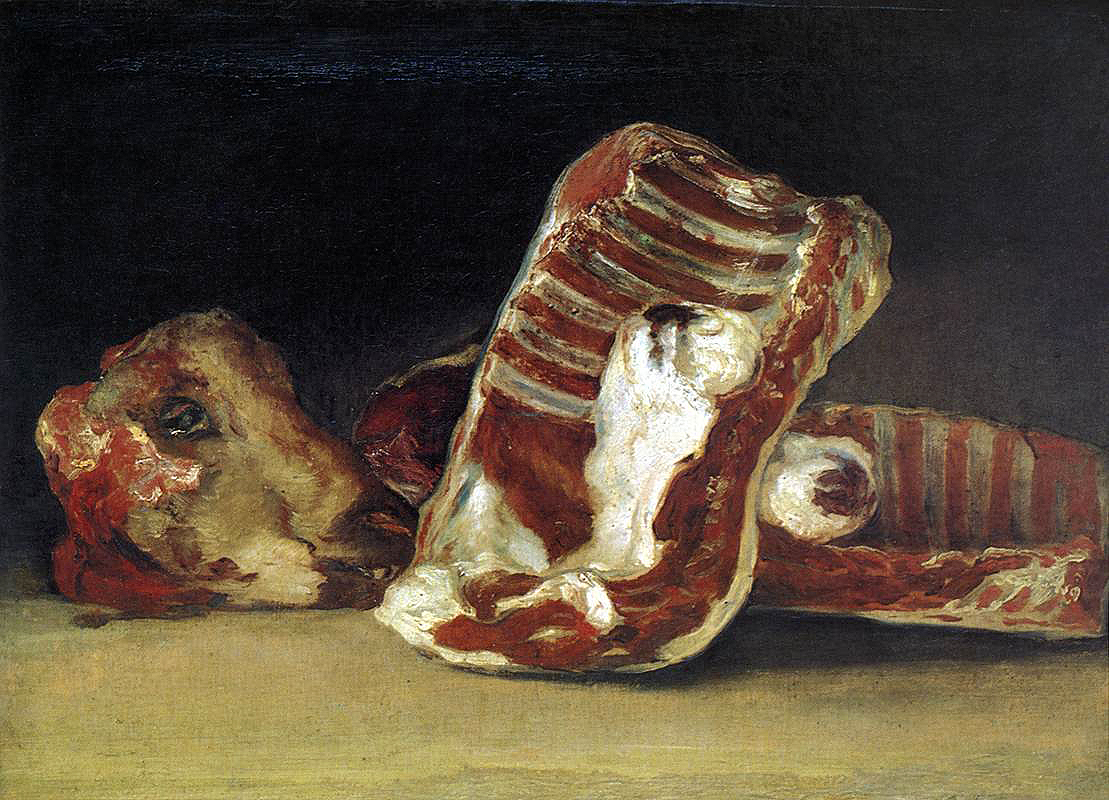
Natura morta amb costelles, llom i cap de xai (Museu del Louvre)

Entre els béns enumerats en l'inventari del 1812, a la mort de la seva dona Josefa Bayeu, se citen dotze bodegons. D'entre ells destaquen la Natura morta amb costelles, llom i cap de xai (París, Museu del Louvre), la Natura morta amb gall dindi mort (Madrid, Museu del Prado) i Gall dindi pelat i paella (Múnic, Alte Pinakothek). Tots ells se solen datar a partir del 1808 per raons d'estil i perquè durant la guerra la producció d'encàrrec de Goya es va veure reduïda, cosa que va poder deixar temps al pintor per explorar gèneres que encara no havia treballat.
Aquestes natures mortes es desvinculen de la tradició espanyola empresa per Juan Sánchez Cotán (1560-1627) i Juan van der Hamen (ca. 1596-1631), el màxim representant del qual va ser Luis Meléndez, del segle xviii. Tots ells havien presentat una natura morta transcendent, que mostrava l'essència dels objectes no tocats pel temps, tal com serien en un estat ideal. Goya dedicà la seva atenció, en canvi, a reflectir el pas del temps, la degradació i la mort. Els seus galls dindis es mostren inerts, els ulls del cap de xai estan vidrats, la carn no està ja en el seu màxim grau de frescor. El que interessa a Goya és dibuixar la petjada del temps en la naturalesa, i en lloc d'aïllar els objectes i representar-los en la seva immanència, el que s'aprecia és l'accident, el pas de les circumstàncies pels objectes, allunyats tant del misticisme com de la simbologia de les vanitas d'Antonio de Pereda o Juan de Valdés Leal.

### Retrats oficials, polítics i burgesos
Amb motiu del casament del seu únic fill viu, Javier de Goya, amb Gumersinda Goicoechea i Galarza el 1805, Goya va pintar sis retrats en miniatura dels membres de la família de la seva nora. Fruit d'aquesta unió naixeria un any més tard el net de l'artista, Mariano Goya. La imatge burgesa que ofereixen aquests retrats familiars mostra els canvis que la societat espanyola havia experimentat dels quadres dels seus primers anys fins a aquells de mitjan primera dècada del segle xix. Es conserva també un retrat a llapis de Josefa Bayeu dibuixada de perfil del mateix any, molt precís en els trets que defineixen la seva personalitat. S'hi ressalten el verisme i la fermesa de la seva fesomia i s'avancen les característiques dels àlbums posteriors de Bordeus.

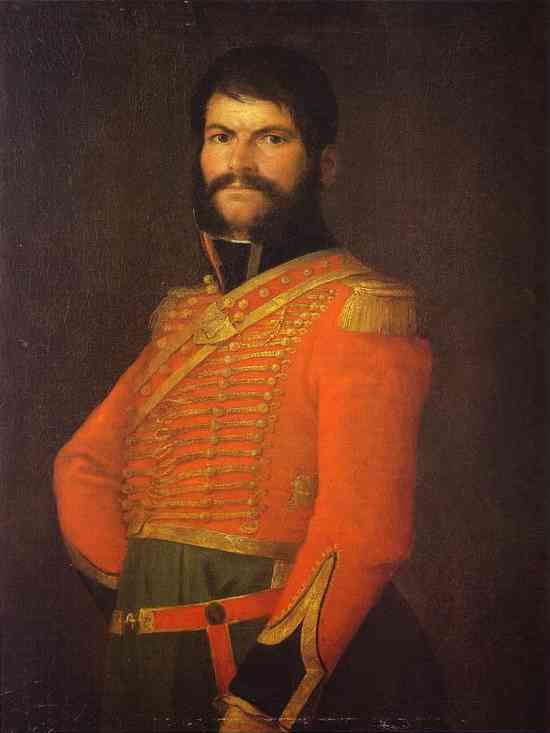
l'obstinat, 1809 (Col·lecció particular)

Durant la guerra l'activitat de Goya va disminuir, però va seguir pintant retrats de la noblesa, amics, militars i intel·lectuals significats. El viatge a Saragossa de 1808 va poder originar el retrat de Juan Martín Díez, "l'obstinat" (1809) i l'eqüestre de José de Palafox y Melci, que clouríem el 1814. També estaria en l'origen de les estampes de Els estralls de la guerra.
El seu pinzell retratar militars tant francesos -Retrat del general Nicolas Philippe Guye , 1810, Richmond, Museu de Belles Arts de Virgínia- com anglesos -Bust del duc de Wellington , Londres, Museu Britànic- i espanyols, com el de l'obstinat, molt dignificat i vestit amb uniforme de capità de cavalleria.
Es va ocupar també d'amics intel·lectuals, com Juan Antonio Llorente (h. 1810 - 1812, Sao Paulo, Museu d'Art), que va publicar una Història crítica de la Inquisició espanyola a París el 1818 per encàrrec de José Bonaparte, qui el condecorà amb l'Ordre Reial d'Espanya -recentment creada per aquest monarca- amb la que apareix retratat en l'oli de Goya. O Manuel Silvela, autor d'una Biblioteca selecta de Literatura espanyola i un Recull d'Història Antiga fins als temps d'August, afrancesat, amic de Goya i de Moratín i exiliat a França a partir de 1813. En el seu retrat, tradicionalment datat entre 1809 i 1812, apareix pintat amb gran austeritat en el vestit sobre un fons negre. La llum incideix sobre la seva indumentària i l'actitud del personatge ens mostra la seva confiança, seguretat i dots personals, sense necessitat de recórrer a cap ornament simbòlic. El retrat modern ja s'ha consolidat.
Després de la restauració de 1814 Goya va pintar diversos retrats del «desitjat» Fernado VII -Goya seguia sent Primer Pintor de Cambra-, com el Retrat eqüestre de Ferran VII que es troba a la Reial Acadèmia de Belles Arts de San Fernando i diversos altres de cos sencer, com el que va pintar per l'Ajuntament de Santander. En aquest el rei se situa sota la figura que simbolitza a Espanya, jeràrquicament col·locada per damunt del rei. Al fons, un lleó trenca les cadenes, amb el que Goya sembla donar a entendre que la sobirania pertany a la nació.

### Imatges de la guerrilla

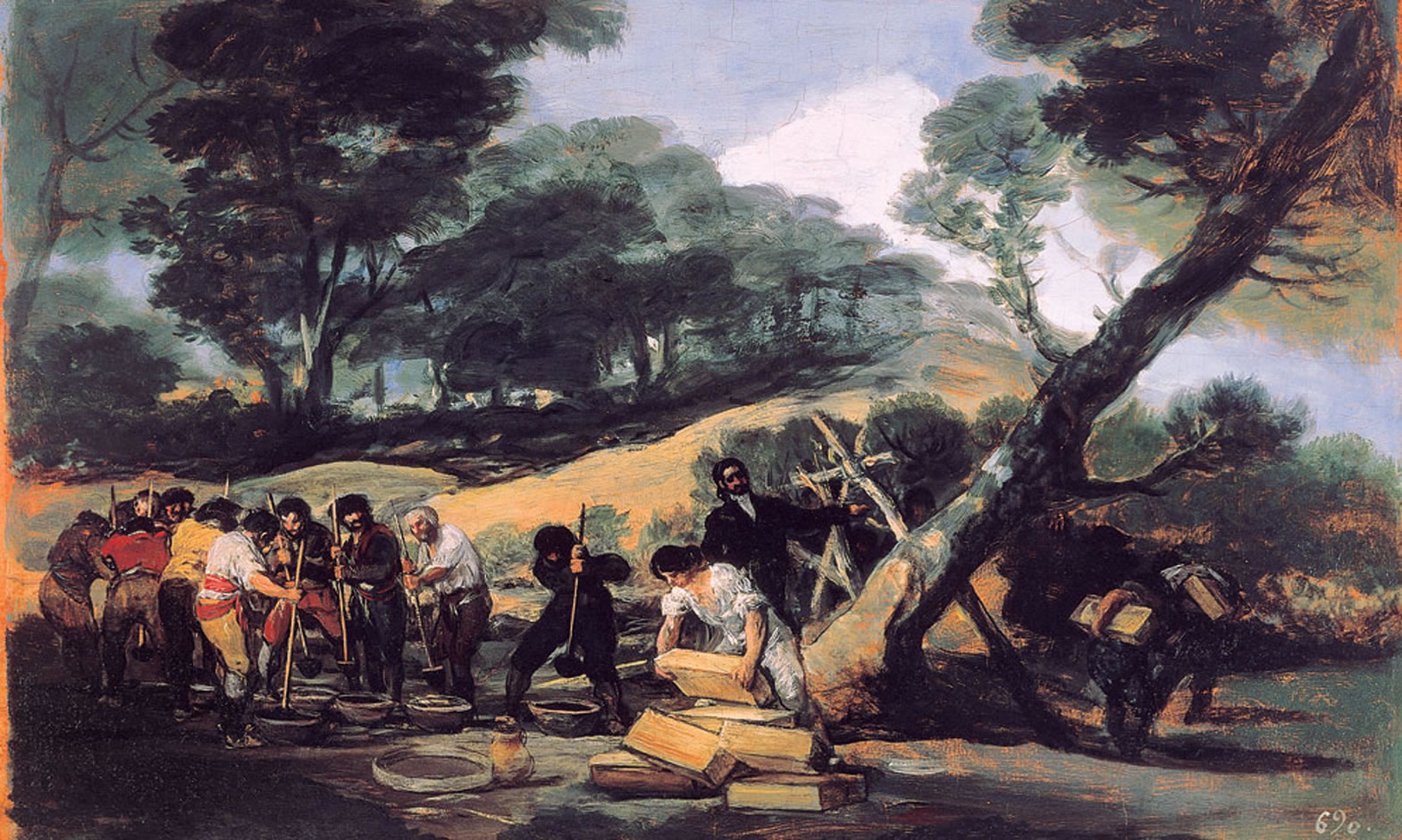
Fabricació de la pólvora a la Sierra de Tardienta (Patrimoni Nacional, Palau de la Sarsuela).

Fabricació de pólvora i Fabricació de bales a la Sierra de Tardienta (totes dues d'entre 1810 i 1814, Madrid, Palacio Real) al·ludeixen, segons indiquen els seus epígrafs al dors, a l'activitat del sabater José Mallén, d'Almudévar, qui entre 1810 i 1813 va organitzar una partida guerrillera que actuava uns cinquanta quilòmetres al nord de Saragossa.
Les pintures, de petit format, pretenen reflectir una de les activitats més influents en el desenvolupament dels esdeveniments bèl·lics. La resistència civil a l'invasor va ser un esforç col·lectiu, i aquest protagonisme en igualtat de tot el poble és el que destaca la composició d'aquests quadres. Homes i dones s'afanyen, emboscat entre frondosos arbres que filtren el blau del cel, en la fabricació de munició per a la guerra. El paisatge, ja més romàntic que rococó, es caracteritza per la presència de mala herba, roquissars esquerps i arbres retorçats.

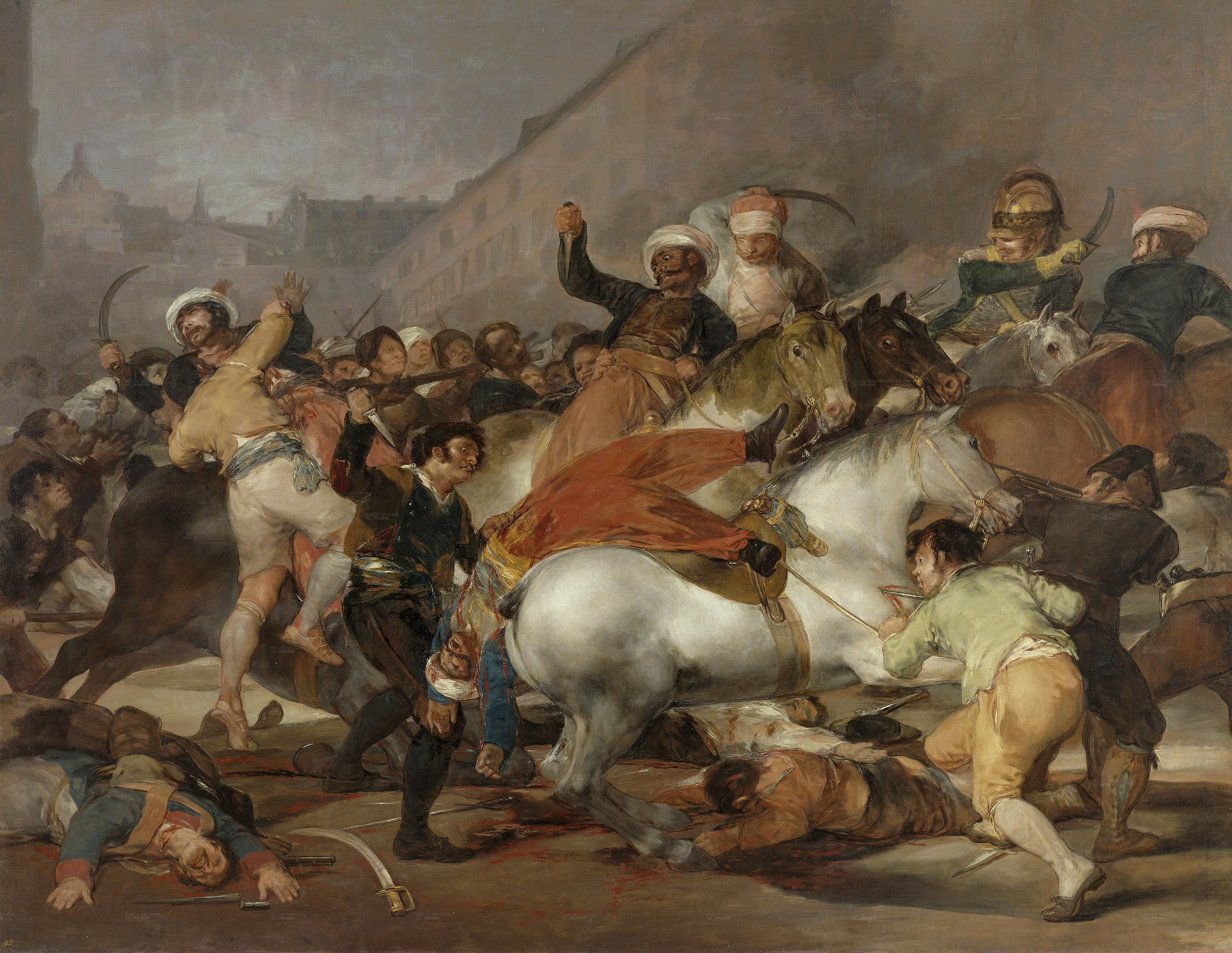
El dos de maig de 1808 a Madrid, 1814.

- Estampes: Els estralls de la guerra.[76] va ser una sèrie de 82 gravats realitzads entre els anys 1810 i 1815 en la qual es donava compte de tota mena de desgràcies vinculades a la Guerra del Francès. Entre octubre de 1808 i 1810 Goya va dibuixar esbossos preparatoris, actualment conservats al Museu del Prado, i a partir d'aquests i sense introduir modificacions d'importància, va començar a gravar les planxes entre 1810 (any que apareix en diverses d'elles) i 1815. En vida de l'autor només es van imprimir dos jocs complets dels gravats.

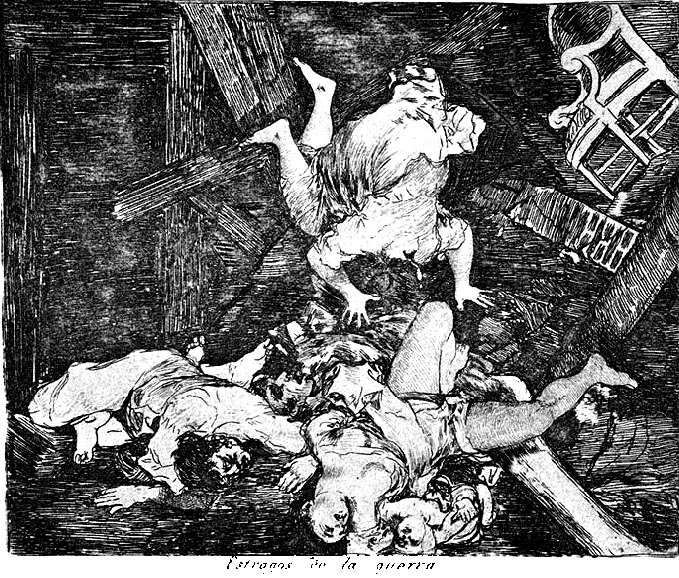
Els estralls de la guerra

- El dos i el tres de maig de 1808. Acabada la guerra, Goya aborda el 1814 l'execució de dos grans quadres d'història que suposen la seva interpretació dels successos ocorreguts els dies dos i tres de maig de 1808 a Madrid. De la seva intenció dona compte l'escrit dirigit al govern en el qual assenyala la seva intenció de

| «                                    | ... perpetuar per mitjà del pinzell les més notables i heroiques accions o escenes de la nostra gloriosa insurrecció contra el tirà d'Europa. | » |
| — apud Glendinning (1993), pàg. 107. | |   |

El tres de maig de 1808 a Madrid (1814)

Les obres de gran format El dos de maig de 1808 a Madrid o La càrrega dels mamelucs i El tres de maig de 1808 a Madrid o Els afusellaments de la muntanya de Príncipe Pío, estableixen, però, apreciables diferències respecte al que era habitual en els grans quadres d'aquest gènere. Renúncia a ells que el protagonista sigui un heroi: podia triar, per exemple, per la insurrecció madrilenya, a presentar com a líders a Daoiz i Velarde, en paral·lel amb els quadres d'estil neoclàssic de David que enalteixen a Napoleó, i el prototip va ser Napoleó creuant els Alps , de 1801. En Goya el protagonista és el col·lectiu anònim de gent que ha arribat a l'extrem de la violència més brutal. En aquest sentit també es distingeix de les estampes contemporànies que il·lustren l'Aixecament del dos de maig, les més conegudes de les quals van ser les de López de Enguídanos, publicades el 1813, reproduïdes en noves edicions per José Ribelles i Alejandro Blanco un any després. Però hi va haver altres de Zacarías Velázquez o Juan Carrafa entre d'altres. Aquestes reproduccions, popularitzades a manera de leluia, havien passat al patrimoni de l'imaginari col·lectiu quan Goya s'enfronta a aquestes escenes, i ho fa d'una manera original.
Els afusellaments del tres de maig es tracta d'un dels quadres més valorats i influents de tota l'obra de Goya, i reflecteix com cap altre del punt de vista modern en la interpretació del que suposa tot enfrontament armat.

## La Restauració (1815-1819)
El període de la Restauració absolutista de Ferran VII suposa la persecució de liberals i afrancesats, entre els quals Goya tenia les seves principals amistats. Juan Meléndez Valdés o Leandro Fernández de Moratín es veuen obligats a exiliar-se a França davant la repressió. El mateix Goya es troba en una difícil situació, per haver servit Josep I, pel cercle d'il·lustrats entre els quals es movia i pel procés que la Inquisició va iniciar contra ell el març de 1815 a causa de La maja nua, que considerava «obscena», del qual el pintor es va veure finalment absolt (1814).
Aquest panorama polític va portar Goya a reduir els encàrrecs oficials a les pintures patriòtiques sobre l'«Aixecament del dos de maig» i a pintar retrats de Ferran VII. Un amb mantell real i un altre del «Deseado» en campanya, tots dos de 1814 i conservats al Prado, se sumen al ja esmentat encarregat per l'ajuntament de Santander.
És molt probable que a la tornada del règim absolutista Goya hagués consumit gran part dels seus havers, patint la carestia i penúries de la guerra. Així ho expressa en intercanvis epistolars d'aquesta època. Tanmateix, després d'aquests retrats reials i altres obres pagades per l'Església realitzats en aquests anys -en destaca el gran llenç de les Santes Justa i Rufina (1817) per a la Catedral de Sevilla -, el 1819 està en disposició de comprar la nova finca de la Quinta del Sordo i fins i tot reformar afegint una sínia, vinyes i una palissada.

La Junta de les Filipines, h. 1815 (Museu Goya a Castres)

L'altre gran quadre oficial -més de quatre metres d'amplada- és el de La Junta de les Filipines (Museu Goya, a Castres, Llenguadoc), encarregat cap a 1815 per José Luis Munárriz, director d'aquesta institució i a qui Goya va retratar en aquestes mateixes dates.
Tanmateix no es va reduir l'activitat privada del pintor i gravador. Continua en aquesta època realitzant quadres de petit format de capritx que aborden les seves obsessions habituals. Els quadres incideixen més en l'allunyament de les convencions pictòriques anteriors.  Corrida de toros , Processó de disciplinants , Acte de fe de la Inquisició,  Casa de bojos . Destaca entre ells L'enterrament de la sardina que tracta el tema del carnaval.
Són olis sobre taula de semblants dimensions (de 45 a 46 cm x 62 a 73, excepte L'enterrament de la sardina, 82,5 x 62) i es conserven al museu de la Reial Acadèmia de Belles Arts de San Fernando.
La sèrie procedeix la col·lecció adquirida en data desconeguda pel Corregidor de la Villa de Madrid (en l'època del govern de Josep Bonaparte), el comerciant d'idees liberals Manuel García de la Prada,i que el seu retrat va ser pintar per l'aragonès entre 1805 i 1810. El dit corregidor, al seu testament de 1836 va llegar aquests quadres a l'Acadèmia de Belles Arts, on es conserven en l'actualitat.
Aquestes obres són en gran manera responsables de la imatgeria de llegenda negra que la imaginació romàntica va crear a partir de la pintura de Goya, ja que van ser imitades i difoses a França, i també a Espanya per artistes com Eugenio Lucas o Francisco Lameyer.

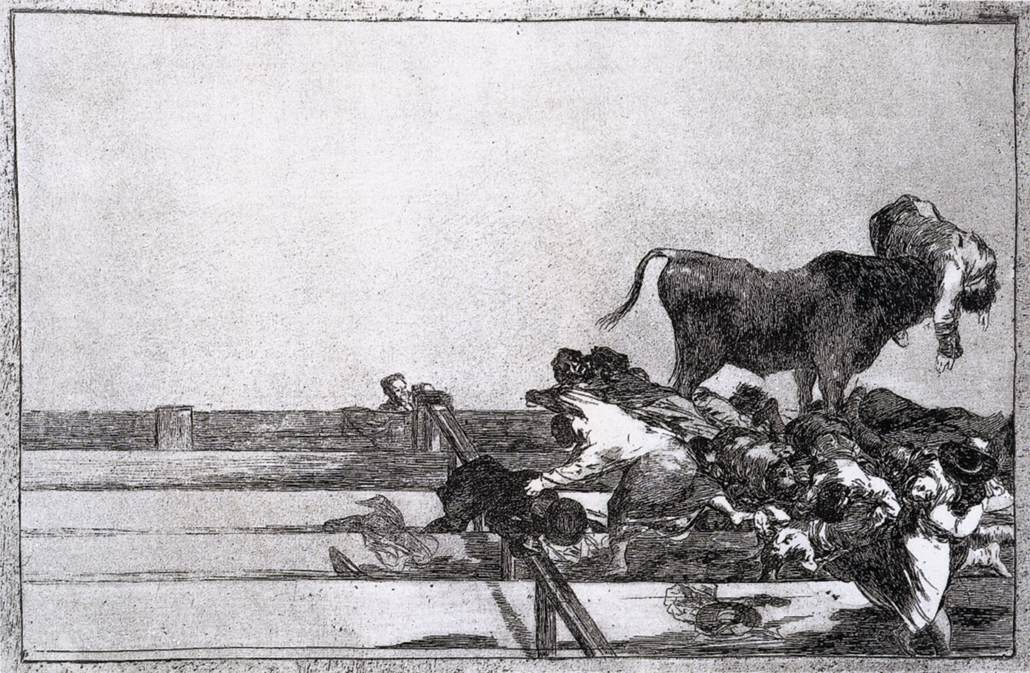
« desgràcies esdevingudes en l'estesa de la plaça de Madrid i mort de l'alcalde de Torrejón », 1816.

En tot cas, la seva activitat segueix sent frenètica, ja que en aquests anys finalitza l'estampació d’Els estralls de la guerra i emprèn i conclou altra, la de La Tauromàquia -en venda des d'octubre de 1816 -, amb la qual el gravador va pretendre obtenir més beneficis i acollida popular que amb les anteriors. Aquesta última està concebuda com una història del toreig que recrea les seves fites fonamentals, i predomina el sentit pintoresc malgrat que no deixa d'haver solucions compositives atrevides i originals, com en l'estampa número 21 de la sèrie, titulada «desgràcies esdevingudes en l'estesa de la plaça de Madrid i mort de l'alcalde de Torrejón», on la zona esquerra de l'estampa apareix buida de figures, en un desequilibri impensable no gaires anys abans.
Des de 1815 -encara que no es van publicar fins a 1864 - treballa en els gravats d’Els disbarats . Una sèrie de vint-i-dues estampes, probablement incompleta, que constitueixen les de més difícil interpretació de les que va realitzar. Destaquen en les seves imatges les visions oníriques, la presència de la violència i el sexe, la posada en solfa de les institucions relacionades amb l'Antic Règim i, en general, la crítica del poder establert. Però més enllà d'aquestes connotacions els gravats ofereixen un món imaginatiu ric relacionat amb la nit, el carnaval i el grotesc.
Finalment dos emotius quadres religiosos, potser ara sí de devoció Girona, cancel·len el període. Són L'última comunió de sant Josep de Calassanç i Crist a la muntanya de les Oliveres , ambdós de 1819, que es troben al Museu Calasancio de les Escoles Píes de San Antón de Madrid. El recolliment veritable que mostren aquests llenços, la llibertat del traç amb què els pinta, el fet d'estar signats i datats del seu puny i lletra, transmeten una emoció transcendent.

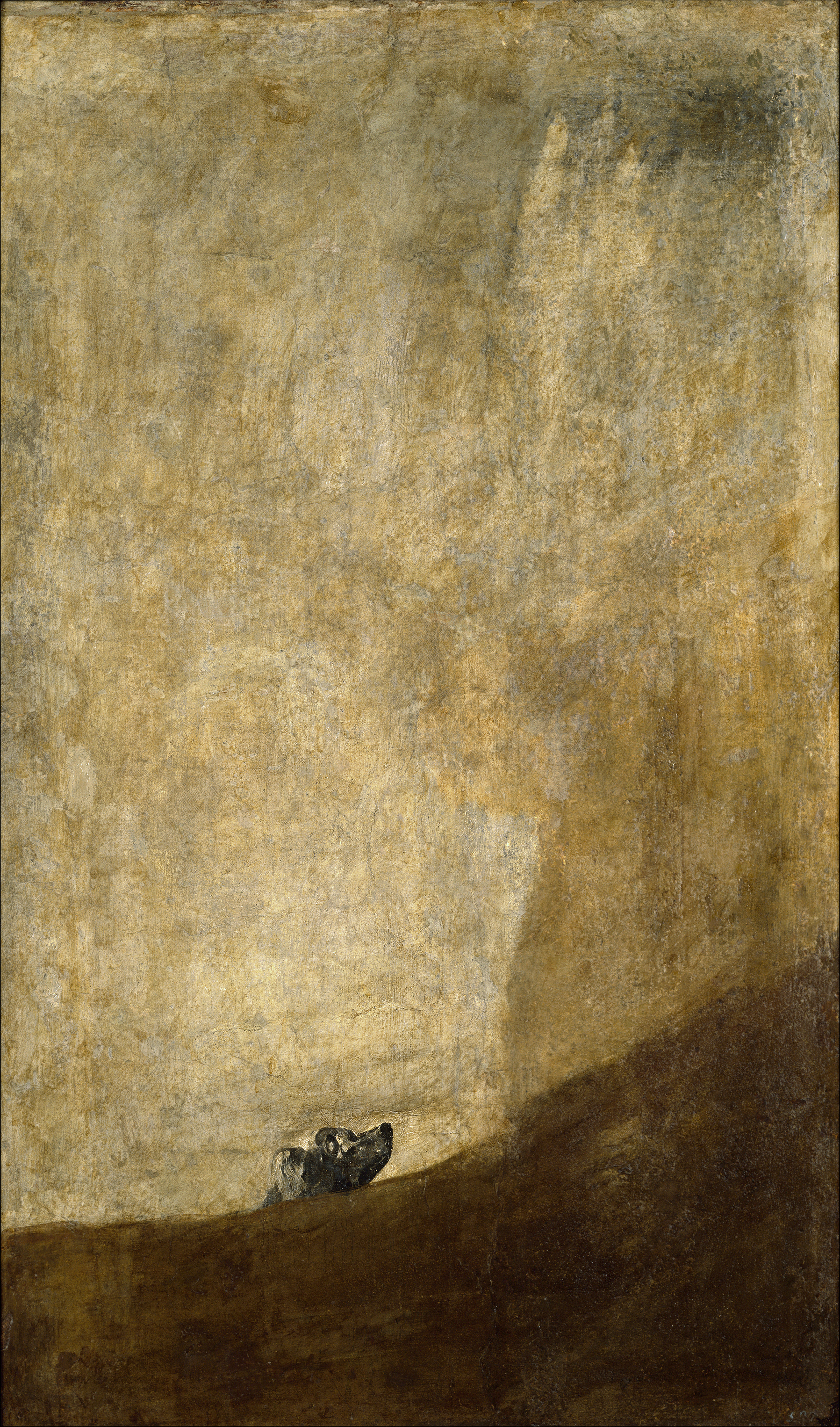
El Gos.

## El Trienni Liberal i les Pintures Negres (1820-1824)

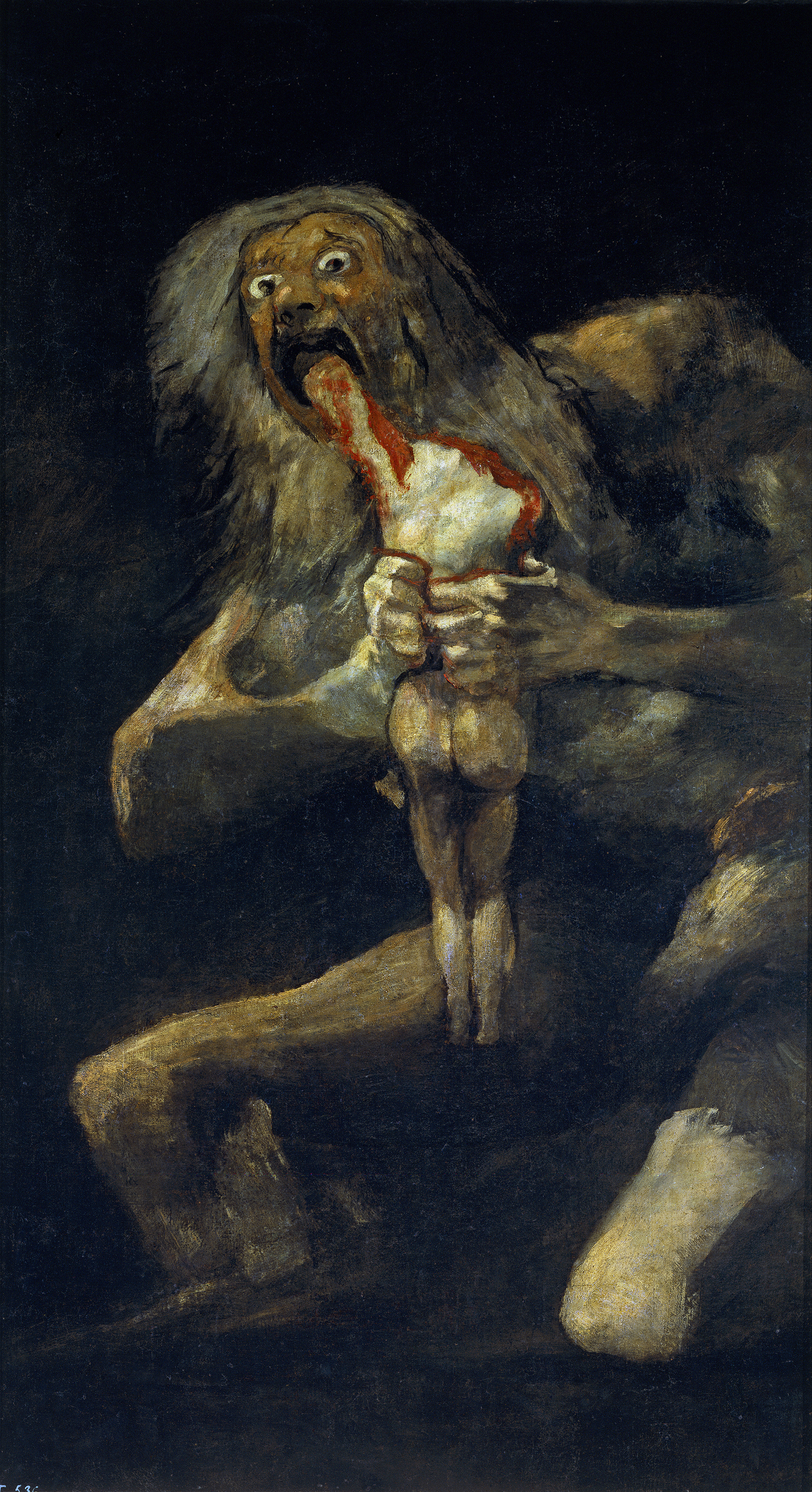
Saturn devorant un fill

Amb el nom de Pintures Negres es coneix la sèrie de catorze quadres que pinta Goya entre 1819 i 1823 amb la tècnica d'oli al Secco sobre la superfície d'arrebossat de la paret de la Quinta del Sordo. Aquests quadres suposen, possiblement, l'obra cimera de Goya, tant per la seva modernitat com per la força de la seva expressió. Una obra com El Gos s'acosta fins i tot a l'abstracció; moltes altres són precursores de l'expressionisme pictòric i altres avantguardes del segle xx. Els olis van ser traslladats a llenç a 1873 i actualment s'exposen al Museu del Prado.
Goya adquireix aquesta finca a la riba del riu Manzanares, just davant de l'ermita i la pradera de sant Isidre, el febrer de 1819, potser per viure allà amb Leocadia Weiss fora de rumors, car aquesta estava casada amb Isidoro Weiss. Era la dona amb la qual convivia i potser va tenir d'ella una filla, Rosarito Weiss. Com el novembre d'aquell any Goya pateix una greu malaltia de la qual Goya atès pel doctor Arrieta (1820) és estremidor testimoni. El cert és que les Pintures Negres van ser pintades sobre imatges campestres de petites figures, els paisatges va aprofitar en alguna ocasió, com en el Duel a garrotades . Si aquestes pintures de to alegre també van ser obra de l'aragonès, es podria pensar que la crisi de la malaltia unida potser als turbulents successos del Trienni Liberal, portés a Goya a repintar aquestes imatges. Bozal s'inclina a pensar que efectivament els quadres preexistents eren de Goya, ja que només així s'entén que reutilitzar algun dels seus materials, però Glendinning assumeix que les pintures «ja adornaven les parets de la Quinta del Sordo quan la va comprar». En tot cas, les pintures van poder haver començat el 1820. La data de finalització de l'obra no pot anar més enllà de 1823, any en què Goya marxa a Bordeus i cedeix la finca al seu fill Javier, probablement tement represàlies contra la seva persona després de la caiguda de Riego.

## Goya a Bordeus (octubre 1824-1828)

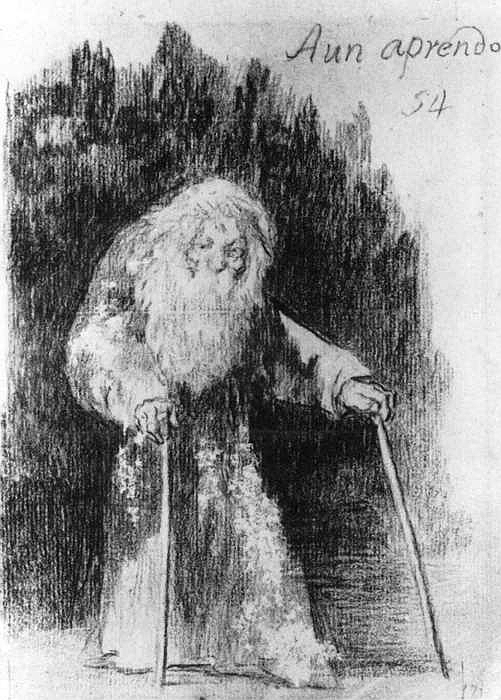
«Encara aprenc»,Àlbum G (Museu del Prado).

El maig de 1823, les tropes del duc d'Angulema prenen Madrid amb objecte de restaurar la monarquia absoluta de Ferran VII i es produeix una immediata repressió dels liberals que havien donat suport a la constitució de 1812, vigent de nou durant el Trienni Liberal. Goya va témer els efectes d'aquesta persecució (consta que Leocadia Weiss, la seva companya, també) i va anar a refugiar-se a casa d'un amic canonge, José Duaso i Latre. L'any següent sol·licita al rei un permís per a refer-se en el balneari de Plombières que li va ser concedit.
Goya arriba a mitjan 1824 a Bordeus i encara té energia per a partir a París a l'estiu, tornant a Bordeus al setembre on residiria fins a la mort. La seva estada occitana només es va veure interrompuda el 1826, any en què viatja a Madrid per a complir els tràmits de la seva jubilació, que va obtenir amb una renda de cinquanta mil rals sense que Ferran VII posés impediments a cap de les peticions del pintor.

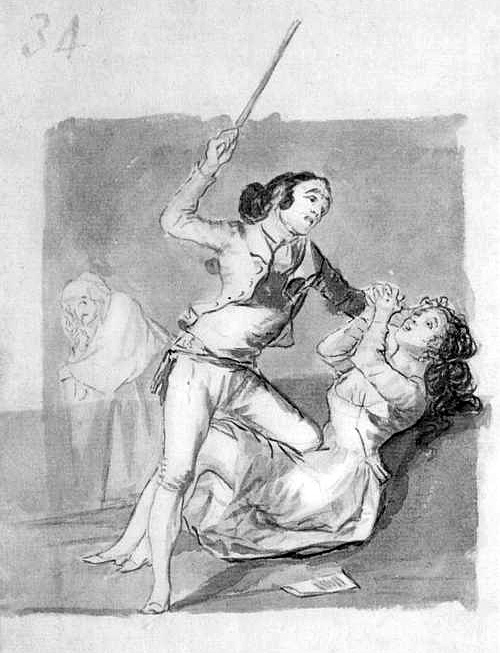
"Dona maltractada amb un bastó",Àlbum B o Àlbum de Madrid. Dibuix a l'aiguada i tinta xinesa sobre paper.

Els dibuixos d'aquests anys, recollits en els àlbums G i H, o bé recorden Los Disparates i les Pinturas Negras, o bé tenen un caràcter costumista i recullen estampes de la vida quotidiana de la ciutat de Bordeus recollides en els seus habituals passejos, com passa amb l'oli La lletera de Bordeus (vers 1826). Alguns d'ells estan dibuixats amb llapis litogràfic, en consonància amb la tècnica de gravat que està practicant per aquests anys, i utilitza en la sèrie de quatre estampes de Els toros de Bordeus . En els dibuixos d'aquests anys tenen presència dominant les classes humils i els marginats. Ancians que es mostren en actituds juganeres o circenses, com el «Vell gronxant-se» -custodiat a la Hispanic Society- o dramàtiques, com el que se suposa contrafigura de Goya-encara que no autoretrat-, un barbut ancià que camina amb l'ajuda de bastons titulat «Encara aprenc».

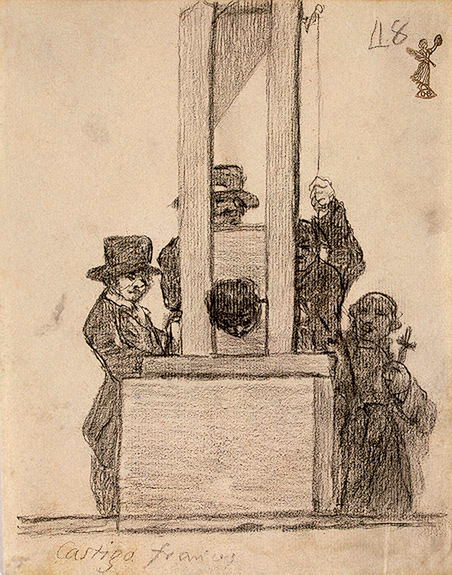
"Càstig francès»,Àlbum G.

També va seguir pintant a l'oli. Leandro Fernández de Moratín, en el seu epistolari, principal font de notícies sobre la vida de Goya en aquests anys, escriu a Juan Antonio Meló que «pinta que se les pela, sense voler corregir mai res del que pinta». Destaquen els retrats als seus amics, com el que fa al mateix Moratín en arribar a Bordeus que es troba en el Museu de Belles Arts de Bilbao o aquell en el qual retrata Joan Baptista de Muguiro a maig de 1827.
Però sens dubte destaca La lletera de Bordeus, llenç que ha estat vist com un directe precursor de l'impressionisme. El cromatisme s'allunya de la fosca paleta característica de les seves Pintures Negres. Presenta matisos de blaus i tocs rosats. El motiu, una jove, sembla revelar l'enyorança de Goya per la vida juvenil i plena. El fa pensar aquest cant del cigne en un compatriota posterior, Antonio Machado que, també exiliat d'una altra repressió, guardava a la butxaca els darrers versos on va escriure «Aquests dies blaus i aquest sol de la infància». De la mateixa manera, acabada la seva vida, Goya rememora el color dels seus quadres per a tapissos i acusa la nostàlgia de la seva joventut perduda.
Finalment, cal assenyalar la sèrie de miniatures sobre ivori que va pintar en aquests anys utilitzant la tècnica de l'esgrafiat sobre negre. Inventa en aquests diminuts marfils figures capritxoses i grotesques. La capacitat d'innovar les textures i les tècniques del ja ancià Goya no s'havia esgotat.
El 26 de març de 1828 el van visitar a Bordeus, el seu net Mariano i el seu fill Javier. L'emoció afecta el seu ja delicat estat de salut i el va obligar a fer llit, prostració de la qual ja no es recuperarà. Mor el 16 d'abril de 1828. Les seves despulles descansen avui a l'ermita de San Antonio de la Florida de Madrid.
Els diferents quaderns o àlbums de dibuixos de Goya són vehicles per als seus apunts, esborranys, croquis... però en major mesura suposen una obra privada i personal amb valor propi. Es distingeixen l'inicial Quadern italià, de començaments de la dècada de 1770, i sis àlbums més catalogats amb lletres de la «A» a la «F». En general van ser després desfullat i venuts els dibuixos d'un a un. La majoria s'han aconseguit reunir al Museu del Prado.

## Una vida en autoretrats

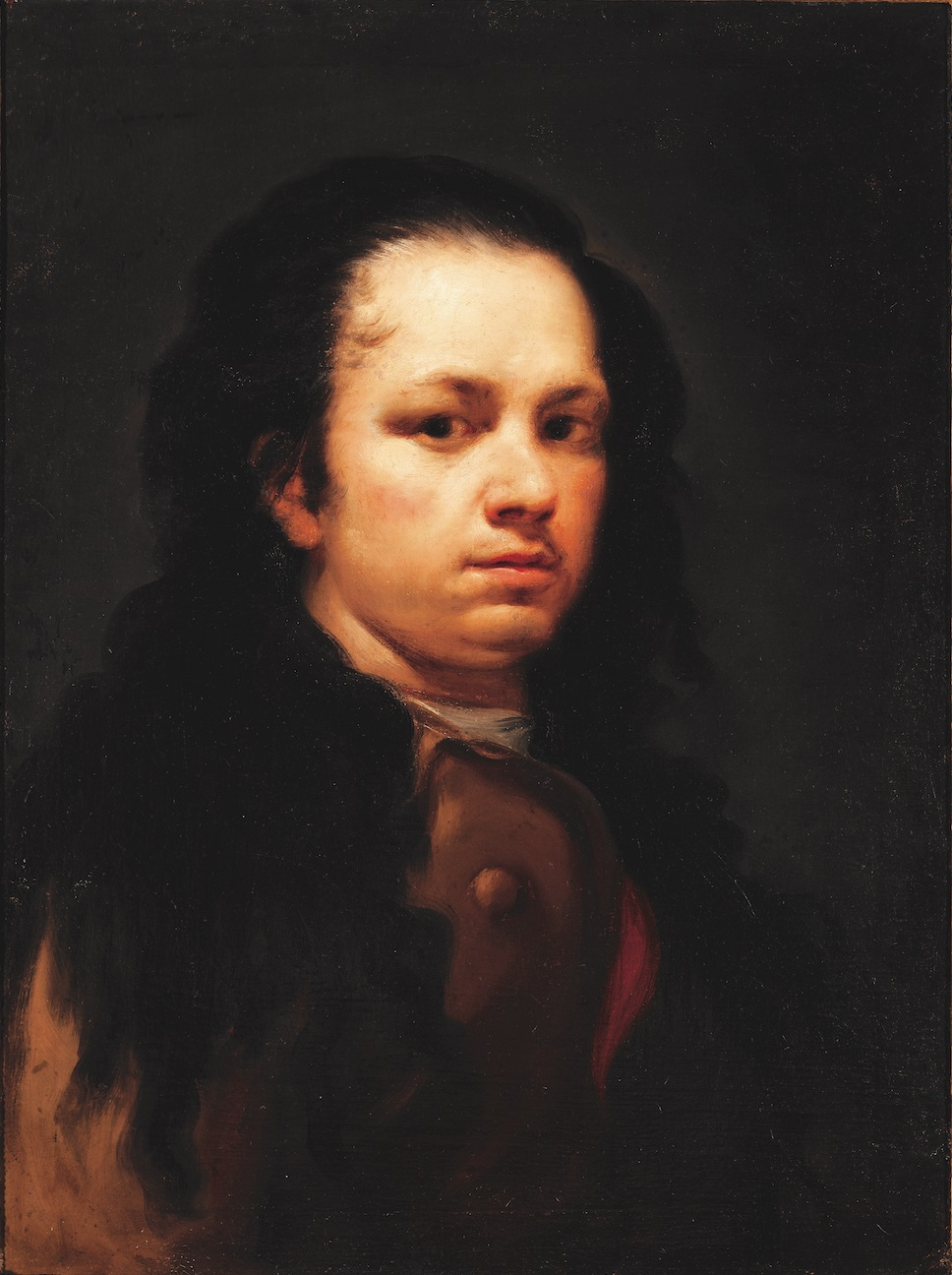
Autoretrat, cap a 1773 (Col·lecció privada).

Es pot estudiar l'evolució de l'aspecte físic i fins i tot aspectes de la condició humana de Goya fent un recorregut per les nombroses obres en què va reflectir el seu autoretrat, tant en olis com en dibuixos; unes vegades amb la seva efígie, altres de cos sencer i en nombroses ocasions s'inclou en el conjunt d'un quadre de grup.
L'autoretrat més primerenc que es coneix va ser realitzat cap al 1773 (oli sobre taula, 58 x 44 cm, col·lecció Zurgena, Alacant), i mostra la seva imatge després de la tornada del seu viatge a Itàlia el 1770, si bé Juan J. Lluna és partidari d'una datació anterior a aquest any, considerant un retrat fet perquè la seva família el tingués present durant el seu viatge.

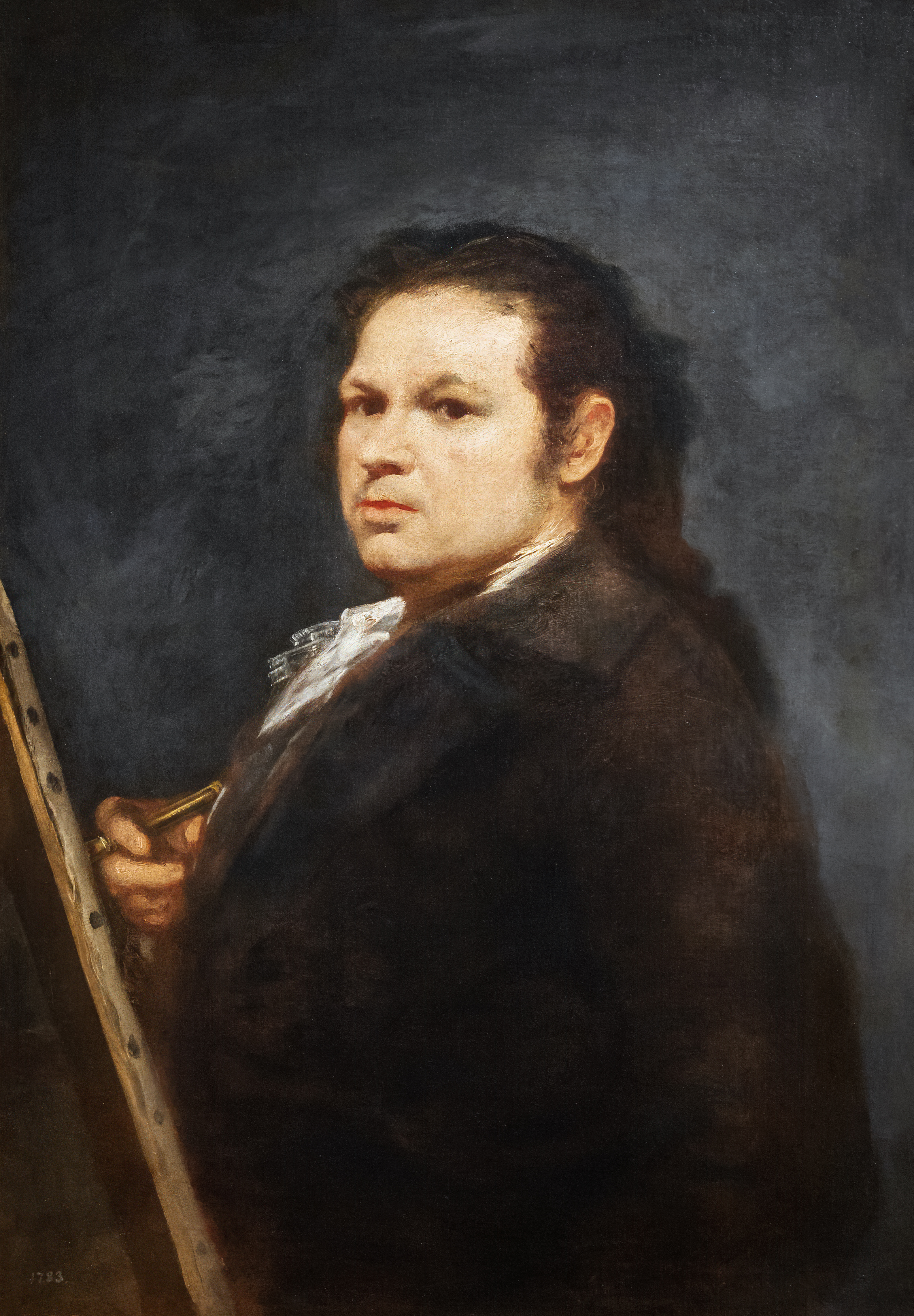
Autoretrat, 1783 (Museu d'Agen, Guiena).

 Cal esperar fins a la dècada del 1780 per trobar una nova imatge de l'artista. De la mateixa època és l'autoretrat que inclou en la pintura per a una de les capelles de San Francisco el Grande, Predicació de San Bernardino de Siena, on el pintor reafirma la seva personalitat apareixent en una de les obres que va emprendre amb major ambició. Així mateix, apareix al Retrat del Comte de Floridablanca de 1783, i en l'obra que va dedicar l'any següent a representar la família de l'infant Lluís de Borbó. Més tard, el 1800, apareixerà pintant una gran tela, a la manera que ho va fer Velázquez a Las Meninas, en el retrat de la família de Carles IV. També hi ha nombrosos dibuixos en què l'artista apareix autoretrat.

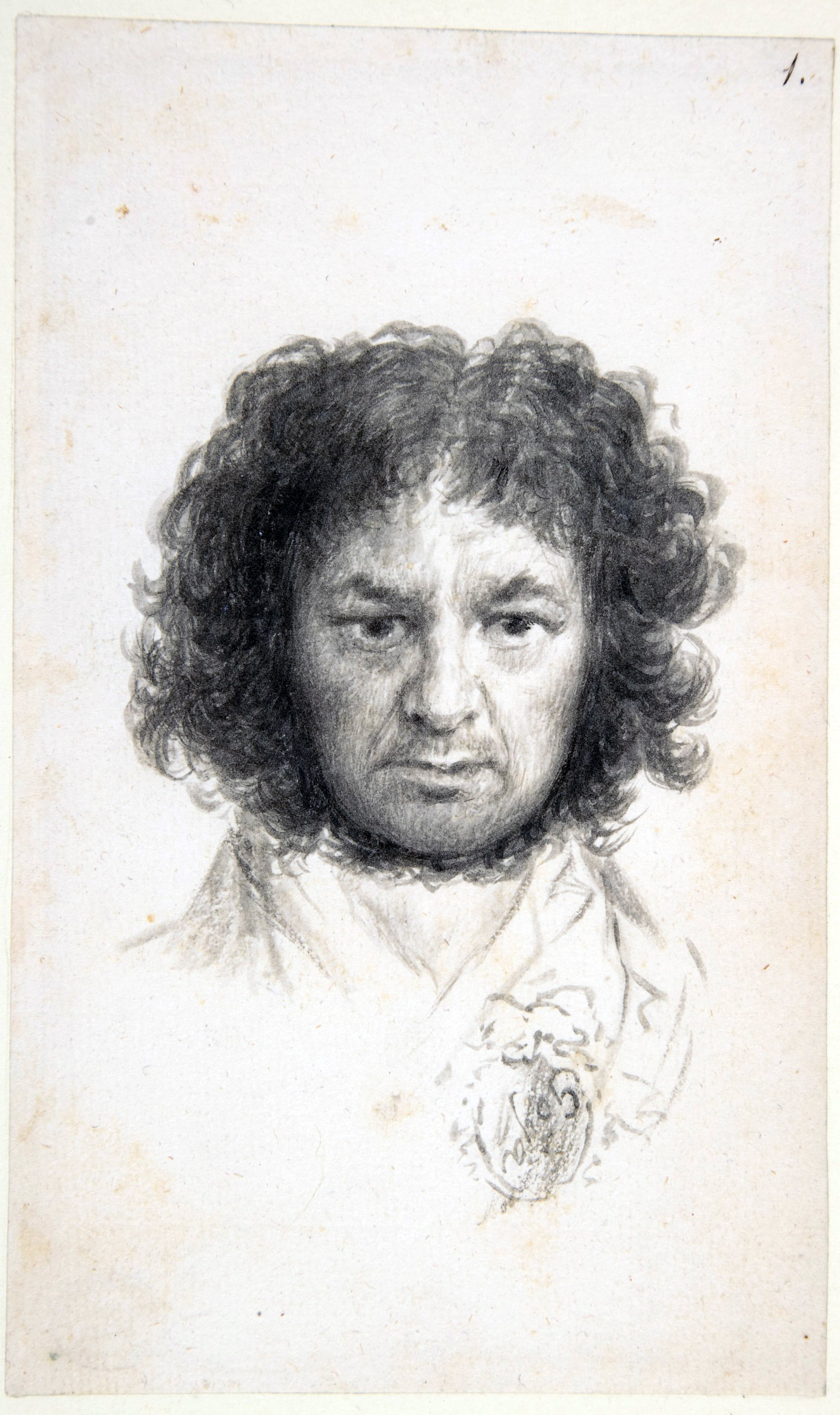
Autoretrat, cap a 1800.

Cal destacar que es va decantar finalment per obrir Els capritxos amb el seu autoretrat Francisco Goya y Lucientes, pintor, amb barret de copa, descrit en l'època com de gest satíric, en al·lusió a la intenció crítica d'aquesta col·lecció. D'ell es conserva un dibuix previ de bust complet. També existeix un minúscul retrat a l'oli sobre tela (18 x 12 cm) que va ser pintat al voltant de 1795, amb tota probabilitat elaborat com a regal a la duquessa d'Alba, obra que va pertànyer als seus hereus fins a la seva sortida a subhasta el 1989.

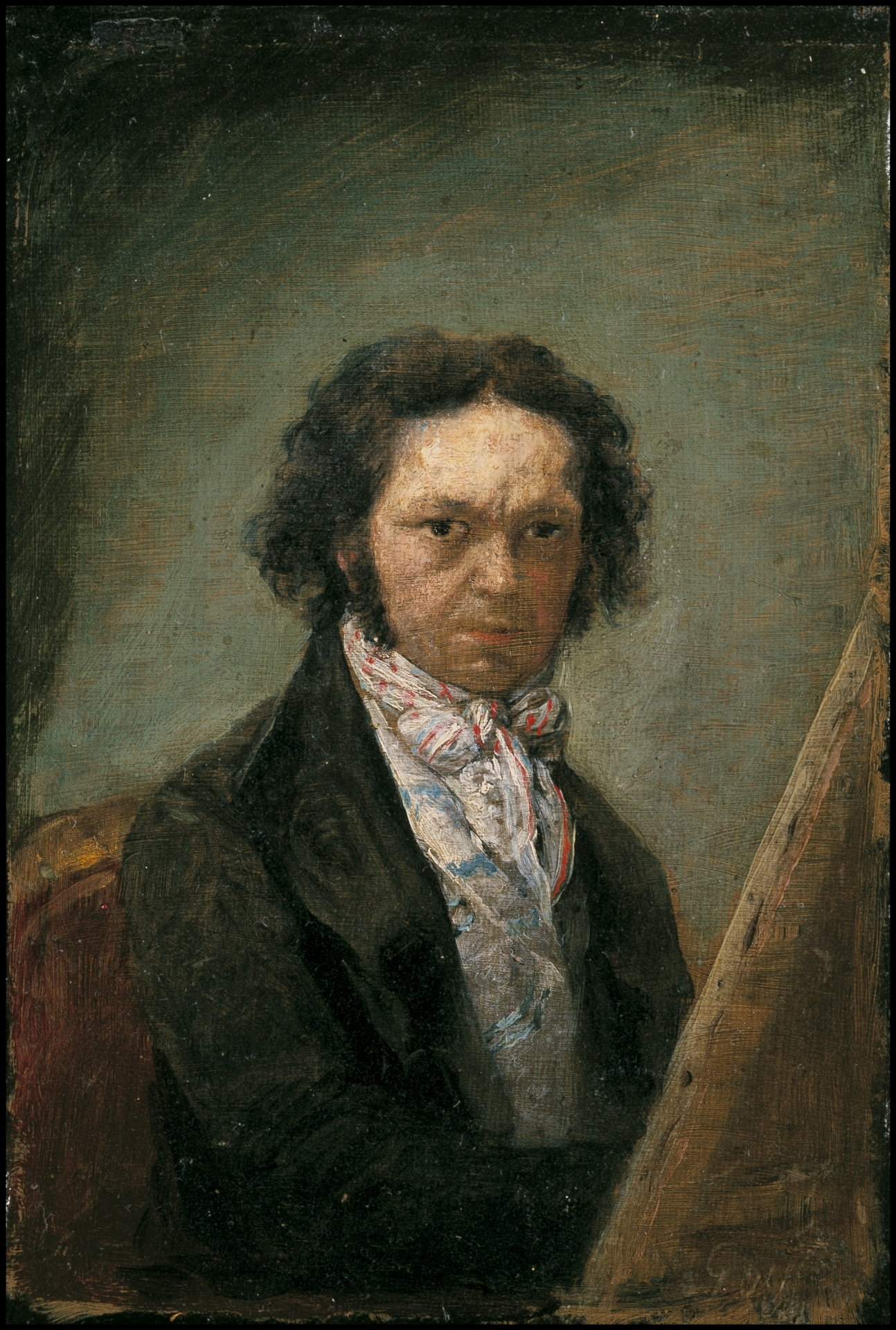
Autoretrat, 1795 (Museu del Prado).

És molt significatiu un petit retrat de cos sencer conservat a l'Acadèmia de San Fernando i pintat entre 1790 i 1795; és l'anomenat Autoretrat al taller. L'artista, de perfil, a contrallum, porta un barret estrany en el qual hi ha uns suports per posar espelmes, amb les quals se suposa que pintava de nit. Ens parla de la seva activitat com a intel·lectual (la llum destaca una tauleta amb encàrrec d'escriure) i de la seva estima per l'activitat allunyada dels encàrrecs oficials. En aquesta època va renunciar a tasques com a pintor de cartons per a tapissos al·legant motius de salut, però el quadre ens el mostra actiu, com ratifica la seva biografia d'aquests anys, i gaudint de la pintura que s'allunyava dels encàrrecs oficials.

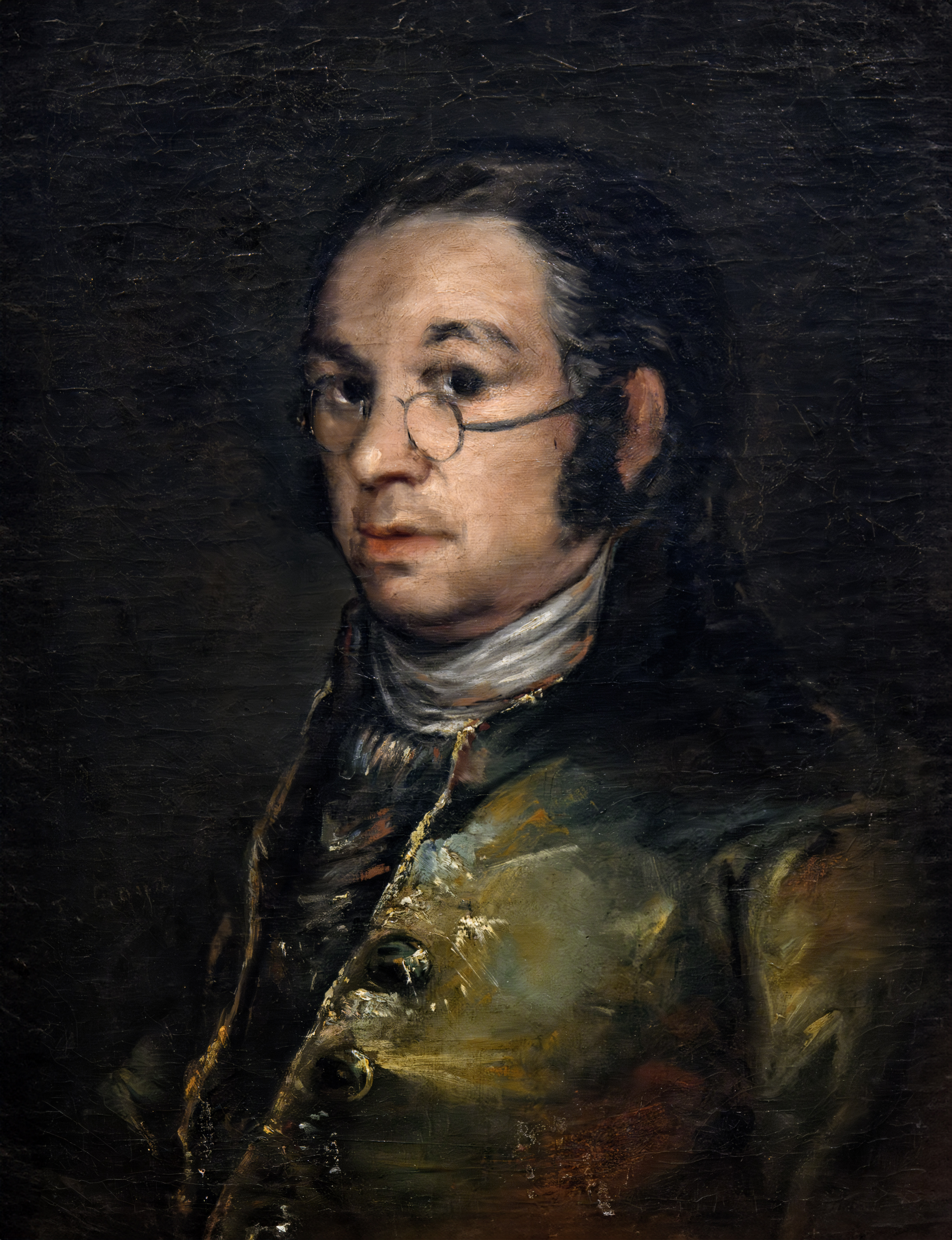
Autoretrat del Museu Bonnat-Helleu de Baiona, Gascunya.

Uns altres dos autoretrats a l'oli molt semblants, de bust curt i amb ulleres, es troben al Museu Goya de Castres i en el Museu Bonnat de Baiona. Adopta en ells la possessió d'un tertulià burgès, vestit com els seus amics il·lustrats Jovellanos o Saavedra.
De la seva senectut hi ha també testimonis. Dos magnífics autoretrats gairebé idèntics realitzats el 1815, un donat per Javier de Goya a l'Acadèmia de San Fernando i un altre que es trobava probablement a la Quinta del Sordo, ja que figura en l'inventari que Antonio Brugada va realitzar a la mort de l'artista aragonès de les Pintures Negres el 1828 i des de 1872 es conserva al Museu del Prado. La signatura del primer diu «Fr de Goya, aragonès pel mateix». El del Museu del Prado mostra a l'artista amb actitud més senzilla, una vegada desapareguda la urgència d'afirmar-se personalment i professional dels seus anteriors autoretrats.
Emotiu és Goya atès pel doctor Arrieta, un quadre pintat a 1820 que reflecteix la greu malaltia que va patir des de novembre de 1819 -potser el tifus. L'última imatge coneguda de la mà del mateix artista és un dibuix de 1824 conservat al Museu del Prado amb el seu rostre de perfil i tocat amb una gorra amb l'apostura propera al de la portada d'Els capritxos.
Un dels principals grans experts internacionals de Goya és el català Josep Gudiol i Ricart

## Cinema i televisió
La seva vida es descriu en diverses pel·lícules: 
- Goya en Burdeos
- Volaverunt

El 1985, TVE va realitzar Goya, una miniserie de 6 episodis sobre la seva vida, on Enric Majó encarnava a Goya.

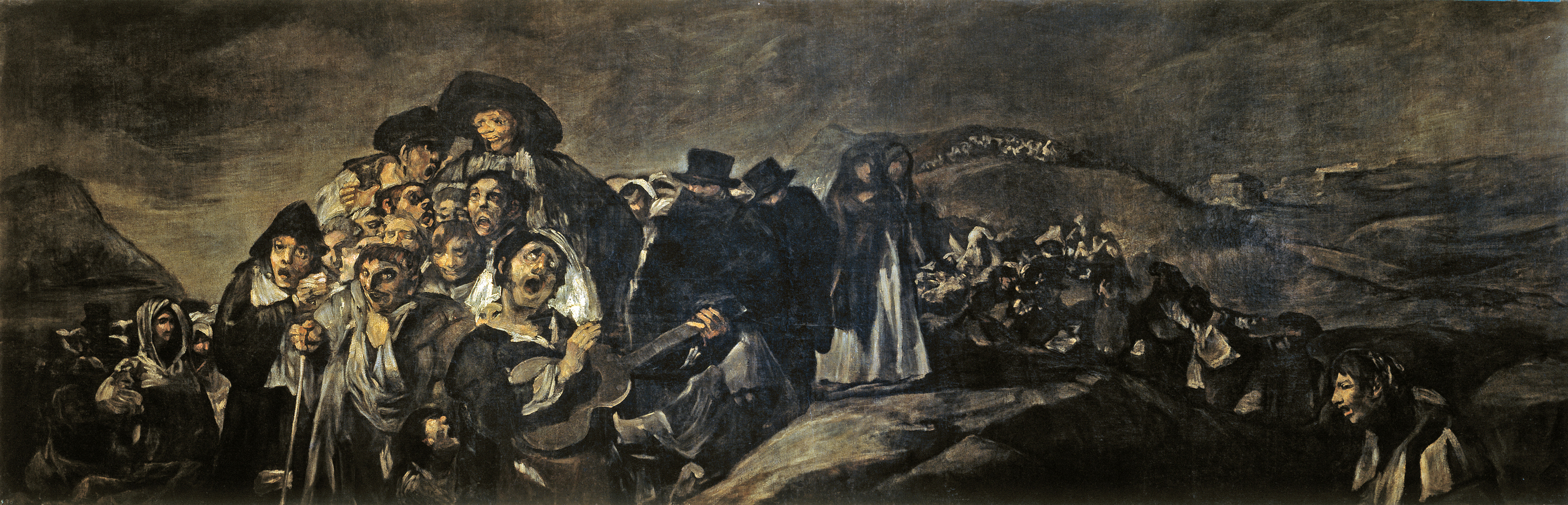
La romeria de sant Isidre reflecteix l'estil característic de les Pintures Negres